# Dom van Utrecht
De Dom van Utrecht (Historisch Sint-Maartenskathedraal) is een markante gotische kerk in het midden van de Nederlandse stad Utrecht. De kerk werd vanaf 1254 gebouwd als voortzetting van de romaanse kathedraal van het rooms-katholieke bisdom Utrecht en was gewijd aan Sint-Maarten. Sinds 1580 is de kerk protestants. De 112,32 meter hoge Domtoren is de hoogste kerktoren van Nederland en het hoogste gebouw van Utrecht.

## Beschrijving
De Dom was tot de kerkelijke herindeling in 1559 de enige kathedraal in de Noordelijke Nederlanden, een gebied dat grofweg samenvalt met het huidige Nederland. Tot aan de ingebruikname van de Sint-Bavokathedraal in Haarlem in 1898 was de Dom de enige als kathedraal gebouwde kerk in Nederland.
Van het kerkgebouw resteren tegenwoordig het koor, het dwarsschip en de toren. Het schip, waarvan de bouw nooit was voltooid, stortte in 1674 in als gevolg van natuurgeweld. De Domtoren en het resterende deel van de Domkerk kwamen daardoor los van elkaar te staan. Bij het Domcomplex horen verder nog een kruisgang en de grote kapittelzaal (thans aula van de Universiteit Utrecht) waar in 1579 de Unie van Utrecht werd ondertekend. De kleine kapittelzaal van het Domcomplex, die tegen de westkant van de kruisgang was gebouwd, werd in de negentiende eeuw afgebroken.
De Utrechtse Dom is ondanks het ontbrekende schip en de ernstige vernielingen die de overgang naar het protestantisme rond 1578-1580 met zich meebracht, een van de belangrijkste gotische monumenten in Nederland. Zij was tevens een van de vroegste voorbeelden van de gotiek in Nederland en als enige gebouw hier te lande staat zij qua stijl dicht bij de klassieke Franse gotiek. Aan de huidige Dom ging een kathedraal in romaanse stijl vooraf.
In de middeleeuwen was een kapittel van kanunniken aan de Dom verbonden dat een eigen immuniteit bezat, een grondstuk waarop de wereldlijke macht niets in te brengen had. Behalve de kathedraal zelf stonden hier de woningen van de kanunniken en van 1040 tot 1253 ook het paleis Lofen van de keizer van het Heilige Roomse Rijk. De immuniteit van de Dom grensde aan de zuidzijde aan de immuniteit van de Sint-Salvatorkerk of Oud-Munsterkerk en het grondgebied van de bisschop, waarop diens paleis gebouwd was. Tussen beide kerken, op het grondgebied van de Sint-Salvator, stond een derde kerkje ingeklemd, de Heilig-Kruiskapel.

## Vroegere bebouwing

### Eerste kerkjes
De Dom is gebouwd op het terrein van het voormalige Romeinse castellum Traiectum. Midden in het Romeinse castellum stond destijds een stenen gebouw van circa 8 bij 7 meter. Vandaag de dag liggen de restanten ervan onder het door de tornado verdwenen middenschip van de Domkerk. Mogelijk was dit gebouw in de Romeinse tijd een tempeltje.
Het oude Romeinse fort groeide in de vroege middeleeuwen uit tot de burcht Trecht. Dit bijzondere stukje Utrecht kan als de bakermat van het christendom in de Noordelijke Nederlanden worden beschouwd. Het begon met Frankische missionarissen die rond 630 in opdracht van koning Dagobert I binnen de resten van het castellum een houten kerkje bouwden, mogelijk al gewijd aan hun schutspatroon Sint-Maarten. Later die eeuw werd het heiligdom door de heidense Friezen verwoest.
Omstreeks 695 werd onder leiding van de Angelsaksische monnik Willibrord, die door de paus van Rome tot aartsbisschop der Friezen was benoemd, een aan Sint-Maarten gewijde stenen kerk in Utrecht gebouwd. Bovendien stichtte Willibrord naast de Sint-Maartenskerk een tweede kerk, de Sint-Salvator. Waarschijnlijk werden beide kerken bediend door één gemeenschap van geestelijken. Willibrord maakte dit complex tot het centrum van waaruit hij de kerstening van de Noordelijke Nederlanden ondernam. Ook na zijn dood bleef Utrecht het kerkelijke centrum van deze streek, dankzij het bestuur van Gregorius van Utrecht en de definitieve inrichting van het bisdom Utrecht rond het jaar 777. Aan de kloostergemeenschap vormde zich tevens de destijds bekende Domschool waar uit binnen- en buitenland aanstaande geestelijken werden opgeleid.
Waar de Sint-Maartenskerk van Willibrord precies heeft gestaan is nog volop onderwerp van discussie; opgravingen op het Domplein in 1929, 1936 en 1993 hebben nog geen uitsluitsel gegeven. Zowel de plaats van de huidige Dom als die van de verdwenen Heilig Kruiskapel komen in aanmerking. Ook is de vraag onopgehelderd of de Sint-Maartenskerk wel vanaf het begin de hoofdkerk van het prille bisdom was: de Sint-Salvatorkerk stond later immers ook bekend als Oud-Munster.

### Dom van Balderik
De Noormannen verwoestten de kerken in 857 en bisschop Hunger nam de vlucht. Voor de Utrechtse bisschoppen volgde nu een lange periode van ballingschap in Deventer. Pas na 922, toen bisschop Balderik naar Utrecht terugkeerde, konden de kerkgebouwen worden hersteld. Balderik herbouwde of herstelde de Sint-Maartenskerk op de huidige plaats en mogelijk is hij degene geweest die het Utrechtse kapittel en de bijbehorende immuniteit in tweeën splitste en de Sint-Maarten tot de hoofdkerk van Utrecht maakte. Voor de bouw van de gotische Dom zou de aanwezigheid van de immuniteit van Sint-Salvator later nog verschillende problemen opleveren.
Balderik wist het aanzien van zijn nieuwe kathedraal te vergroten door het verwerven van belangrijke relieken van de heiligen Pontianus en Agnes. Hun feestdagen, 14 en 21 januari, zouden in het middeleeuwse Utrecht uitbundig gevierd worden. Balderik was ook de eerste bisschop die in de Sint-Maartenskerk werd begraven; zijn voorgangers waren in de Sint-Salvatorkerk bijgezet. Overigens is het onbekend hoe de 'Dom van Balderik' eruitgezien heeft.

### Dom van Adelbold

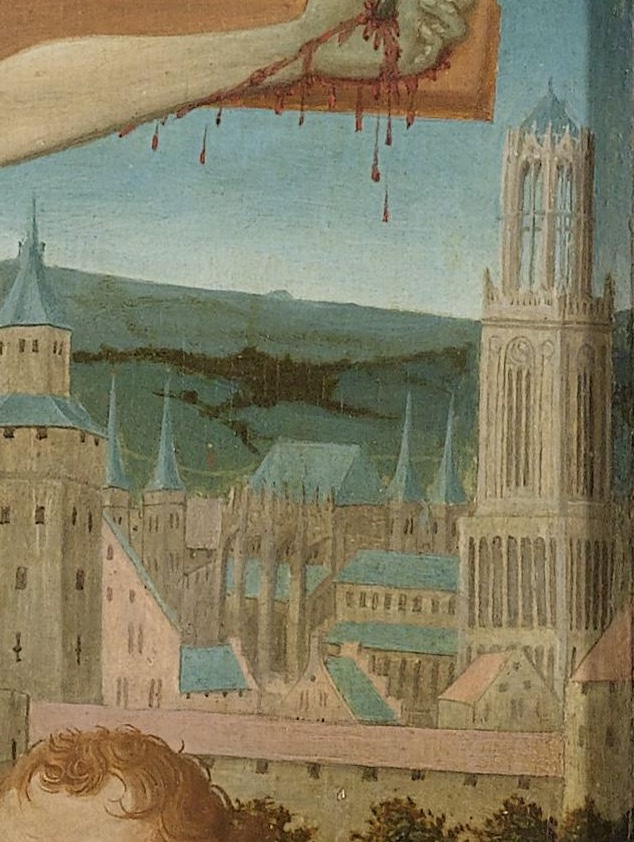
De Dom met tussen de Domtoren en het gotische koor het romaanse schip van de Dom van Adelbold. Fragment van een schilderij van een anoniem Utrechts schilder uit ca. 1460 (Centraal Museum, Utrecht).

In 1017 werd de Dom van Balderik door brand verwoest. Hierna werd in korte tijd op dezelfde plaats een grote romaanse kathedraal gebouwd, die op 26 juli 1023 in tegenwoordigheid van keizer Hendrik II en twaalf bisschoppen werd gewijd. Dit bouwwerk staat bekend als de Ottoonse Dom of de Dom van Adelbold, naar bisschop Adelbold II, die de opdracht tot de bouw gaf.

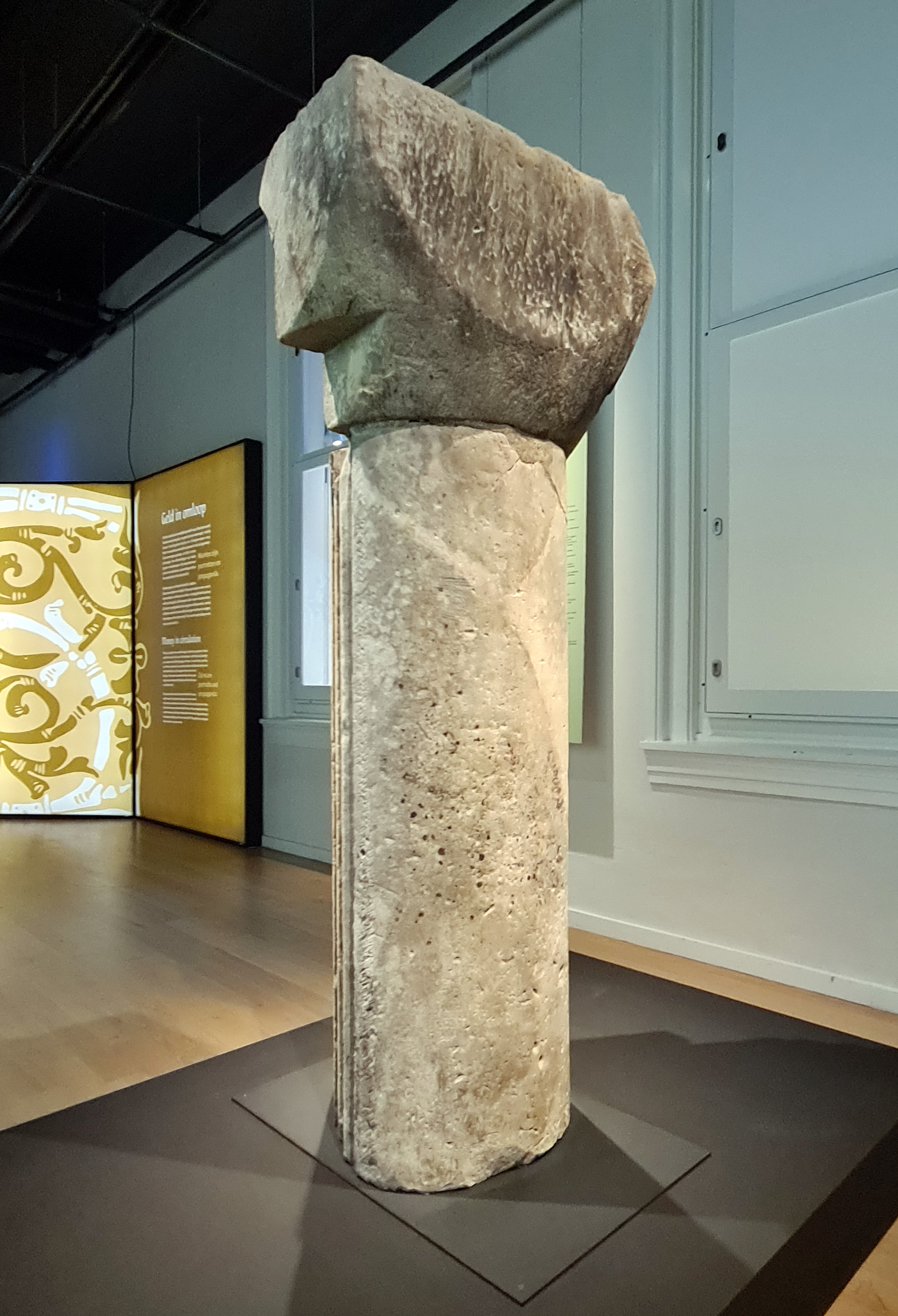
Zandstenen zuilfragment en half teerlingkapiteel van de Ottoonse Dom (Centraal Museum, Utrecht; gefotografeerd in het RMO, Leiden).

Van deze directe voorganger van de huidige Domkerk zijn meer gegevens bekend dan van de Dom van Balderik. Aan de hand van opgravingen en schriftelijke bronnen heeft men verschillende pogingen tot reconstructie gedaan, maar die blijven steken op een nogal hypothetisch niveau. Aangenomen wordt dat de Dom van Adelbold een westwerk bezat met daarvoor een atrium, afgesloten door een voorbouw ter plekke van de huidige Domtoren. De fundering van een van de twee traptorens die deze voorbouw flankeerden, is zichtbaar gemaakt in de tuin van het vroegere Bisschopshof direct ten zuiden van de huidige Domtoren. Ook moet deze romaanse Dom een Maartenstoren hebben gehad, die te beschouwen is als de voorganger van de huidige Domtoren.
In 2008 troffen archeologen ten zuidwesten van de Domtoren funderingen aan van het bisschoppelijk paleis, daterend uit de elfde eeuw. Het werd vermoedelijk onder bisschop Adelbold gebouwd na de brand van 1017. Ook kon worden aangetoond dat de westmuur van het Romeinse castellum voor het paleis moest wijken.
Adelbolds opvolger, bisschop Bernold, maakte de Dom omstreeks 1040 tot middelpunt van een kerkenkruis: daartoe liet hij rond het bestaande gebouw vier nieuwe kerken verrijzen: de Pieterskerk in het oosten, de Janskerk in het noorden, de kerk van de Paulusabdij in het zuiden en de Mariakerk in het westen (de Mariakerk kwam pas onder bisschop Koenraad tot stand). In de Dom van Adelbold zelf werden de ingewanden van twee in Utrecht gestorven Duitse koningen bijgezet: Koenraad II, overleden in 1039, en keizer Hendrik V, overleden in 1125. Hun lichamen werden naar de Dom van Speyer (Nederlands: Spiers) overgebracht.
De Dom van Adelbold werd in 1131 en 1148 bij stadsbranden gehavend. Bij de tweede brand was de schade kennelijk aanzienlijk, want de kerk werd pas op 22 juli 1173, de feestdag van Maria Magdalena, opnieuw ingewijd. Deze dag zou tot de Reformatie als de officiële kerkwijdingsdag blijven gelden en gaf elk jaar aanleiding tot grote feestelijkheden binnen en buiten de kathedraal. De relieken van Pontinus en Agnes werden in processie rondgedragen en er sloot een twintig dagen durende kermis op de dag aan.
Op 29 april 1253 brak er opnieuw een brand uit die negen dagen woedde en het grootste gedeelte van de stad in de as legde. Hoe groot de schade aan de Dom was, is niet te achterhalen, maar in elk geval werd er besloten tot de bouw van een geheel nieuwe kathedraal in de moderne gotische stijl. Delen van de Dom van Adelbold bleven echter nog tot het eind van de vijftiende eeuw in gebruik.

## Gotische Dom: bouwgeschiedenis

### 1254–1320: kooromgang en zuidelijke koorzijbeuk

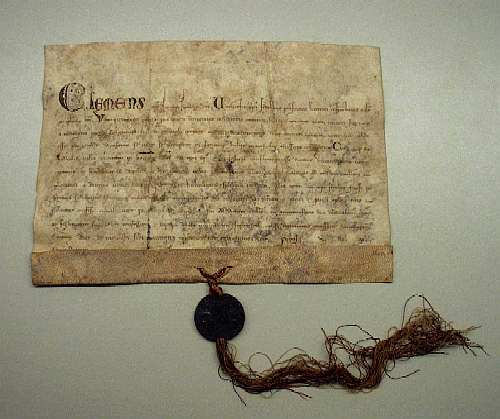
Toestemming van paus Clemens IV in 1265 voor het verkopen van aflaten voor de bouw van de Dom. (bron: Het Utrechts Archief)

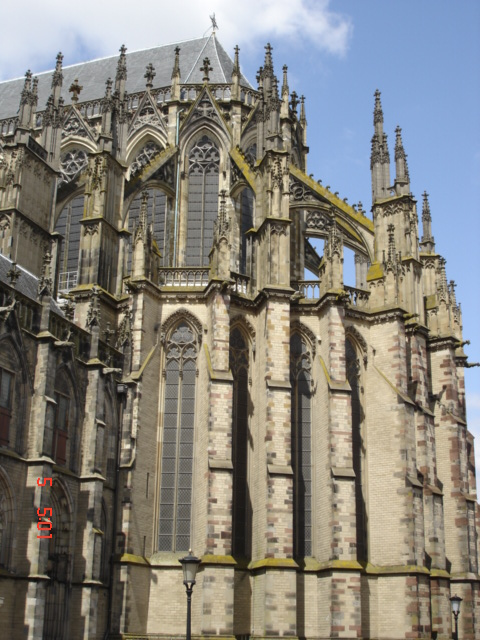
Koor gezien vanuit het zuidoosten.

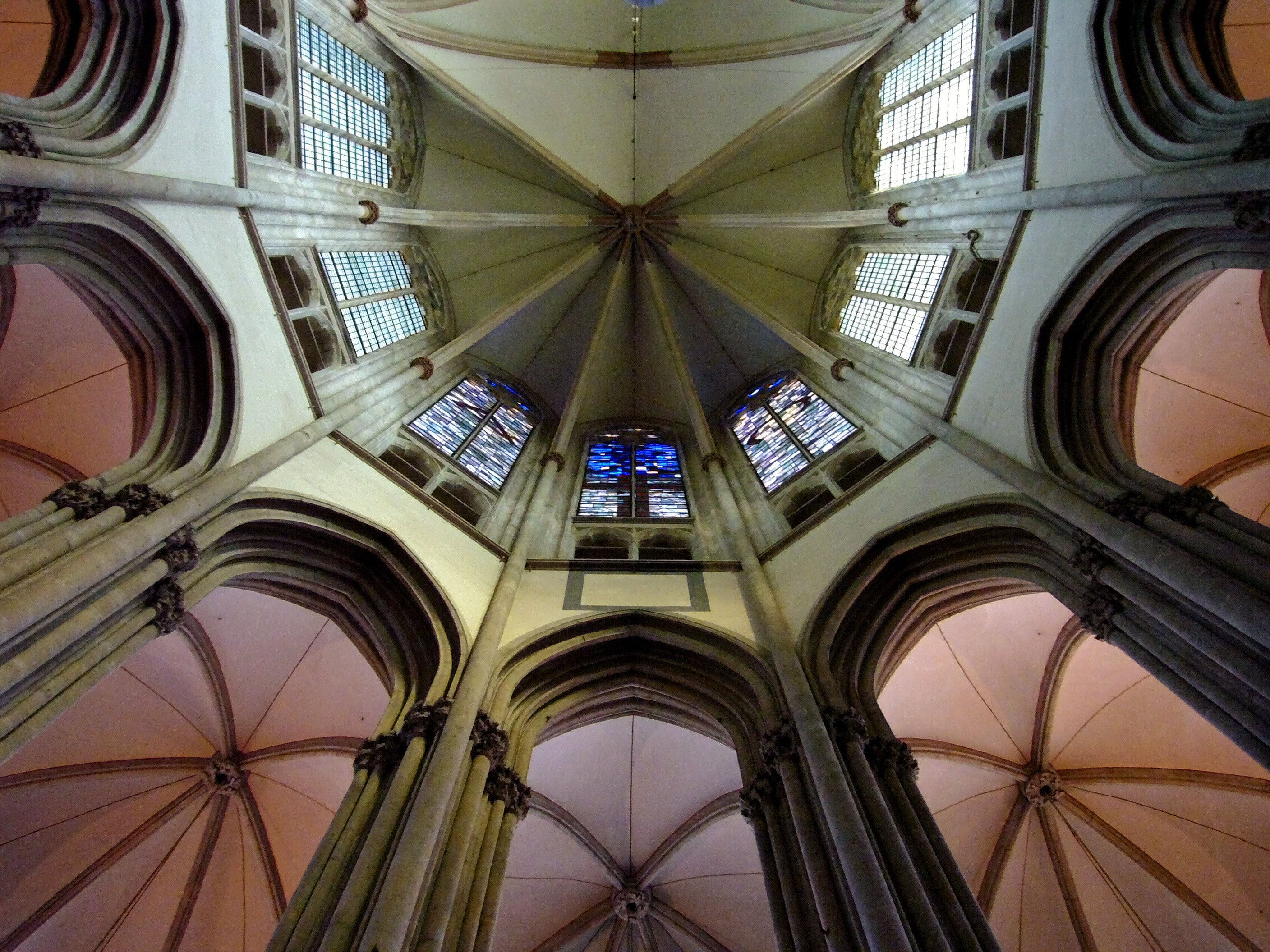
De koorlantaarnsluiting recht naar boven gezien.

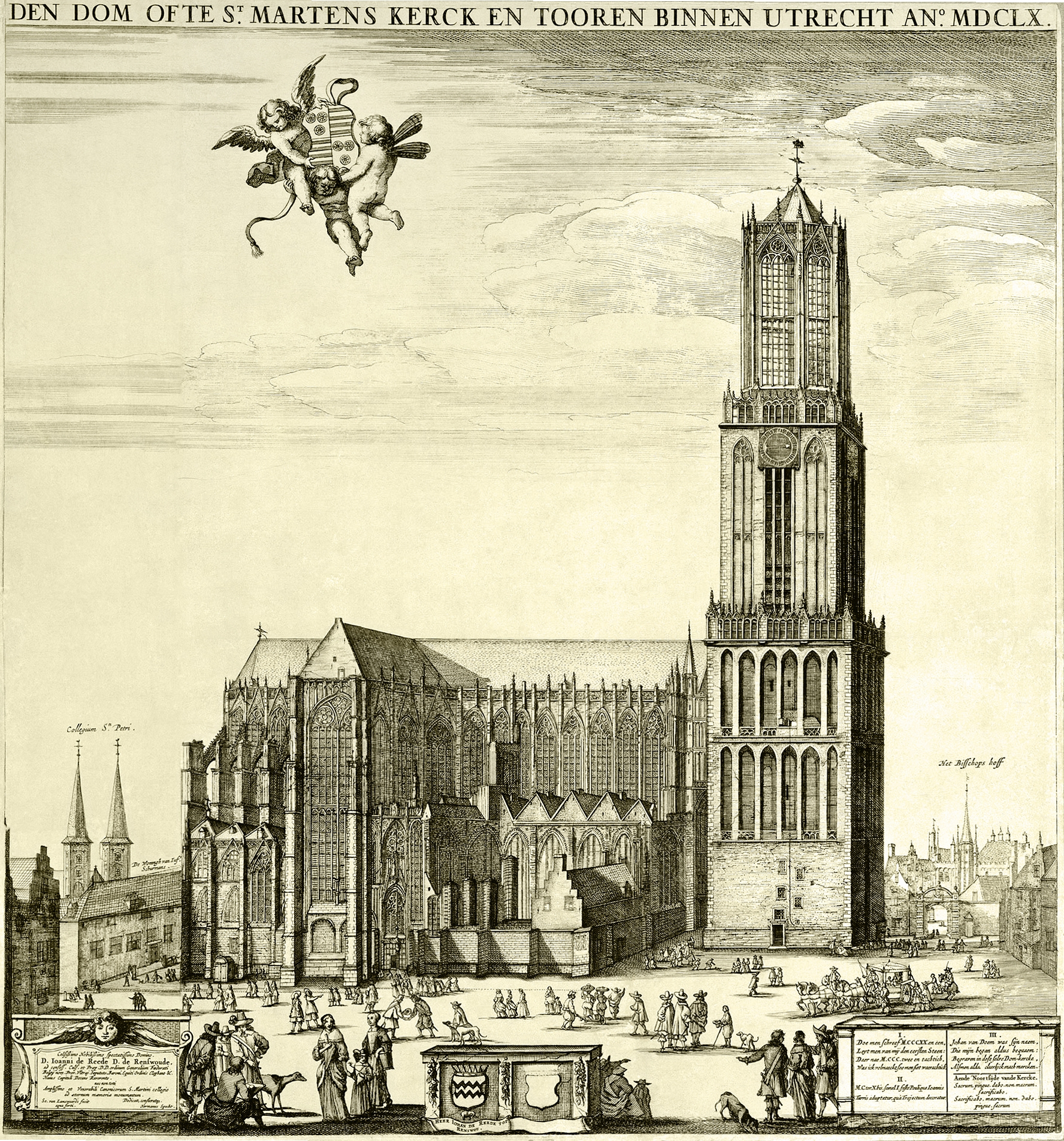
De Dom vanuit het noorden in 1660, vóór de instorting van het schip. Ets door Steven van Lamsweerde.

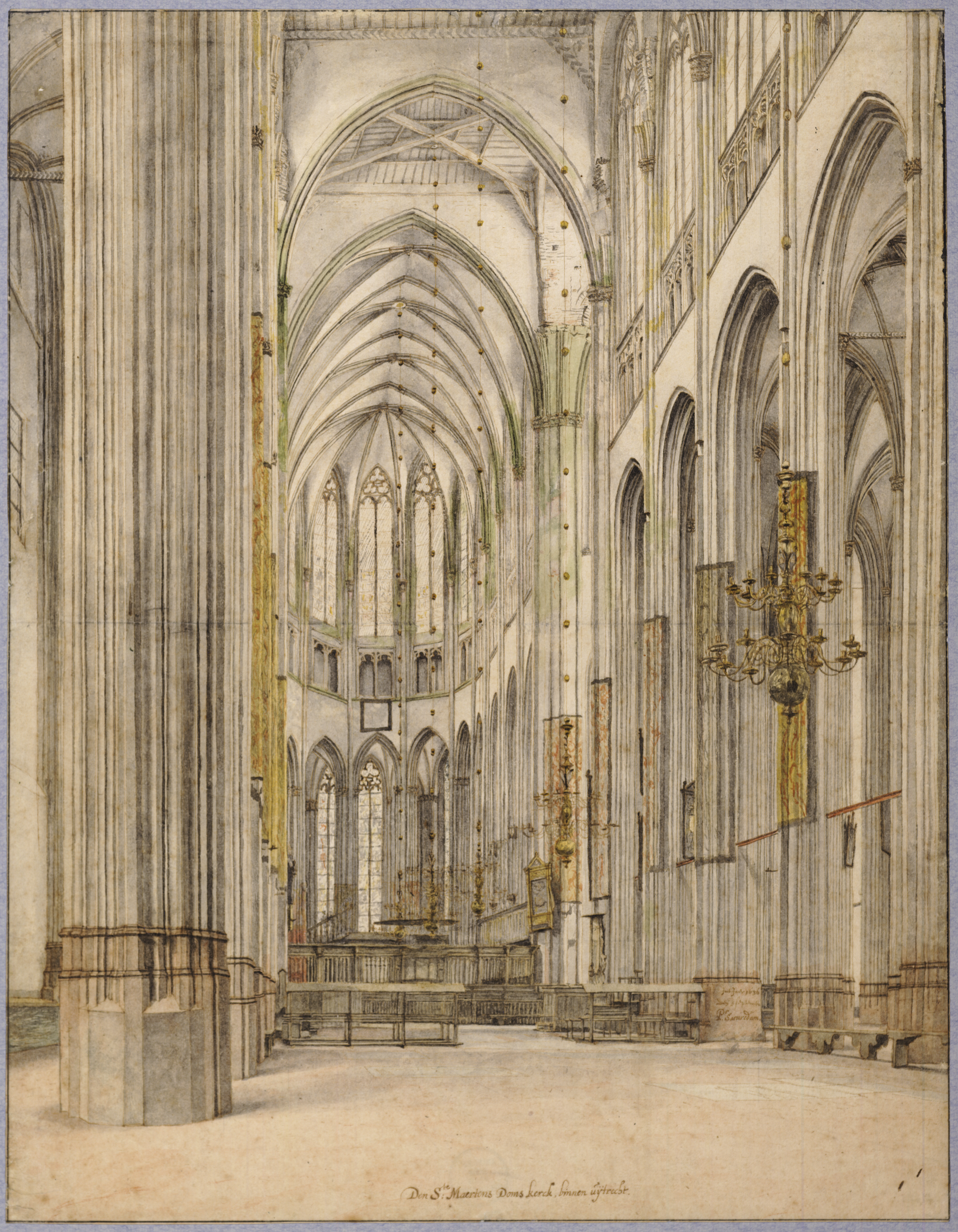
Interieur van de Dom in 1636, vóór de instorting van het schip. Tekening door Pieter Saenredam in het Utrechts Archief.

Het is mogelijk dat bisschop Hendrik van Vianden zelf de aanzet gegeven heeft tot de nieuwbouw. Deze bisschop was tevoren Domproost in Keulen geweest waar men in 1248 was begonnen met de bouw van een nieuwe gotische kathedraal. In 1254 legde hij de eerste steen voor de kooromgang van de nieuwe Dom van Utrecht.
Het bleef voorlopig bij een aarzelend begin, want eerst moest er voldoende geld ingezameld worden. Zo verleende paus Clemens IV in 1265 een aflaat ten behoeve van de bouw, gevolgd door eenzelfde gebaar van bisschop Gerard van Münster in 1267. Er werden collectes gehouden in de ruim achthonderd parochies van het bisdom Utrecht en met de relieken van de Dom werd door het hele bisdom rondgetrokken om inkomsten te genereren. Er werd geprobeerd om de aantrekkingskracht van de Dom als bedevaartplaats te vergroten, maar die pogingen hadden weinig succes. Pas toen de elect Jan van Nassau in 1288 een reeks maatregelen nam om de financiering veilig te stellen, kwam de bouw echt op gang.
De plattegrond van de kooromgang met de ondiepe straalkapellen gaat misschien terug op die van de Onze-Lieve-Vrouwekathedraal in Doornik of de kathedraal van Soissons, maar de opstand toont eerder verwantschap met de Dom van Keulen. Om die laatste reden is wel gesuggereerd dat bouwmeester Gerhard van Keulen bij de bouw betrokken is geweest.
Rond 1295 was de kooromgang gereed. Vervolgens werd de zuidelijke koorzijbeuk met de grafkapellen van de bisschoppen Jan van Arkel en Gwijde van Avesnes gebouwd volgens een iets afwijkend plan. Dit blijkt uit een kleine verbreding van het koor en uit een van de oudst bekende toepassingen van bundelpijlers zonder kapitelen. Dit gedeelte van de Dom werd rond 1320 voltooid.

### 1320–1400: noordelijke koorzijbeuk, toren en koorlantaarn
Vanaf omstreeks 1320 tot 1350 werd de noordelijke koorzijbeuk met aansluitende kapellen en de sacristie gebouwd in een wat soberder uitvoering dan de zuidelijke zijbeuk. De aandacht ging in deze tijd echter vooral uit naar de ontzaglijke toren, die van 1321 tot 1382 werd opgetrokken. Waarom in dit stadium voorrang gegeven werd aan de toren is onbekend. De theorie dat bisschop Frederik II van Sierck behoefte had aan een sterke verdedigingstoren waarin hij zich in tijden van nood zou kunnen terugtrekken, wordt niet door alle geleerden geaccepteerd. Dat er werd gekozen voor één kolossale toren en niet voor een tweetorenfront zoals dat bij kathedralen gebruikelijk was, hangt waarschijnlijk samen met ruimtegebrek: het terrein aan de westzijde van de Dom was immers al grotendeels bebouwd.
De eerste bouwmeester van de toren was ene Jan uit Henegouwen, die opgevolgd werd door achtereenvolgens Godijn van Dormael uit Luik en Jan van den Doem, die de achtkantige lantaarn zal hebben gebouwd. Het is mogelijk dat de toren van het Münster in Freiburg im Breisgau als inspiratiebron diende voor de lantaarn, waarop misschien ook wel een hoge opengewerkte stenen spits had moeten komen, zoals in Freiburg.
In de oorspronkelijke plannen voor de nieuwe gotische kathedraal was uitgegaan van een dwarsschip met zijbeuken. Dat idee werd echter verlaten toen bij aanvang van de torenbouw bleek dat de kerk niet zo ver naar het westen doorgetrokken kon worden als gepland: het kapittel van Sint-Salvator bedong dat er tussen de kerk en de toren een doorgang uitgespaard zou blijven om de bereikbaarheid van zijn bezittingen ten noorden van de Dom te garanderen. Door deze wijziging werd vanzelf ook het koor een travee korter dan voorzien.
Pas na de voltooiing van de toren kon in de laatste decennia van de veertiende eeuw eindelijk de koorlantaarn gebouwd worden, zij het waarschijnlijk minder hoog dan oorspronkelijk de bedoeling was. De stijl komt overeen met die van de torenlantaarn. Ook verrezen nu het zuidoostportaal, de oostelijke en zuidelijke arm van de kruisgang ten zuiden van het koor en het groot kapittelhuis. De bouw stond achtereenvolgens onder leiding van bouwmeesters Jan van den Doem en Aernt Bruun. Omstreeks 1420 kwamen de werkzaamheden tijdelijk goeddeels stil te liggen.

### 1440–1517: dwarsschip en schip
Onder de bisschoppen Rudolf van Diepholt en de prachtlievende David van Bourgondië kreeg de bouw een nieuwe, krachtige impuls. Het dwarsschip, de grafkapel van Rudolf van Diepholt, de westelijke arm van de kruisgang met het thans verdwenen kleine kapittelhuis en de domschool werden van omstreeks 1440 tot 1479 opgetrokken door bouwmeester Jacob van der Borch. De situatie rond 1460 is vastgelegd op de achtergrond van een anoniem drieluik in het Centraal Museum te Utrecht dat de Kruisiging voorstelt (zie afbeelding). Een nieuw paleis voor de bisschop was ondertussen in 1447 in gebruik genomen ten zuidwesten van de Domtoren.
Het romaanse schip van de Dom van Adelbold, dat tot dan toe nog dienst had gedaan, werd nu gesloopt, en vanaf 1485 ging men over tot het bouwen van het groots opgezette, vijfbeukige schip met kapellenreeksen. Daarbij paste de nieuwe bouwmeester, Cornelis de Wael, een aangepaste, flamboyante stijl toe. De toren bleef vier meter van het nieuwe schip afstaan, want de genoemde doorgangsrechten van het Sint-Salvatorkapittel verhinderden dat de twee delen op de begane grond met elkaar verbonden werden. In plaats daarvan werd een korte luchtbrug met daarin een kapel, brugkapel of bisschopsloge genoemd, tussen beide bouwdelen geslagen.
Gelijktijdig met de bouw van het schip vonden enkele aanpassingen aan eerder gebouwde gedeelten van de kerk plaats. In 1495 werd het grote kapittelhuis verbouwd, waarbij de verdieping opgegeven werd zodat er één monumentale ruimte ontstond. In 1496 werd de sacristie oostwaarts uitgebreid met de librije en in 1498 werd de Domproostenkapel tegen het zuiderdwarspand toegevoegd.
In 1517 werd het werk aan het schip gestaakt omdat geldstromen opdroogden. De offerbereidheid van de gelovigen was sterk afgenomen en de bijdragen van de parochies bleven uit. Het kapittel slaagde er in 1519 nog in een stuk armbot van Sint-Maarten te verwerven, maar ook de aantrekkingskracht van de relieken was grotendeels uitgewerkt.
Toen de bouw tot stilstand kwam, waren het schip en dwarsschip (nog) niet in steen overwelfd maar slechts toegerust met een houten plafond, dat op de tekening van Saenredam te zien is (zie afbeelding). Daarnaast waren de ondersteunende luchtbogen achterwege gebleven. Van de buitenste schipzijbeuken met aansluitende kapellen waren alleen de drie oostelijke traveeën tot stand gekomen.
In 1517-1521 kreeg de toren nog een flinke opknapbeurt, waarbij het onderste vierkant, dat slechts met simpele borstweringen was voorzien, laatgotische balustrades kreeg. Daarna vonden er geen bouwwerkzaamheden meer plaats.

### Bouwmeesters
| Jan uit Henegouwen (Jan van den Doem I) | ca. 1320–1357     |
| Godijn van Dormael                      | 1357–1360         |
| Jan van den Doem II                     | 1360–1396         |
| Aernt Bruun                             | 1396–ca. 1440     |
| Willem van Boelre                       | ca. 1440–ca. 1442 |
| Henric van Bontsfort                    | ca. 1442–1444     |
| Jacob van der Borch                     | 1444–1475         |
| Cornelis de Wael                        | 1476–1505         |
| Alard van Lexweerd                      | 1505–1517         |
| Claes Mertensz                          | 1517–1551         |

### Kritiek van Geert Grote
Dat de bouw van de Utrechtse Domtoren niet alleen bewondering oogstte, blijkt uit de kritiek van Geert Grote, die van 1371 tot 1374 kanunnik van de Dom was. In het traktaat Contra turrim Traiectensem (Tegen de Utrechtse toren) dat hij in die jaren schreef, protesteerde hij in felle bewoordingen tegen de bouw van de Domtoren, die toen al tot aan de lantaarn gevorderd was.
Volgens de in zijn tijd beroemde boeteprediker Geert Grote diende de toren geen algemeen nut en was zij, als een tweede toren van Babel, een symbool van trots en verspilling, slechts bedoeld om de ijdelheid te strelen en de bewondering van bezoekers te wekken. Hij voorspelde een rasse ineenstorting en meende de eerste scheuren al te ontwaren. Waarschijnlijk stond Geert Grote echter tamelijk alleen in zijn kritiek, want zijn traktaat werd bepaald geen bestseller.
Wel heeft men kunnen vaststellen dat er tijdens de bouw van de Domtoren inderdaad een scheur door het tweede vierkant liep, die echter tijdig gerepareerd kon worden.

## Geestelijk leven in de middeleeuwen

### Domkapittel
Zoals aan elke kathedraal was aan de Dom een domkapittel verbonden, met aan het hoofd de domproost. Hij was de tweede man van het bisdom, na de bisschop. Het dagelijks bestuur van het kapittel was in handen van de domdeken. Er waren in totaal eenenveertig prebenden verbonden aan het kapittel, waarvan er achtendertig door kanunniken werden genoten: negen priester-kanunniken, tien diakenen, tien subdiakenen en negen kanunniken-scholieren. Zij voerden gezamenlijk het bestuur over het kapittel en de bijbehorende immuniteit, terwijl hun liturgische taak bestond uit het uitvoeren van de dagelijkse missen, gezangen en gebeden in het Domkoor.
Naast de kanunniken hadden de kapelaans een belangrijke functie. Hun voornaamste taak was het lezen van zielmissen voor overledenen die daarvoor een kapelanie hadden gesticht. Tussen 1243 en 1484 kwamen er zo'n vijftig stichtingen in de Dom tot stand. Daarnaast waren de kapelaans verplicht tot deelname aan de dagelijkse koorgebeden.
De veertiende-eeuwse domkanunnik Hugo Wstinc stelde in 1342 een boek op waarin hij de regels en gebruiken beschreef die in de Dom leefden, het zogenaamde Liber camere of Camerboeck. Zijn beschrijving van de gang van zaken binnen de Domgemeenschap verwierf in de late middeleeuwen de status van leidraad bij de organisatie van verschillende geestelijke instellingen.

### Priesterwijding Erasmus van Rotterdam
Op 24 april 1492 werd in de Utrechtse Dom Erasmus tot priester gewijd door wijbisschop Jan van Tiel. Ten gevolge hiervan werd Erasmus begiftigd met een prebende. De muziektheoreticus Glareanus meldt in een als betrouwbaar gekwalificeerd traktaat dat Erasmus hem had verteld dat hij op zeer jonge leeftijd als koorzanger aan de Dom was verbonden en daarbij werd onderwezen in de muziek door Jacob Obrecht. Dit moet dan eind jaren zeventig van de vijftiende eeuw zijn gebeurd. Het suggereert dat Obrecht destijds functioneerde als koorleider van de Schola Cantorum van de Dom dan wel van de eigen kapel van de toenmalige bisschop David van Bourgondië.

## Latere geschiedenis van het gebouw

### Hervorming

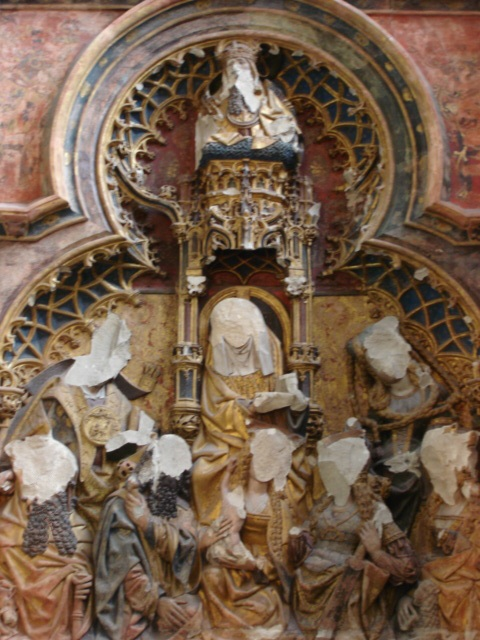
Het altaarretabel met Anna te Drieën in de kapel van bisschop Jan van Arkel, geschonden tijdens de Beeldenstorm in 1580.

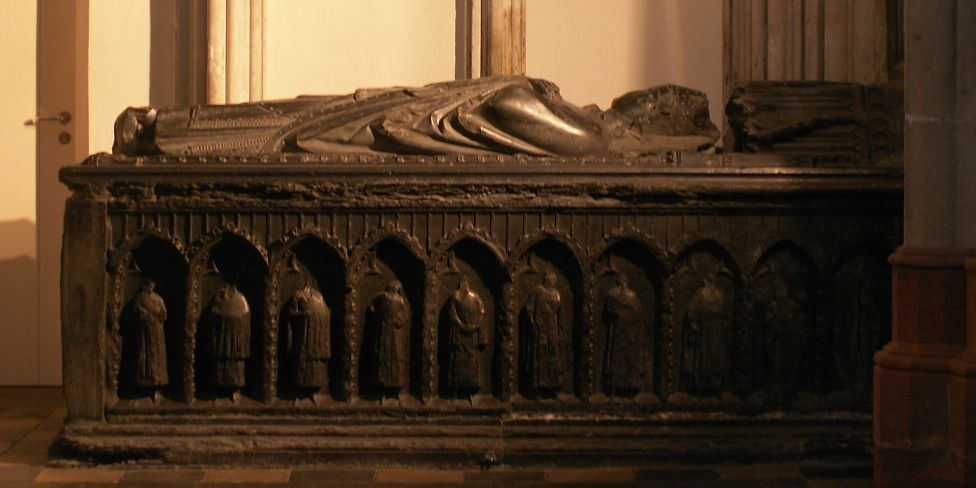
De afgehakte hoofden van pleurants op de graftombe van bisschop Gwijde van Avesnes.

In de zestiende eeuw braken politiek en religieus roerige tijden aan. In 1528 had in de kapittelzaal van de Dom de plechtige overdracht plaats van de wereldlijke macht van de bisschop aan keizer Karel V, die hierdoor heer van Utrecht werd. In 1546 riep Karel V de ridders van het Gulden Vlies voor hun jaarlijkse vergadering bijeen in het Domkoor.
Terwijl Utrecht bij de bisschoppelijke herindeling in 1559 verheven werd tot aartsbisdom, kregen hervormingsgezinden steeds meer aanhang. Alsof er niets aan de hand was, werd in 1563 nog een nieuw koorgestoelte in de Dom geplaatst en in 1571 een nieuw orgel in gebruik genomen. In 1578 verkocht het kapittel zelfs een groot deel van de kerkschat in de hoop de afbouw van het schip weer vlot te trekken, maar de opbrengst was maar net toereikend om wat schulden te lenigen en achterstallig onderhoud te plegen.
In de landelijke politiek groeide het verzet tegen de Spanjaarden. De noordelijke gewesten sloten zich aaneen en op 23 januari 1579 werd in het groot kapittelhuis van de Dom de Unie van Utrecht getekend, die de grondslag legde voor wat enkele jaren later de Republiek der Zeven Verenigde Nederlanden zou worden. Initiatiefnemer was graaf Jan van Nassau, van wie in 1883 een standbeeld op het Domplein onthuld is.
In 1566 was de eerste beeldenstorm weliswaar nog op het nippertje aan de Domkerk voorbijgegaan, maar na het zogenaamde verraad van Rennenberg op 3 maart 1580 sloeg de vlam in de pan. Op 7 maart drongen de calvinisten de kerk binnen om er flink huis te houden. De vernielingen die bij deze beeldenstorm werden aangericht hebben tot op de dag van vandaag duidelijke sporen nagelaten.
In een poging meer geweld te voorkomen liet Willem van Oranje, formeel was hij namens Filips II stadhouder van Utrecht, de kapittelkerken sluiten. De calvinisten zetten van hun kant de raad van Utrecht zo sterk onder druk dat op 15 juni elke katholieke godsdienstoefening werd verboden. De radicale protestanten waren daarmee nog niet tevreden, en op 28 juli kraakten zij de Dom zodat Werner Helmichius er de eerste protestantse preek kon houden. De raad greep echter onmiddellijk in, liet de kerk ontruimen en de deur ging weer op slot.
Korte tijd later kregen de katholieken toestemming om hun (voorlopig) laatste kerkvorst, aartsbisschop Frederik Schenck van Toutenburg, op sobere wijze in de Domkerk te begraven. De plechtigheid op 30 augustus werd verstoord door de protestanten, die hun versie van psalm 130 door het katholieke De profundis heen zongen. Deze uitvaart zou voor lange tijd de laatste openbare uiting van het katholicisme zijn. Op 15 januari 1581 werd de Dom definitief door de calvinisten in gebruik genomen en "gezuiverd" van de laatste katholieke elementen.
De verbouwing hield in dat beelden en altaren werden verwijderd of weggewerkt en het oksaal plaats maakte voor een koorhek met midden daarvoor een preekstoel. De geleidelijke verwijdering van gebrandschilderde ramen en de verlichting door grote kaarsenkronen bracht een andere sfeer in de kerk. Het koorgestoelte hield het langer uit, maar moest het in 1695 alsnog ontgelden. De Utrechtse geleerde Aernout van Buchel probeerde in tekst en tekeningen zo veel mogelijk vast te leggen van wat dreigde te verdwijnen in deze periode van overgang. Zijn beschrijvingen zijn van onschatbare waarde voor het onderzoek naar de verdwenen inventaris van de Dom.
De Sint-Salvatorkerk, die pal ten zuiden van de Domkerk stond, trof een harder lot dan de Dom: zij werd in 1582-1587 met fundament en al gesloopt. Het paleis van de bisschop werd in gebruik genomen als ambtswoning van de stadhouder en later van de militaire gouverneur, die in 1634 een nieuwe toegangspoort aan de Servetstraat liet bouwen. Overigens bleef het Domkapittel merkwaardig genoeg nog heel lang voortbestaan als vermogensbeheerder en als onderdeel van de Staten van Utrecht. Nieuwbenoemde kanunniken waren echter altijd protestants.

### Universiteit
De Illustere school, een hogeschool die opgezet was als een vervolgopleiding van de Latijnse school, kreeg bij haar ontstaan in 1634 de beschikking over het groot kapittelhuis en de kruisgang van de Dom, die sinds de Hervorming onder meer als berging en marktplaats hadden gediend. Het kapittelhuis werd in twee collegezalen opgedeeld, een derde werd boven de zuidelijke arm van de kruisgang gebouwd. De kruisgang zelf diende als ontmoetingsplaats voor de studenten.
Toen in 1636 de Illustere school tot universiteit werd verheven, werd het leegstaande koor van de Domkerk in gebruik genomen voor openbare promoties en andere plechtigheden. De beroemde theoloog Gisbertus Voetius, hoogleraar aan de universiteit, was van 1637 tot zijn dood in 1676 tevens predikant van de Domkerk. Drie fraaie tekeningen van Pieter Saenredam uit 1636 in het Utrechts Archief geven een goede indruk van het interieur van de Dom in deze tijd. Bij de grote jubilea van de universiteit bleef de Domkerk in de volgende eeuwen het centrum van de vieringen. Tegenwoordig heeft de Universiteit Utrecht nog steeds de beschikking over de kruisgang en het voormalige kapittelhuis.

### Katholiek intermezzo

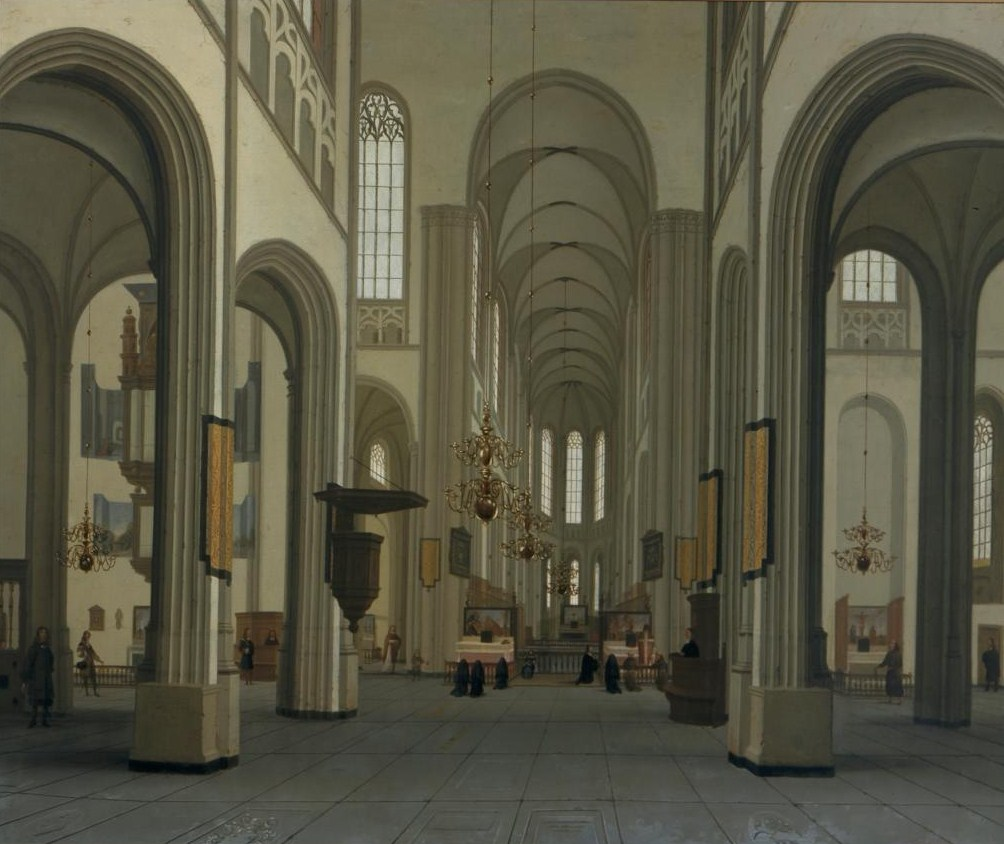
Interieur van de Dom in 1672, ten tijde van de Franse overheersing. Schilderij van Hendrick Cornelisz. van Vliet.

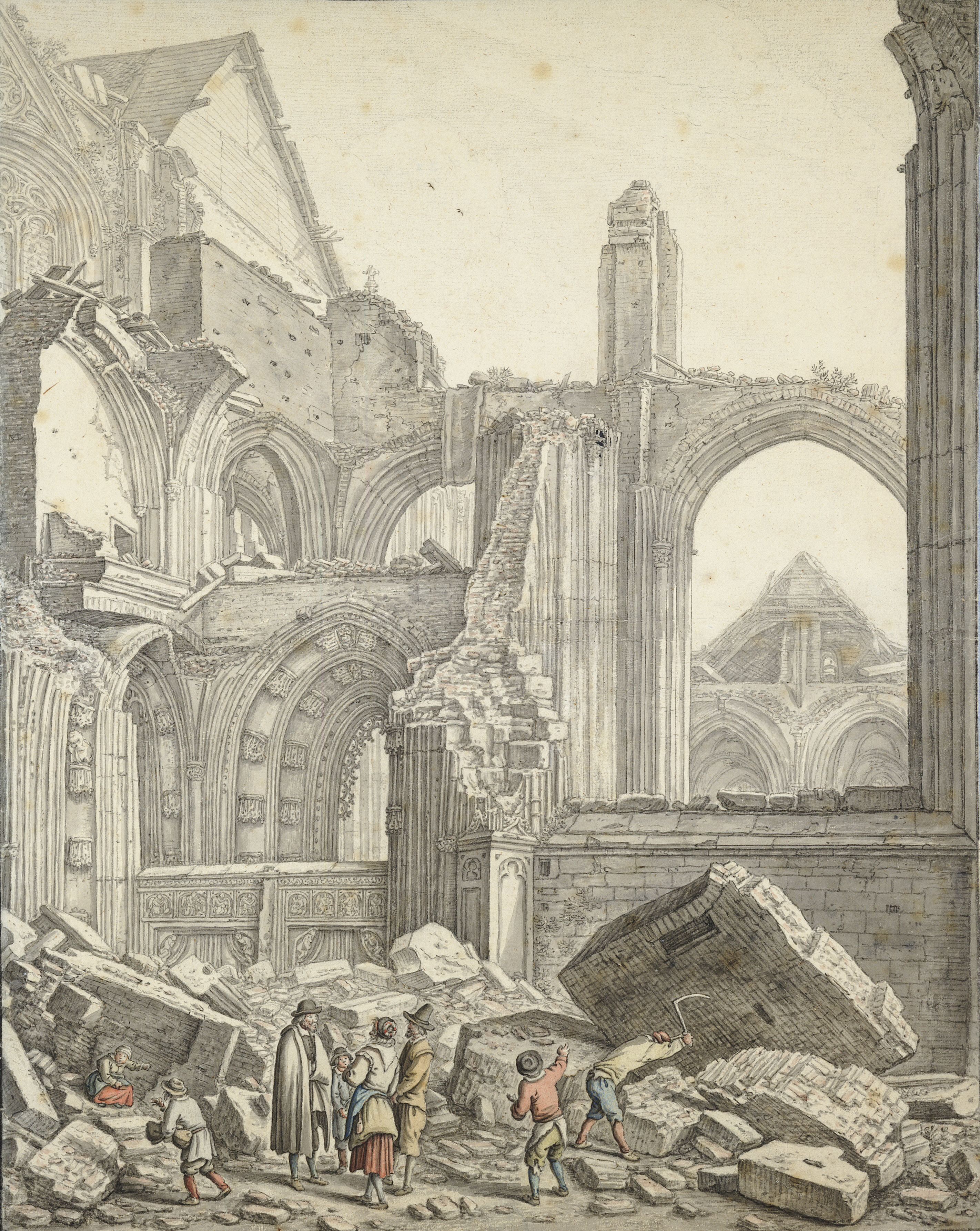
De ruïnes van het schip in 1674. Tekening van Herman Saftleven.

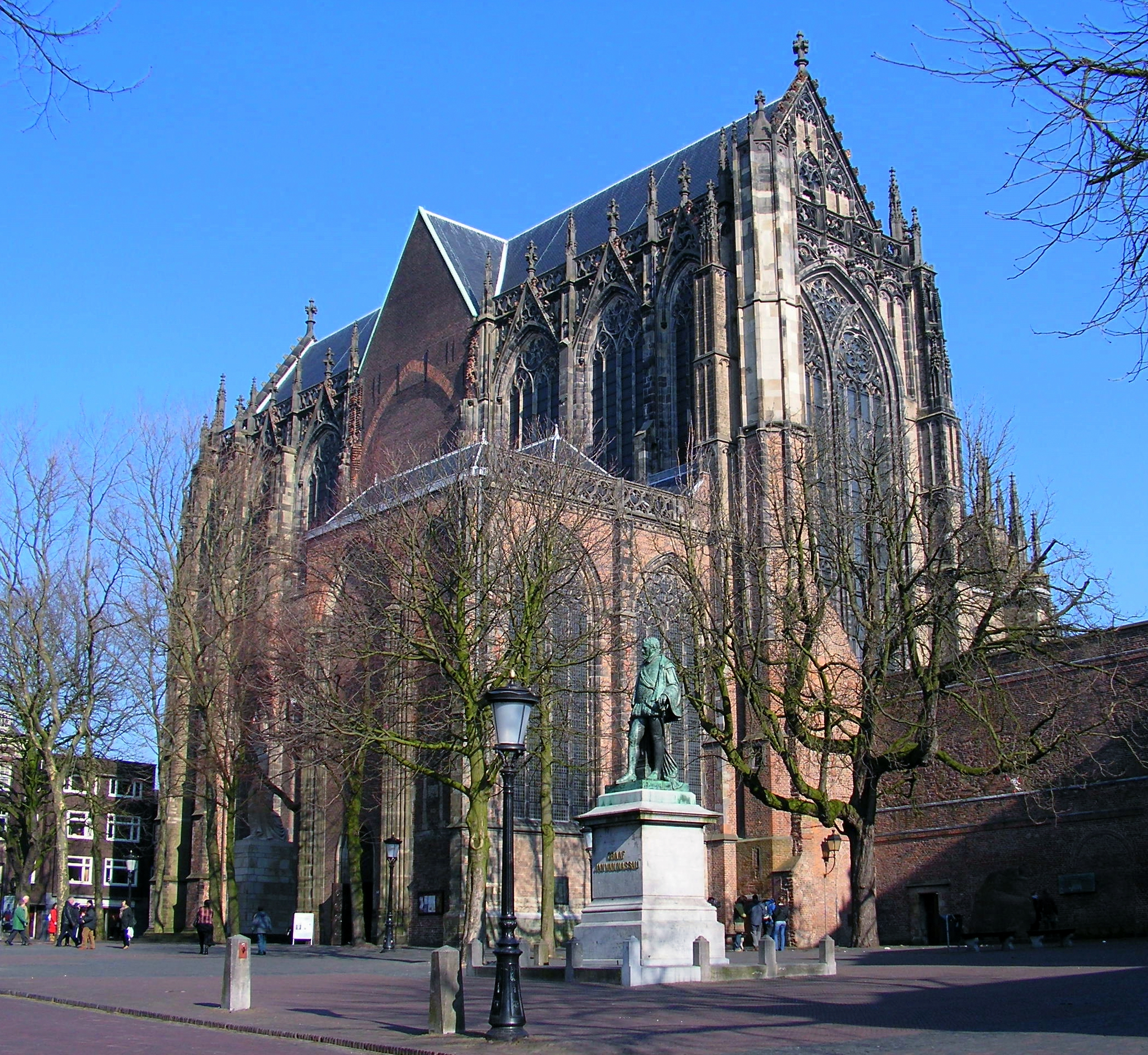
Het overgebleven deel van de Domkerk. Bij het puntdakje in het midden sloot het schip aan.

Tijdens het rampjaar 1672 werd Utrecht bezet door de Franse troepen van Lodewijk XIV, en de Dom werd weer in gebruik genomen als katholieke kerk. De preekstoel, vanwaar zoveel ketterse leer was verkondigd, werd symbolisch gegeseld en er werden provisorische altaren en biechtstoelen geplaatst.
Op 10 juni maakte apostolisch vicaris Johannes van Neercassel zijn intrede in de oude kathedraal en droeg er een mis op, waarna Emmanuel-Théodosius de La Tour d'Auvergne, kardinaal de Bouillon, het godshuis op 30 juni plechtig inwijdde. Het katholieke intermezzo was echter van korte duur, want nog vóór de aftocht van de Fransen op 23 november 1673 kwam de Domkerk weer in protestantse handen en beklom de hoogbejaarde Voetius opnieuw de kansel.

### 1674: scheiding kerk en toren
De kerrick van de Dom, 't vermaerde werelts-wonder,

Dat soo veel eeuwen heught, dat ley oock hallef onder.
Op woensdag 1 augustus 1674 raasde een verwoestende storm over de republiek. Om halfacht 's avonds bereikte die Utrecht, waar de storm in de hele stad en omgeving bijzonder veel schade aanrichtte. De Domkerk werd waarschijnlijk getroffen door valwinden. Verondersteld werd dat er sprake was van een tornado. Gerard van der Schrier, onderzoeker bij het KNMI, en zijn collega Rob Groenland stellen in hun publicatie Natural Hazards and Earth System Sciences (2017) dat een tornado slechts plaatselijk schade zou veroorzaken. Zij menen dat er sprake was van een boogecho.
Als gevolg van dit schrickelik tempeest zakte het middenschip van de Dom als een kaartenhuis in elkaar. De Domtoren bleef echter nauwelijks beschadigd overeind staan. Niet alleen de Domkerk maar ook diverse kerken elders in de stad en vele molens moesten het ontgelden. Van vier andere kerken in de stad waaiden de torens om.
In het gebeuren werd de Donderbasuyne Godts gezien, die de goddeloosheid en ijdelheid van de bevolking zo vlak na de bevrijding van de paapse Fransen wilde bestraffen. De Utrechtse schilder Herman Saftleven maakte in 1674 en 1675 een serie documentaire tekeningen van de ruïnes die hij aan de stad verkocht en die zich tegenwoordig in het Utrechts Archief bevinden.
Terwijl de kerk er gehavend bij stond, werd in 1676 het praalgraf van Willem Joseph van Ghent in het koor voltooid door Rombout Verhulst. In 1680 werd het stoffelijk overschot van de zeeheld Van Ghent, die tevens domkanunnik was, op deze plaats bijgezet. Een jaar eerder, in 1679, was ook de dolle jonker Everard Meyster in de Dom begraven.
Onder druk van de vroedschap liet het kapittel in 1677-1682 eindelijk de hoognodige herstelwerkzaamheden uitvoeren: onder leiding van stadsarchitect Gijsbert van Vianen werden de bogen in de westgevel van het dwarsschip in 1690 dichtgemetseld en kwam er een nieuwe ingang aan de noordzijde van de kerk, tegenover de Domstraat (1678).
De resten zouden tot 1826 blijven liggen. De ruïnes van het ingestorte schip deden dienst als begraafplaats, maar zij vormden ook een ontmoetingsplaats voor sodomieten (homoseksuelen). Het verhaal wil dat vooral Franse en Italiaanse diplomaten, die rond 1713 voor de Vrede van Utrecht in de stad waren, de herenliefde waren toegedaan en dezen zouden de plek berucht hebben gemaakt. Toen dit rond 1730 algemeen bekend werd leidde het tot de Utrechtse homoseksuelenaffaire. De uitdrukking "Hij komt achter de Dom vandaan" is in de Nederlandse taal nog altijd een aanduiding voor een homoseksueel persoon, evenals de benaming "Utrechtenaar".

### Ingrepen
Nadat in januari 1795 de Bataafse Republiek was uitgeroepen, vond in februari een soort politieke beeldenstorm in de Domkerk plaats: een groep radicale Fransgezinde patriotten onder aanvoering van Jan van Lidt de Jeude drong het gebouw binnen en vernielde de adellijke wapenborden en grafmonumenten. Zo moest het graf van Anna Elisabeth van Solms, de weduwe van de laatste militaire gouverneur van Utrecht, het ontgelden. Haar woning, het voormalige bisschopspaleis naast de Domtoren, werd in 1800 verkocht voor afbraak, en drie jaar later werd het met de grond gelijk gemaakt.
In 1811 hief keizer Napoleon de Utrechtse kapittels op zodat de Dom en alle overige bezittingen van het Domkapittel aan het rijk vervielen. Al in 1823 vond er opnieuw een bezitsoverdracht plaats, waarbij de toren definitief van de kerk werd gescheiden. De kerk kwam namelijk in bezit van de hervormde gemeente, die daarnaast een aanzienlijke schadevergoeding ontving. Met de gemeente Utrecht werd een contract getekend over onderhoudsverplichtingen van de toren. De nieuwe bezitsverhoudingen maakten de weg vrij voor een paar ingrijpende bouwkundige maatregelen.

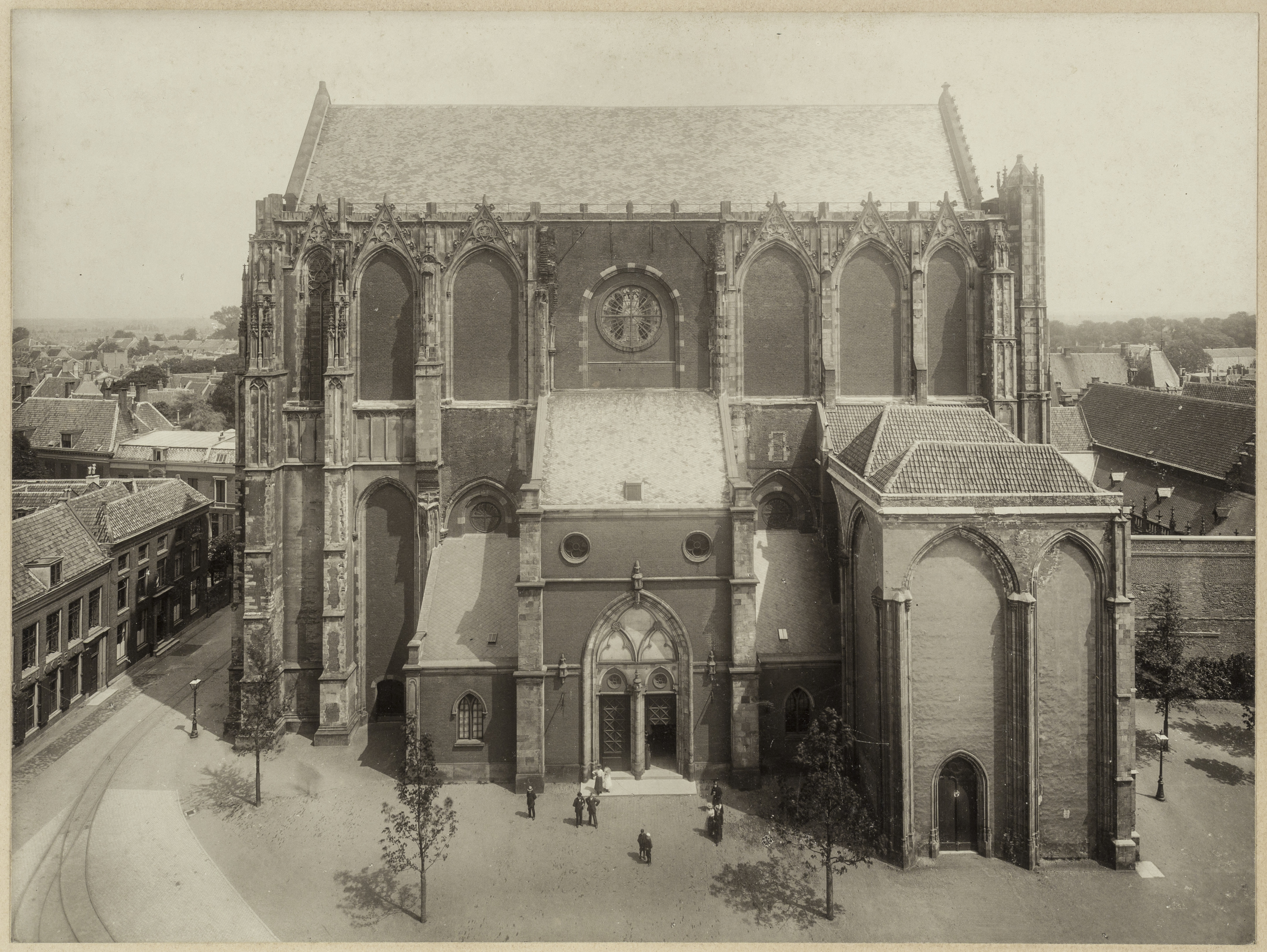
Domkerk vanuit het westen met in het midden de zogenaamde puist van Suys. Foto uit 1903.

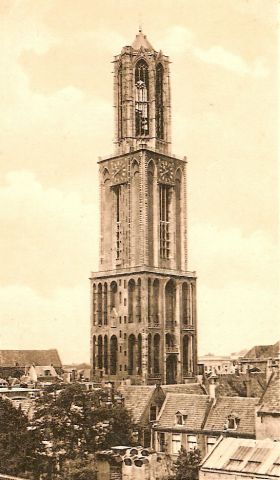
Domtoren vanuit het zuidoosten in ontredderde toestand, vóór 1901.

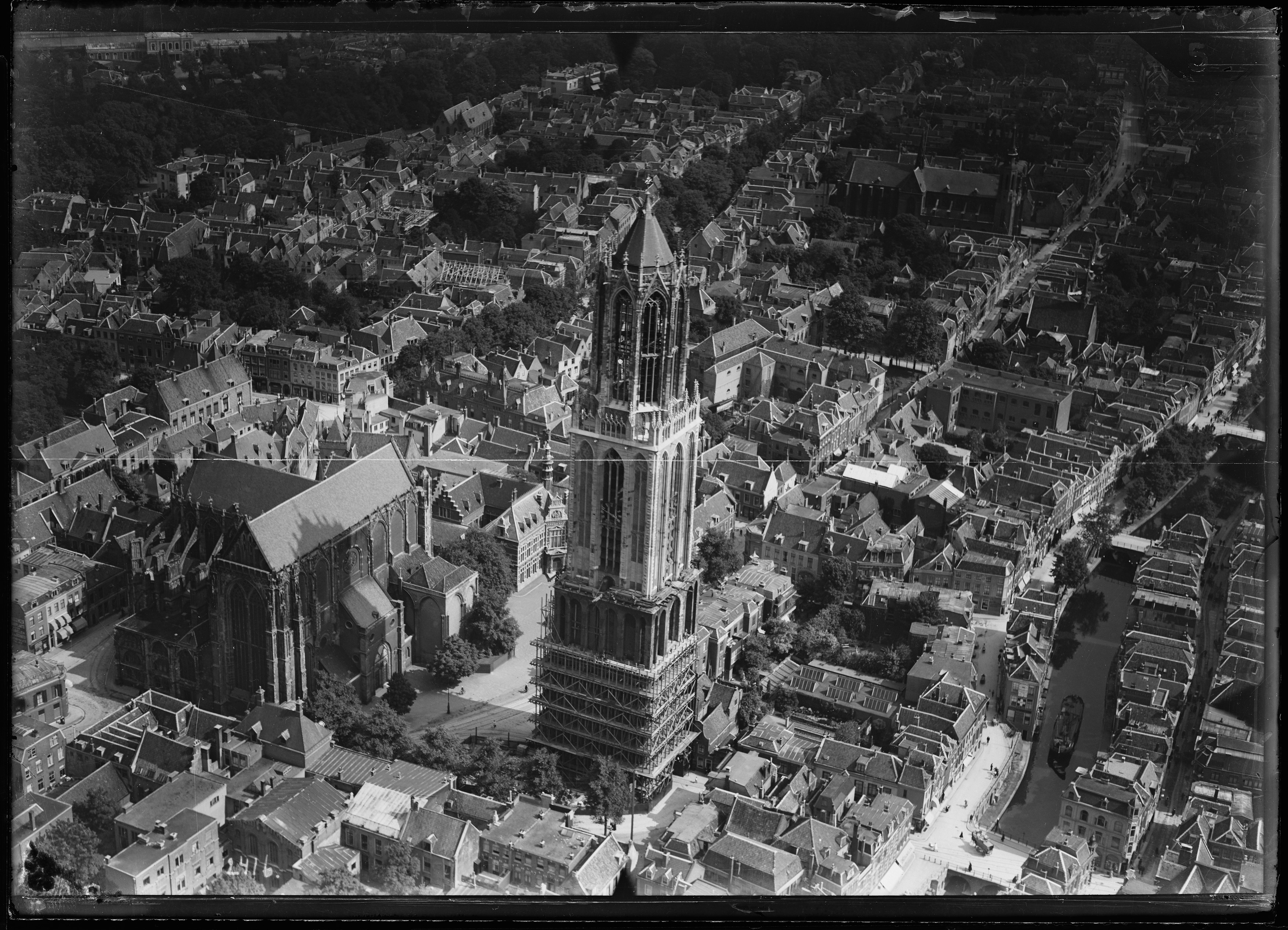
Militaire luchtfoto van Domplein en omgeving, 1920-1940. Nederlands Instituut voor Militaire Historie.

In 1826 werd eindelijk het puin van het schip geruimd en kwam het huidige Domplein tot stand. Toen is ook de naburige Heilig-Kruiskapel afgebroken, en nog in 1847 werd een van de drie door de storm van 1674 gespaard gebleven schipkapellen gesloopt. Met rode en zwarte steentjes werden later de contouren van het vroegere middenschip, de Heilig-Kruiskapel en de Oudmunsterkerk op het Domplein aangegeven. In 2017 is deze markering opnieuw en duidelijker in de bestrating aangebracht. Ook het middeleeuwse consistorie ten zuiden van de Domtoren, op de plaats van het huidige ontvangstgebouw, viel later ten prooi aan de slopershamer.
Rond dezelfde tijd, van 1824 tot 1831, kon dankzij de vergoeding van de overheid de kerk zelf onder handen genomen worden. Architect Tieleman Franciscus Suys maakte het ontwerp voor een verbouwing die uitgevoerd werd door Christiaan Kramm en de Utrechtse stadsarchitect Johannes van Embden, de ontwerper van het stadhuis van Utrecht. In het koor liet Suys een soort houten amfitheater bouwen, de zogenaamde "hoedendoos", en tegen de vrijgekomen westmuur van de kerk ontwierp hij een vroeg-neogotisch entreegebouw, de "puist van Suys" (1831). Een moderne gasverlichting verving de oude kaarsenkronen. Al deze toevoegsels zijn later weer verwijderd. Gebleven zijn het nieuwe orgel dat tegen de westwand van de kerk werd geplaatst, en de schijngewelven uit stuc die de houten zoldering in het dwarsschip aan het gezicht onttrekken. Ondertussen ging het verval aan de buitenkant van de Dom gewoon door.
De treurige staat van de kerk na deze ingrepen is vastgelegd in een grote maquette uit 1830 door Floris van Embden (de zoon van Johannes) in het Centraal Museum in Utrecht. Voor de universiteit ontwierp Floris Van Embden in 1830 een nieuw Leesmuseum tegen de westmuur van de pandhof, waartoe het middeleeuwse klein kapittelhuis en de Domschool werden afgebroken. Het nieuwe gebouw moest in 1891 op zijn beurt wijken om plaats te maken voor het huidige Academiegebouw, dat uiteindelijk echter in de hoek van het plein verrees.
Onderhoud aan de toren was intussen ook al lang niet meer gepleegd. Bij een storm op 29 november 1836 liep de lantaarn zeer zware schade op. Een stuk van het gewelf stortte neer en de pijlers werden ontzet. Overwogen werd het achtkantige deel te slopen. Op aandringen van de nieuwe stadsarchitect Johannes van Maurik ging men over tot provisorisch herstel, maar voor de zekerheid werden alle balustrades en andere uitstekende elementen - voor zover ze nog aanwezig waren - gesloopt. Ook de pandhof lag er in deze tijd haveloos bij.

### Restauraties

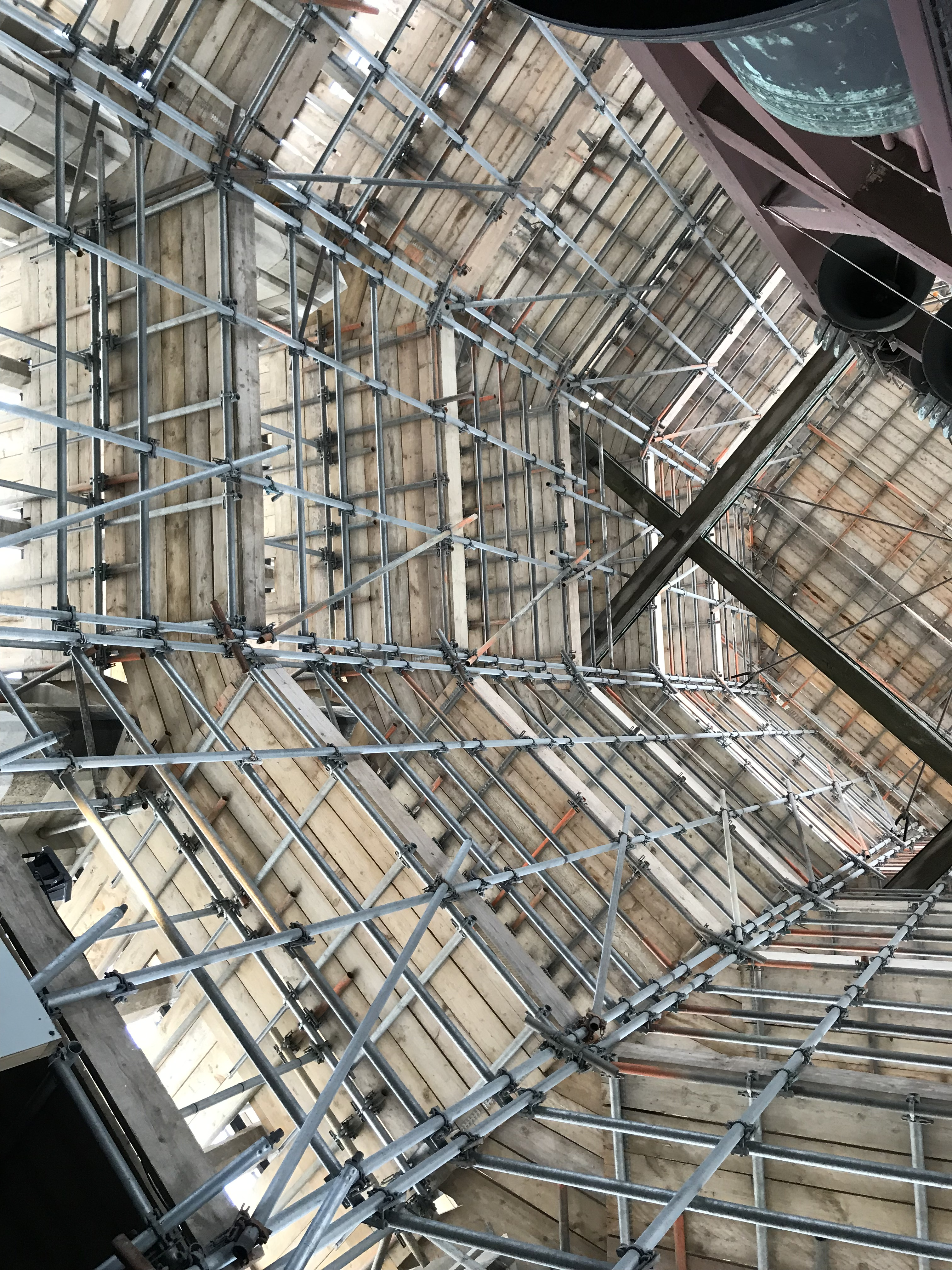
Bouwsteigers bij het carillon in 2019

Een eerste restauratiecampagne van de Domkerk startte rond 1850 onder leiding van architect Nicolaas Kamperdijk. Hij voerde enkele discutabele ingrepen door, zoals de toevoeging van natuurstenen maaswerk in de topgevels van het dwarsschip, die tot dan toe leeg waren geweest. Ook paste hij wimbergen toe boven de vensters in de westgevel van het dwarsschip, waar oorspronkelijk voor een andere oplossing met fialen was gekozen die aansloot bij de stijl van het verdwenen schip. Kamperdijk werd in 1875 opgevolgd door F.J. Nieuwenhuis; deze kwam in conflict met de regeringsadviseurs, waaronder Pierre Cuypers, over de wijze van bedaking van de kooromgang. De subsidiestroom werd stopgezet en het werk opgeschort.
In 1921 begon een nieuwe campagne onder leiding van de architect Dirk Frederik Slothouwer, waarbij vooral ook het interieur aan bod kwam. De "hoedendoos" werd afgebroken en vervangen door nieuw meubilair naar ontwerp van Willem Penaat. Nadat in 1938 nog de "puist van Suys" was gesloopt, werden alle werkzaamheden gestaakt, hoewel nog niet alles onder handen genomen was.
Een grootscheepse restauratie van de Domkerk heeft plaatsgevonden van 1979 tot 1988 onder leiding van ir. T. van Hoogevest in het kader van het Vijf Kerken Restauratieplan. De werkzaamheden waren onder meer noodzakelijk omdat bij eerdere restauraties vaak geen weerbestendige materialen waren toegepast. Voorts is de gotische aankleding, die tijdens de eerdere restauraties nog niet was voltooid, gecompleteerd.
De Domtoren werd van 1901 tot 1931 ingrijpend gerestaureerd. Dit werk vond plaats onder leiding van F.J. Nieuwenhuis en Pierre Cuypers, later opgevolgd door G.W. van Heukelom. Van Heukelom ontwierp ook een nieuw 'ontvangstgebouw' naast de toren, van waaruit de toren sindsdien betreden wordt. Nieuw herstel aan de Domtoren vond plaats in de jaren 1972 tot 1975, begeleid door Van Hoogevest Architecten. In 1995 volgde een onderhoudsbeurt. In november 2006 begon een kleine onderhoudsbeurt, waarbij de galmborden werden vervangen en het metselwerk hersteld.

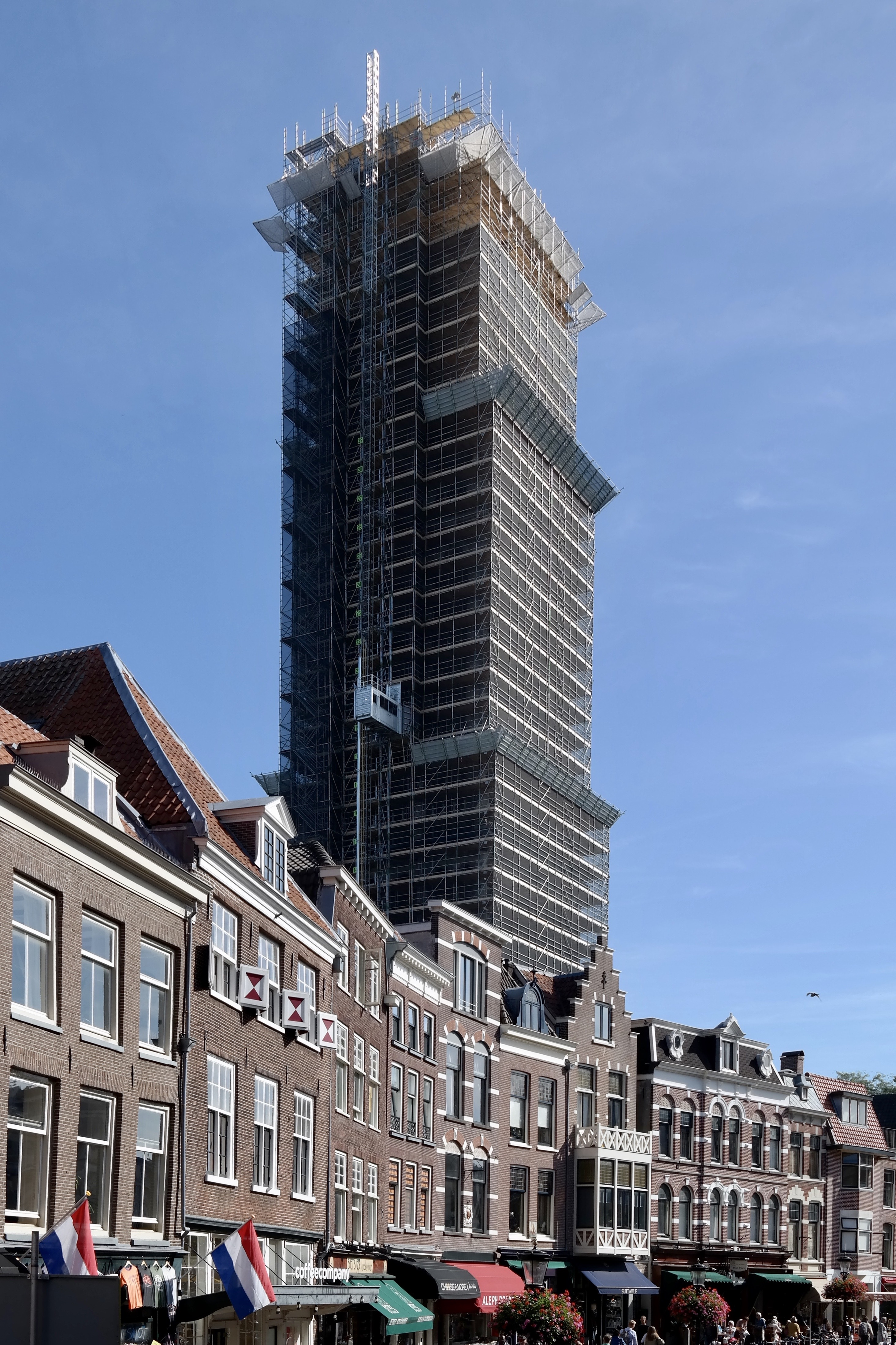
Domtoren tijdens renovatiewerkzaamheden in september 2019

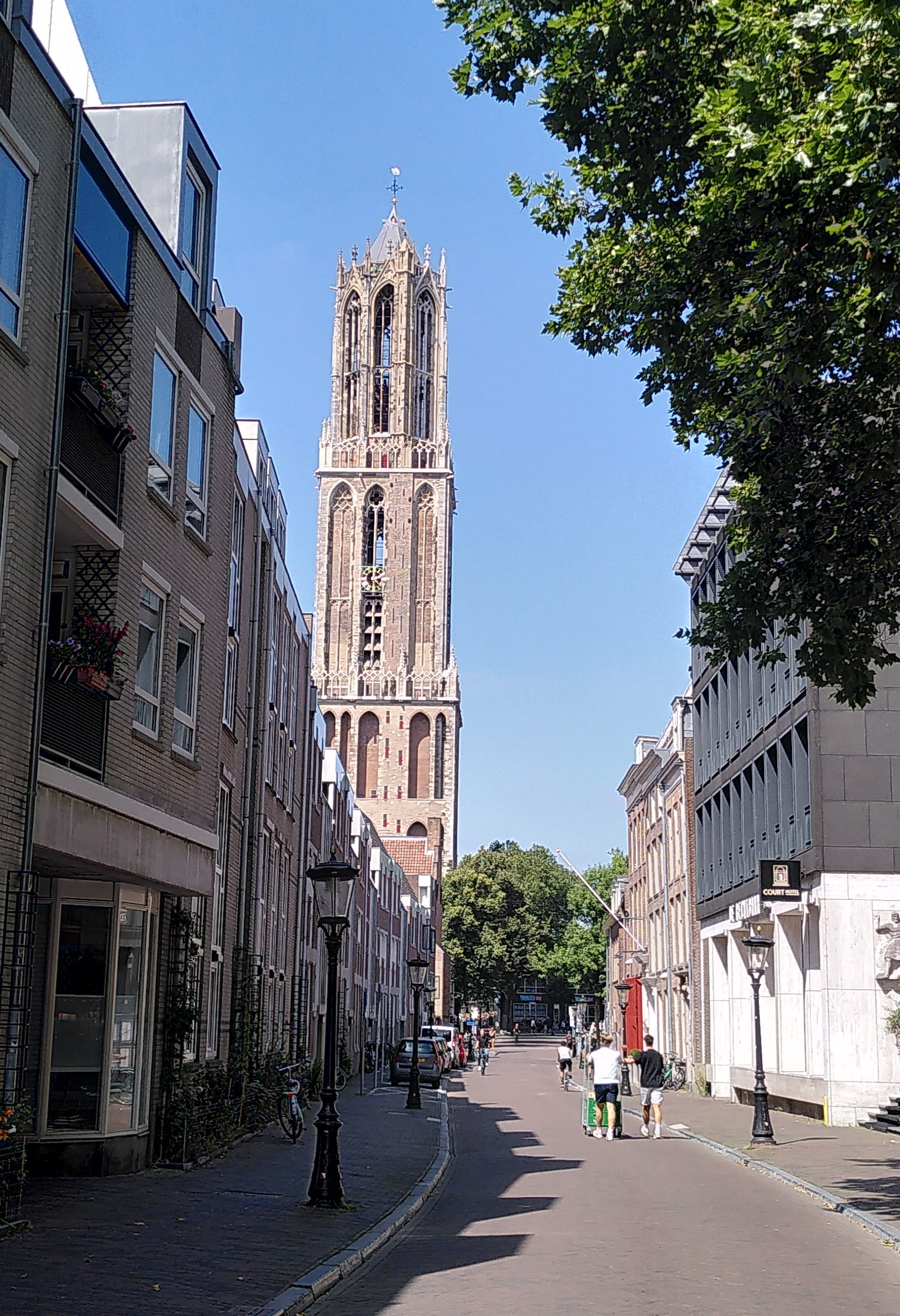
Domtoren na restauratie, augustus 2024

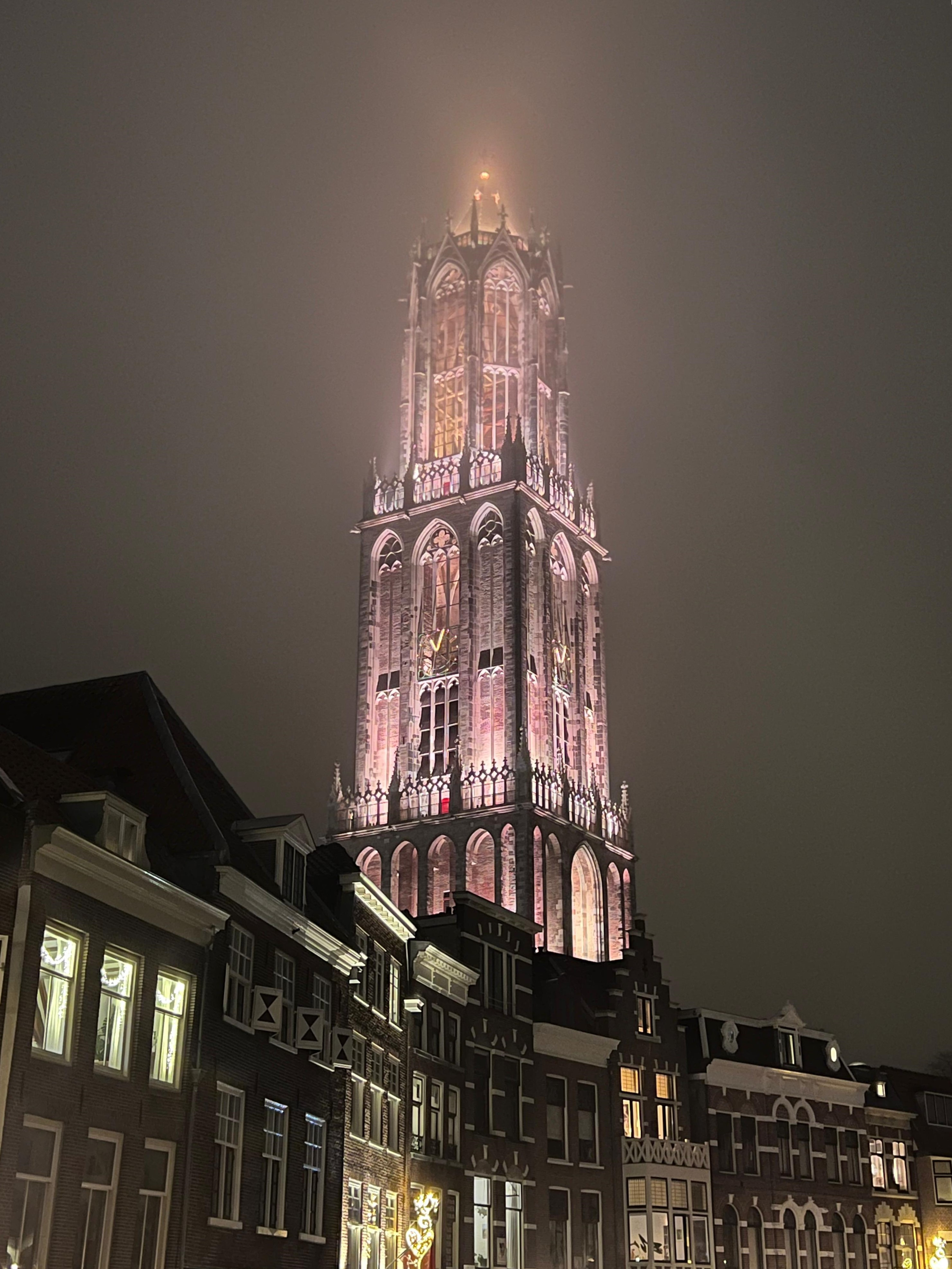
Domtoren na restauratie en met nieuwe verlichting, november 2024

Nadat sinds 2015 inspecties aantoonden dat een nieuwe restauratie van de Domtoren noodzakelijk is, en in 2016 zelfs netten gespannen moesten worden om loslatend mortel en metselwerk op te vangen, werd een nieuwe restauratie ingezet. Architecten van Rothuizen Erfgoed uit Middelburg stelden een omvangrijk restauratieplan op, en aannemingsbedrijf Nico de Bont BV uit Vught werd bereid gevonden het werk in zo'n vijf jaar te verzetten, bij een begroting van 37 miljoen euro.
In november 2018 werd begonnen met het inrichten van de bouwplaats, in februari 2019 begon de opbouw van de steigers. Hierbij werd van bijna 10.000 stenen stuk voor stuk bekeken of ze zijn aangetast en moesten worden vervangen door een nieuwe steen. Van 12 november 2021 tot 14 juli 2022 was niet de Domtoren, maar de toren van de Nieuwe Kerk in Delft de hoogste kerktoren van Nederland. Vanwege restauratie werd het kruis van de toren tijdelijk van de toren gehaald. In augustus 2024 werden de meeste steigers bij de Dom weggehaald, en de oplevering van de restauratie volgde op 10 november 2024.

### Herbouw middenschip?

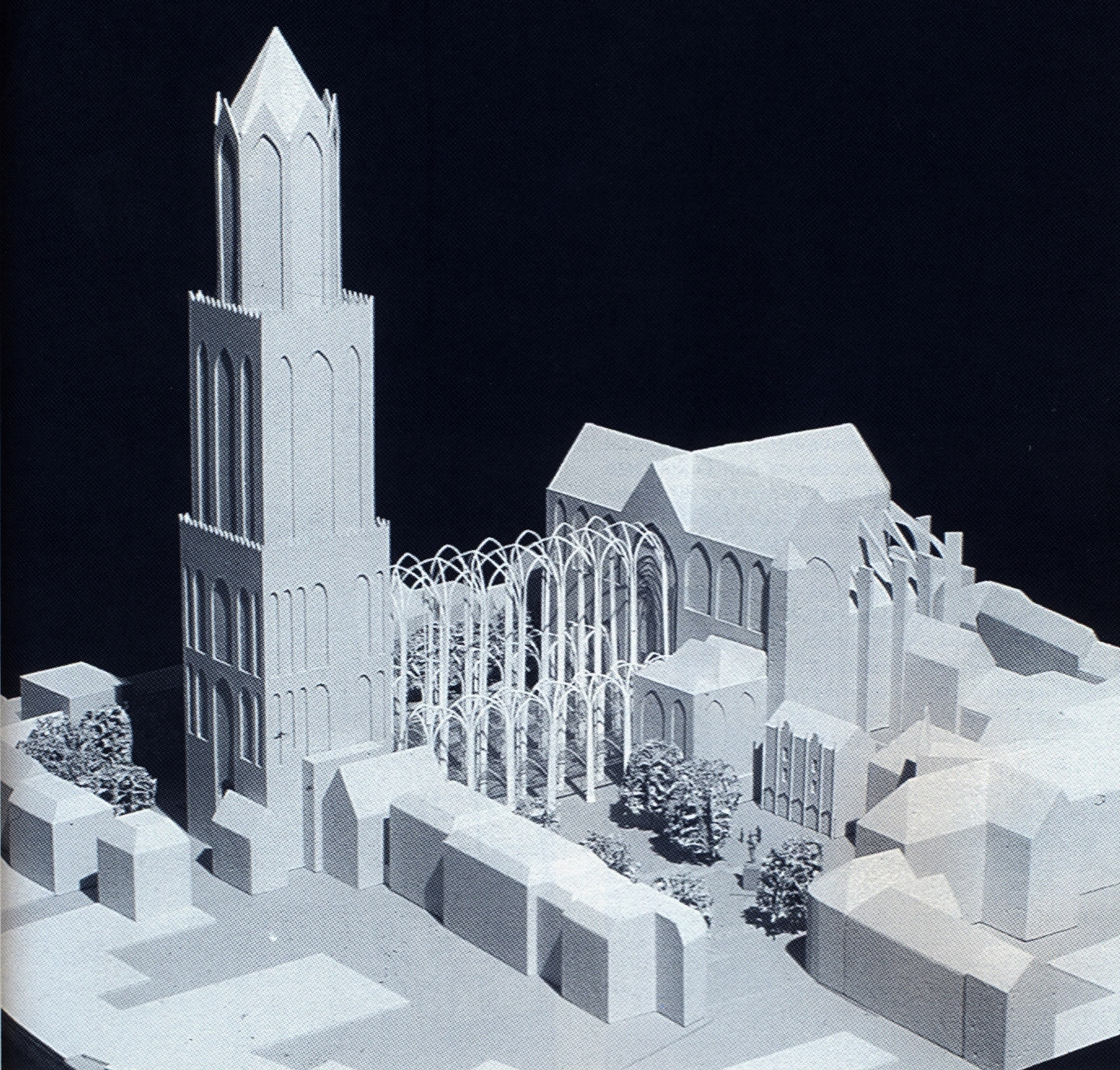
Maquette ideële reconstructie middenschip, ontwerp Lex Haak & Kees Metz (1988).

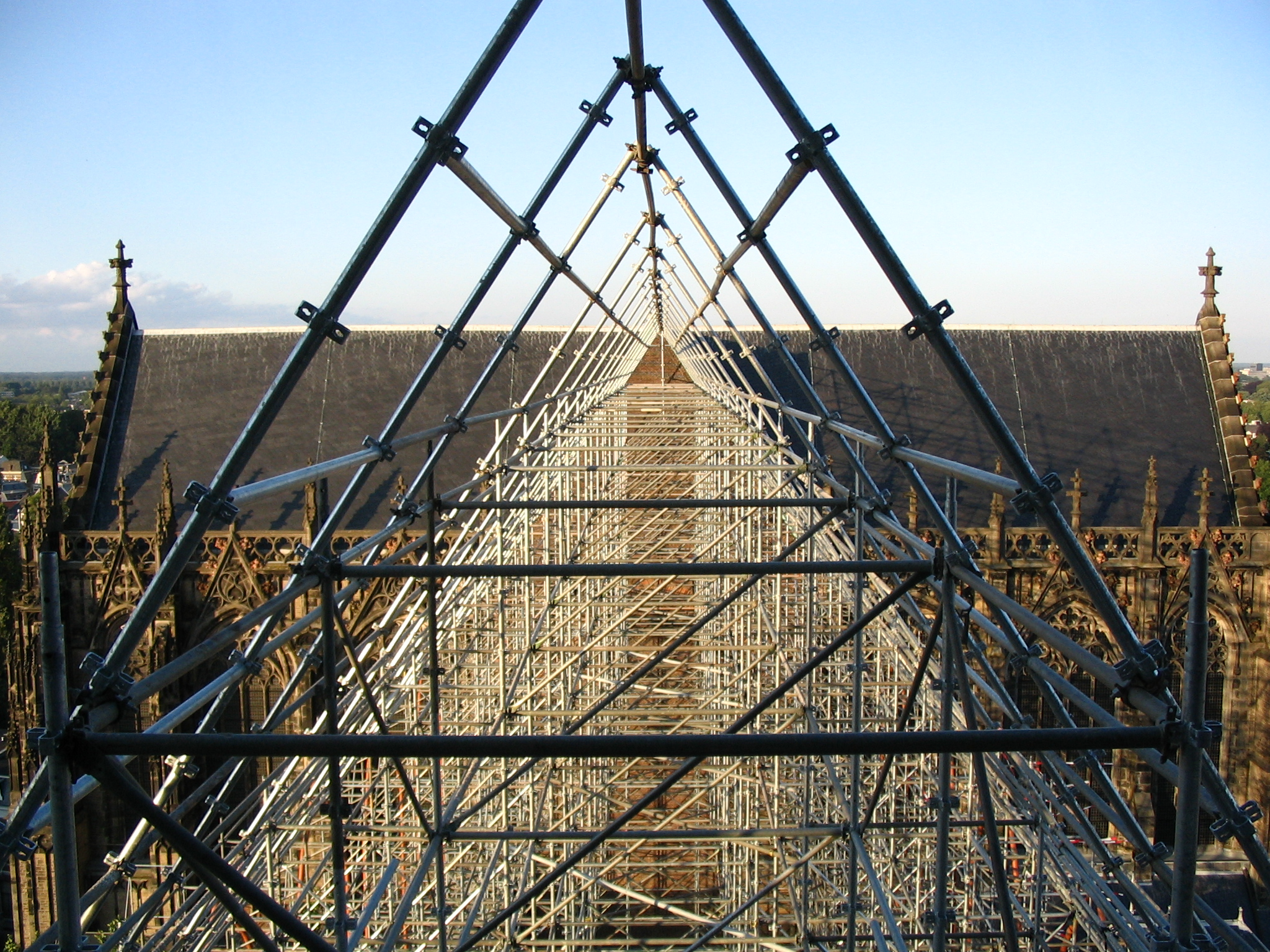
Vooraanzicht met de reconstructie gezien vanaf de Domtoren (2004).

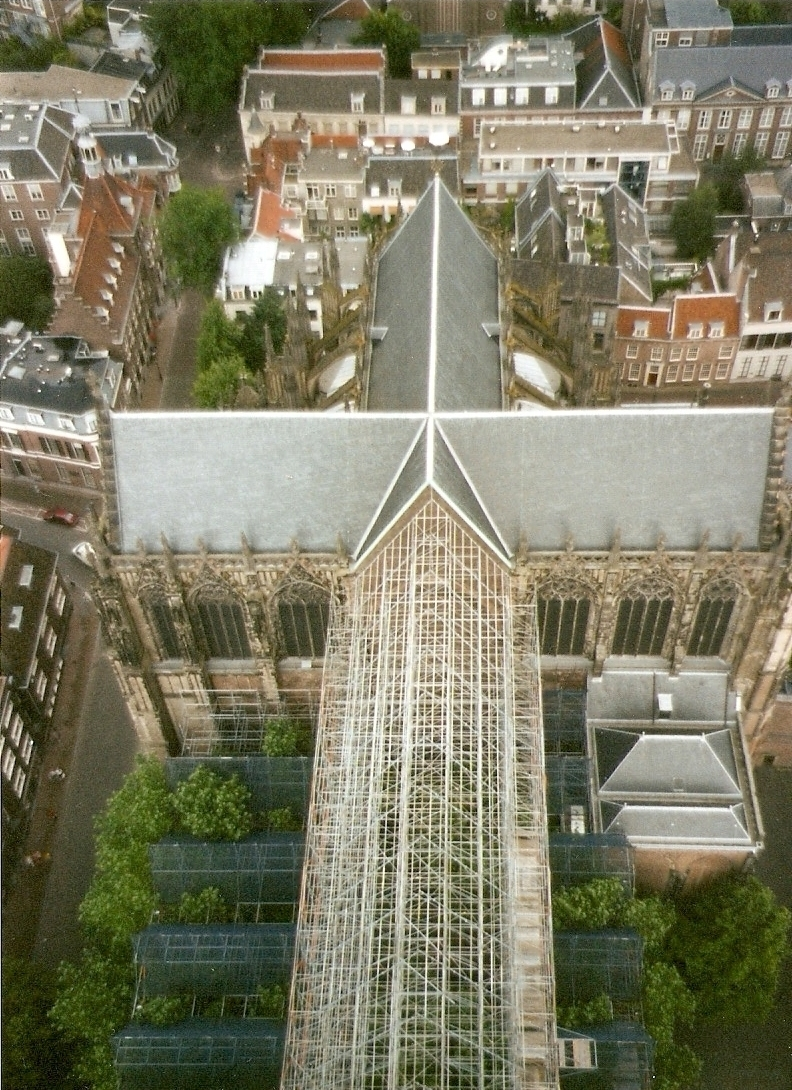
Bovenaanzicht met de reconstructie van het middenschip (2004).

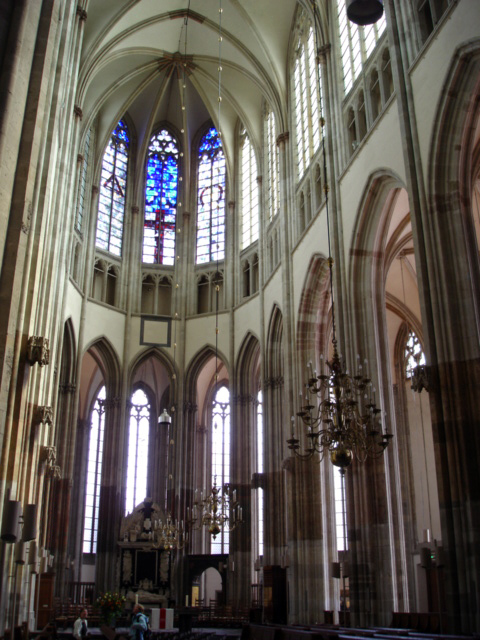
Interieur van het koor.

Door de jaren heen gaan telkens weer stemmen op om het middenschip in oude glorie te herstellen: dit behelst circa 55% van het totale kerkoppervlak van de Dom. Hiermee zou het ingestorte middenschip weer herbouwd kunnen worden, zodat de Dom weer zijn oorspronkelijke uiterlijk terugkrijgt. Tegenstanders hiervan, die vinden dat juist de halve Dom zo'n uniek karakter aan Utrecht geeft, hebben dergelijke plannen tot nu toe weten af te houden, gesteund door het ontbreken van enig budget voor de kostbare ingreep. Binnen de Utrechtse gemeentepolitiek pleiten slechts het CDA en de ChristenUnie voor de herbouw van het schip.
Coen Temminck Groll, hoogleraar architectuur en restauratie aan de Technische Universiteit Delft, heeft herhaaldelijk gewezen op de mogelijkheid van een reconstructie die alleen de contouren van het middenschip weer zichtbaar zou maken zonder dat Domkerk en Domtoren weer feitelijk één geheel vormen. Een aanzet tot zo'n ideële reconstructie van het middenschip werd in 1988 gegeven door de architecten Lex Haak en Kees Metz. Met hun ontwerp voor een roestvrijstalen staalconstructie met perspex kappen die Domkerk en Domtoren met elkaar verbond, wonnen zij in 1989 de publieksprijs in een prijsvraag uitgeschreven door de Stichting Onderzoek Herinrichting Domplein Utrecht. In 2004 kreeg zo'n ideële reconstructie van het middenschip ook daadwerkelijk gestalte, toen ter gelegenheid van het 750-jarig bestaan van de Domkerk uit 260 ton steigermateriaal een tijdelijk middenschip werd opgetrokken. Dit provisorische bouwwerk werd op 26 juni 2004 geopend door premier Balkenende, terwijl ook kardinaal Simonis zijn zegen uitsprak. Theatergroep The Lunatics speelde bij deze gelegenheid De Tempeest, het stormdrama van Shakespeare.
In 2010 werd de Stichting Voorbereiding Herbouw Schip Domkerk 2013 opgericht. De stichting beoogt een historisch getrouwe reconstructie van het schip volgens het principe van 'slow building', waarbij de herbouw tot stand komt met bouwtechnieken uit de middeleeuwen en uitsluitend gefinancierd wordt door bezoekersgelden. De stichting hoopte in 2013 de eerste steen te kunnen leggen en probeerde intussen voldoende draagvlak en startkapitaal te creëren. Bescheidener van opzet waren de plannen van het Initiatief Domplein 2013, dat een herinrichting van het Domplein heeft bewerkstelligd, waarbij in zeven 'tijdslagen' de geschiedenis van deze historische plek zichtbaar is gemaakt. Het project werd afgerond in 2013, het jaar waarin de Vrede van Utrecht werd herdacht. Als eerste stap werden in 2005 een aantal in depot opgeslagen grafzerken uit Utrechtse kerken in de bestrating van het Domplein opgenomen, binnen de contouren van het verdwenen schip, om zo de suggestie van een kerkvloer te wekken. Vanaf 14 mei 2013 werden vervolgens de fundamenten van de pilaren van het verwoeste middenschip blootgelegd in het kader van de bouw van de archeologische schatkamer DOMunder, waarbij archeologische vondsten werden gedaan.

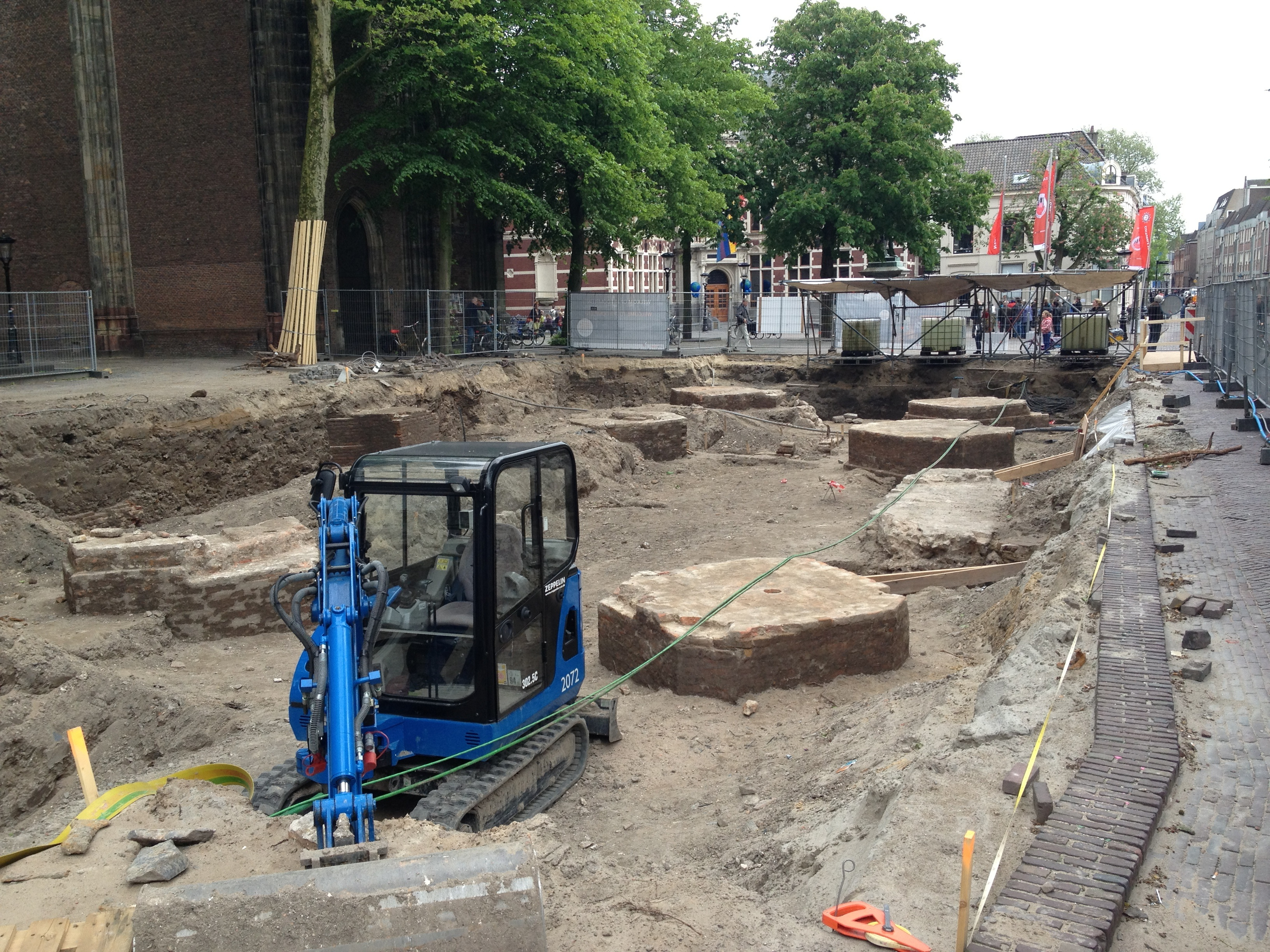
Graafwerkzaamheden fundamenten pilaren middenschip (30 mei 2013)
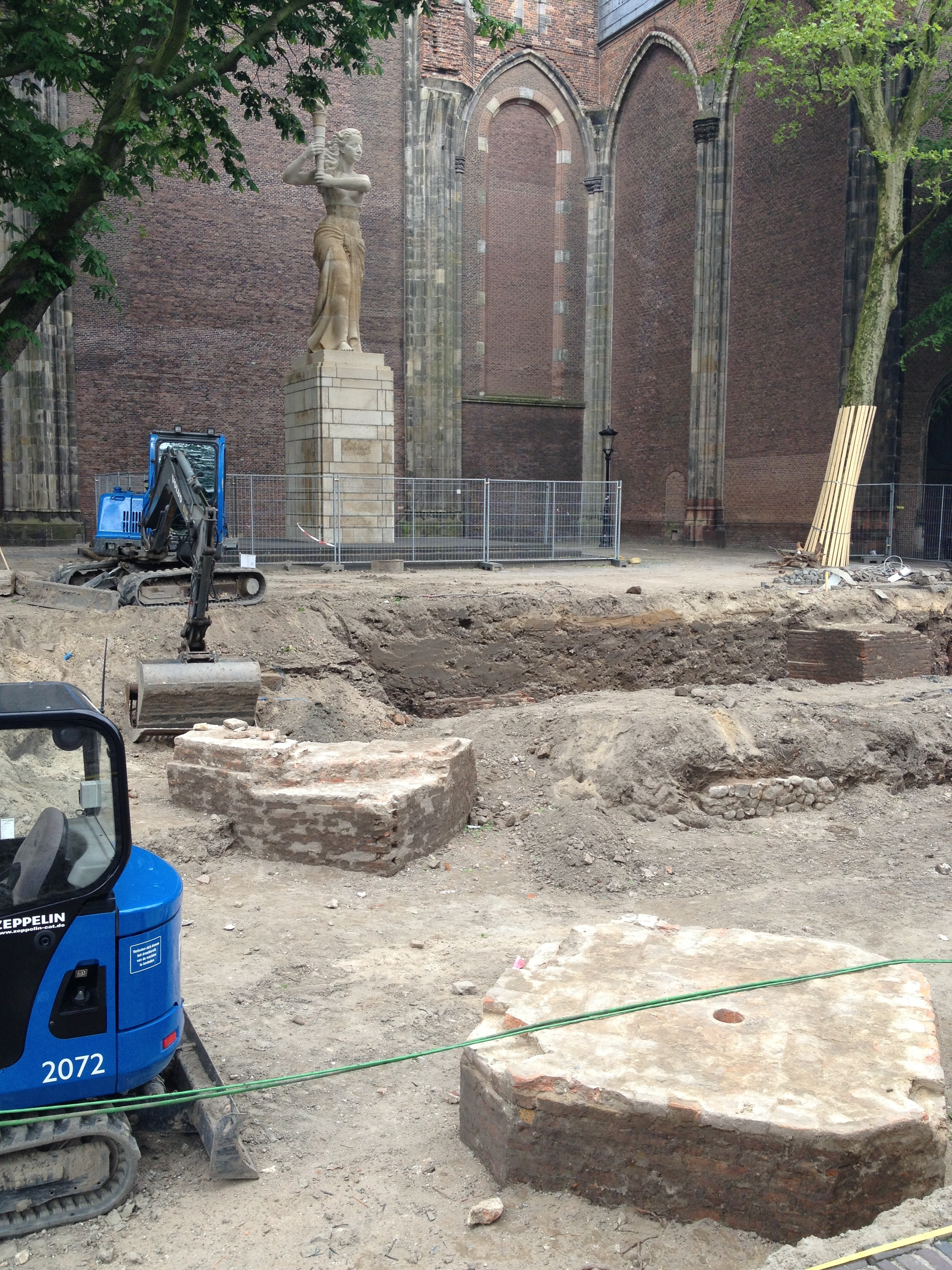
Idem

### Herplaatsing Domtafelen?
Een ander plan behelst het herplaatsen van de zogenaamde Domtafelen, twee panelen uit de tweede helft van de middeleeuwen met een beknopte geschiedenis van de stad en de kathedraal, die tot de storm 1674 in de Dom hingen en waarvan de Latijnse tekst door afschriften bekend is.

### Huidig gebruik
De Domkerk is in gebruik bij het in 1970 ingestelde Citypastoraat Domkerk, een gemeente binnen de Protestantse Kerk in Nederland. Dagelijks is er een middaggebed, wekelijks zijn er twee vespers, één ochtendgebed en één zondagochtenddienst met een oecumenisch karakter. Sinds 2020 is Willem Roskam predikant in deze gemeente.
Er is een levendige kerkmuziekpraktijk met wekelijks een gratis concert op zaterdagmiddag om 15.30 uur. Om de week wordt het concert verzorgd door de in 1971 opgerichte Domcantorij, die daarnaast de zondagse diensten opluistert. Domcantor is sinds 1991 Remco de Graas.
Behalve voor kerkelijke activiteiten wordt de Domkerk ook gebruikt als locatie voor uiteenlopende niet-kerkelijke evenementen. Vanouds worden de dies natalis en de opening van het academisch jaar van de Universiteit Utrecht in de Domkerk gevierd. Verder vond in 2005 bijvoorbeeld het openingsconcert van het Utrechtse gothic-festival "Summer Darkness" in de Domkerk plaats.
De Stichting Vrienden van de Domkerk zorgt onder meer voor de dagelijkse openstelling van de kerk, die in 2018 ongeveer 400.000 bezoekers trok.

## Bezienswaardigheden in het interieur
Van de rijke gotische uitmonstering van het interieur zijn slechts restanten bewaard gebleven, vaak sterk geschonden tijdens de beeldenstorm van 1580 en vervolgens aan het zicht onttrokken door overschildering of het bouwen van muurtjes. Bij restauratiewerkzaamheden zijn ze weer aan het licht gekomen. Andere kunstvoorwerpen zijn juist ná de Hervorming in de kerk geplaatst. De voornaamste bezienswaardigheden in chronologische volgorde:
- In de koorsluiting zijn enkele tegeltjes te zien met rijkswapen, kroon en inscripties. Zij herinneren aan de plek waar de ingewanden van twee in Utrecht gestorven Duitse koningen, Koenraad II en keizer Hendrik V, zijn begraven. Overigens dateren de steentjes uit ca. 1460, toen de oorspronkelijke tombe, die in het romaanse dwarsschip stond opgesteld, moest wijken voor de gotische nieuwbouw.
- In het dwarsschip is onder een luik een stukje van de dertiende-eeuwse mozaïekvloer te zien die bij een renovatie van de romaanse voorganger van de Dom is gelegd.
- De geschonden graftombe van bisschop Gwijde van Avesnes in de kapel met zijn naam. Het liggende beeld van de bisschop, gestorven in 1317, is vervaardigd uit zwart marmer. In de naastliggende kapel van Van Arkel heeft zich een dergelijke tombe bevonden; resten van de zijkanten zijn verwerkt in het afsluitende hek en in de vloerbetegeling.
- Negen van de oorspronkelijke twaalf baldakijnen tegen de koorpijlers uit circa 1340, waaronder zich oorspronkelijk beelden van de twaalf apostelen hebben bevonden. Ook de tapijtschilderingen die als achtergrond voor de beelden hebben gediend, zijn nog zichtbaar.
- Een bijzonder fraaie muurschildering uit circa 1430 van Christus aan het kruis in de kapel van Gwijde van Avesnes aan de zuidzijde van het koor.
- Decoratief beeldhouwwerk in de kapel van Rudolf van Diepholt uit de bouwtijd, fraai uitgevoerd in de trant van Adriaen van Wesel.
- Het poortje van de sacristie uit 1497, met beeldhouwwerk van Hendrik Bontmaker en een gesneden deur van Jan van Schayck.
- Een beschilderd stenen altaarretabel met een voorstelling van Anna te Drieën uit circa 1500 in de kapel van bisschop Jan van Arkel, beschadigd tijdens de Beeldenstorm.
- Het Heilig Graf in de kooromgang uit 1501-1507 door Gerrit Splinterszoon, geschonden tijdens de beeldenstorm, met een gehavend Christusbeeld in de tombe. Twee engelen knielden oorspronkelijk aan hoofd- en voeteneinde neer. Het monument vertoont een interessante mengeling van gotische en renaissancemotieven.
- De cenotaaf voor bisschop George van Egmond uit 1549 in zuivere renaissancestijl, bestaande uit een boog waaronder vroeger het beeld van de knielende bisschop zal hebben gestaan. In de uitvoerige Latijnse tekst aan de binnenzijde van de boog wordt onder meer bepaald dat ten eeuwigen dage op elke eerste donderdag van de maand een mis moet worden opgedragen voor de zielenrust van de overledene.
- Fragmenten van het Renaissance koorgestoelte uit 1563 van beeldsnijder Anthonis Petersz. zijn verwerkt in de banken in de noordelijke dwarsarm.
- De drie zeventiende-eeuwse koperen kaarsenkronen in het koor werden in 1827 verkocht omdat de kerk toen op gaslicht overging. In 1951 kwamen ze dankzij een schenking terug in de kerk. De kronen in het dwarsschip zijn kopieën.
- Op de plaats waar in de middeleeuwen het hoofdaltaar stond, bevindt zich thans het praalgraf van vlootcommandant Willem Joseph van Ghent, die een belangrijke rol speelde bij de Tocht naar Chatham en op 7 juni 1672 sneuvelde in de Slag bij Solebay. Het monument, met het beeld van de zeeheld in wapenrusting, is een hoofdwerk van Rombout Verhulst uit 1676.
- Grafmonument van gravin Anna Elisabeth van Solms (1616-1706) in de kapel van Veen. Het is in 1795 zwaar beschadigd door de Fransgezinden en daarna gedeeltelijk gereconstrueerd. De kapel wordt afgesloten door een hek waarvan de laatgotische stenen borstwering uit de bouwtijd van het schip dateert.
- Grafmonument voor kanunnik Hendrik van Nellesteyn (gestorven in 1747) en zijn vrouw Stephanie (gestorven in 1735) in een plompe Lodewijk XIV-stijl.
- Gebrandschilderd glas naar ontwerp van Richard Roland Holst in de enorme vensters van het dwarsschip: het venster met de vier evangelisten uit 1926 aan de zuidzijde, en het venster met symbolen uit het Oude Testament uit 1936 aan de noordkant.
- Het kruis in de gedachteniskapel, in 1965 vervaardigd door Carel Kneulman voor de Verzoeningskerk bij het concentratiekamp Dachau maar daar nooit geplaatst.
- De nieuwe bronzen toegangsdeuren van de Domkerk uit 1996 zijn van de hand van de Utrechtse beeldhouwer Theo van de Vathorst.
- Verspreid door de kerk liggen vele grafzerken uit de veertiende tot en met de zeventiende eeuw, waaronder enkele fraaie exemplaren uit de Renaissance.

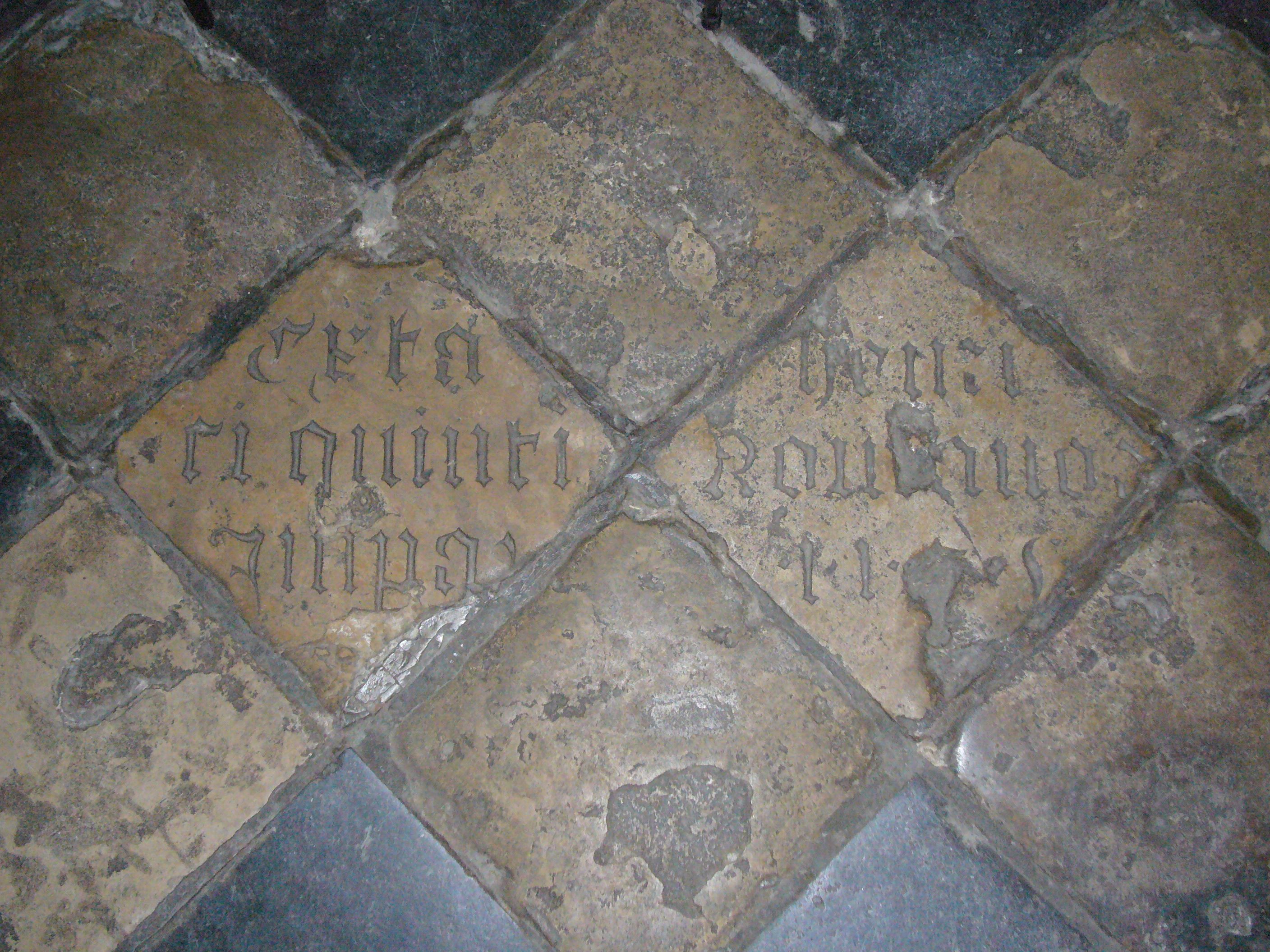
Twee van de keizerssteentjes in het koor
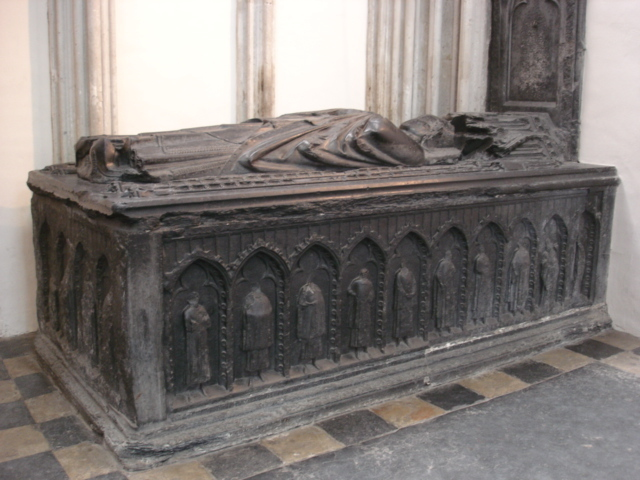
Graftombe van bisschop Gwijde van Avesnes
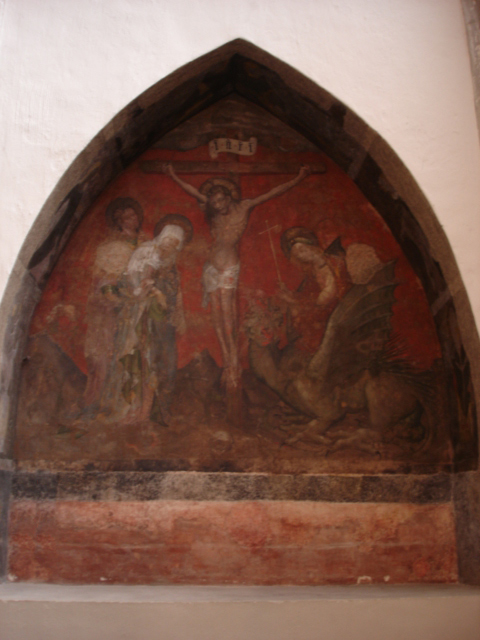
Altaarschildering in de kapel van Gwijde van Avesnes
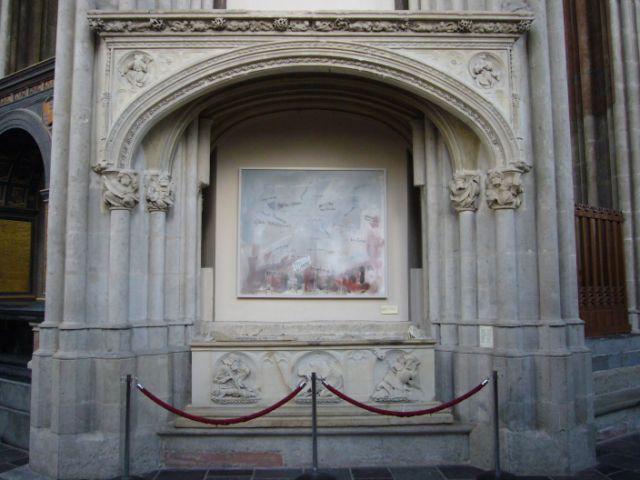
Het heilig graf in de kooromgang
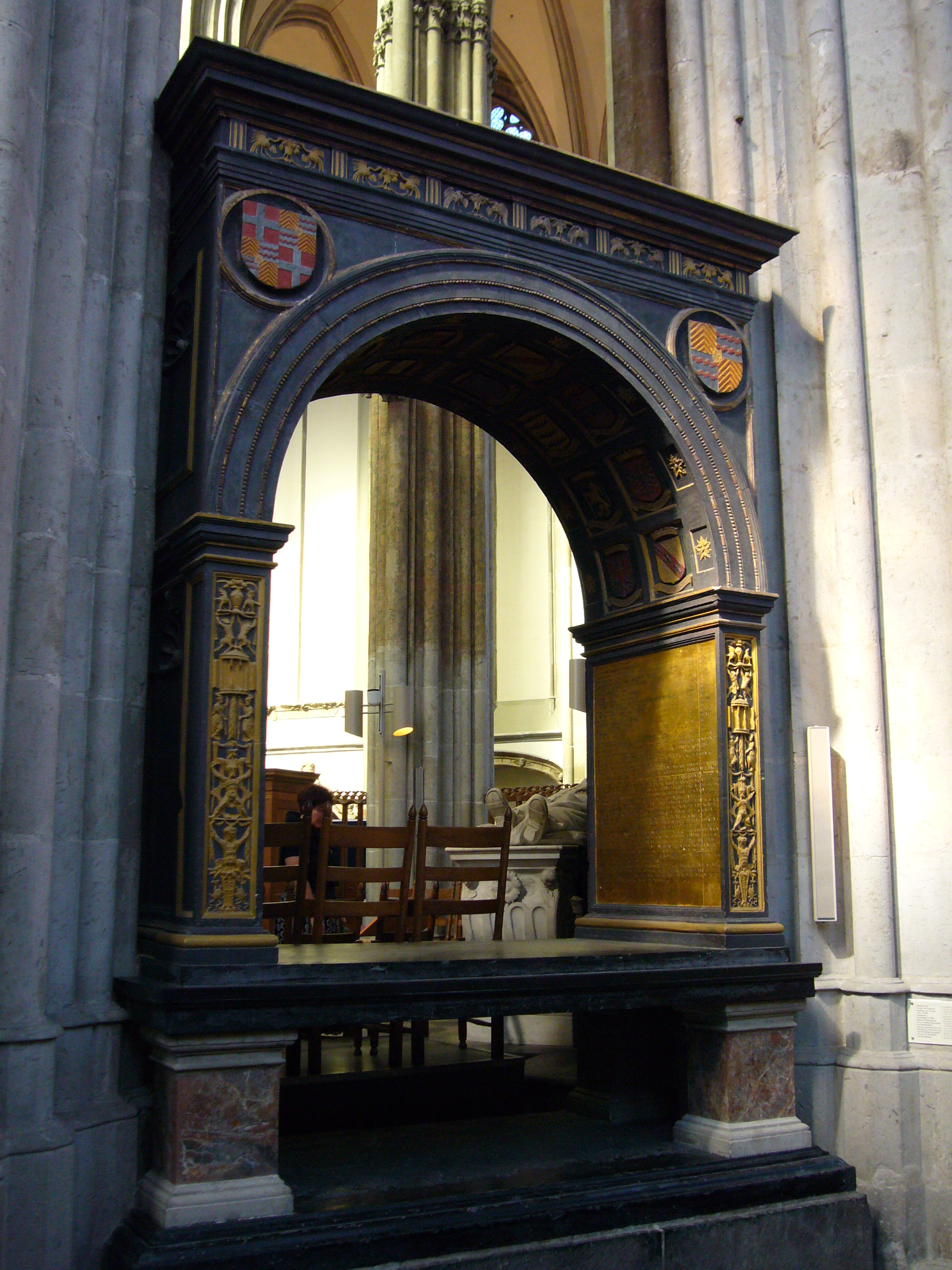
Cenotaaf van George van Egmond
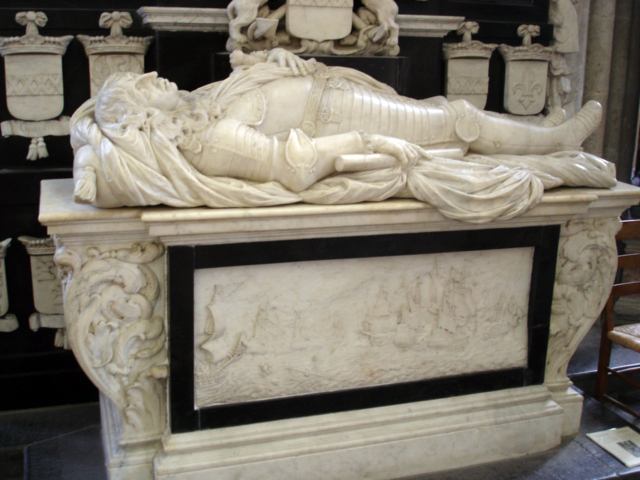
Graftombe van Willem Joseph van Ghent
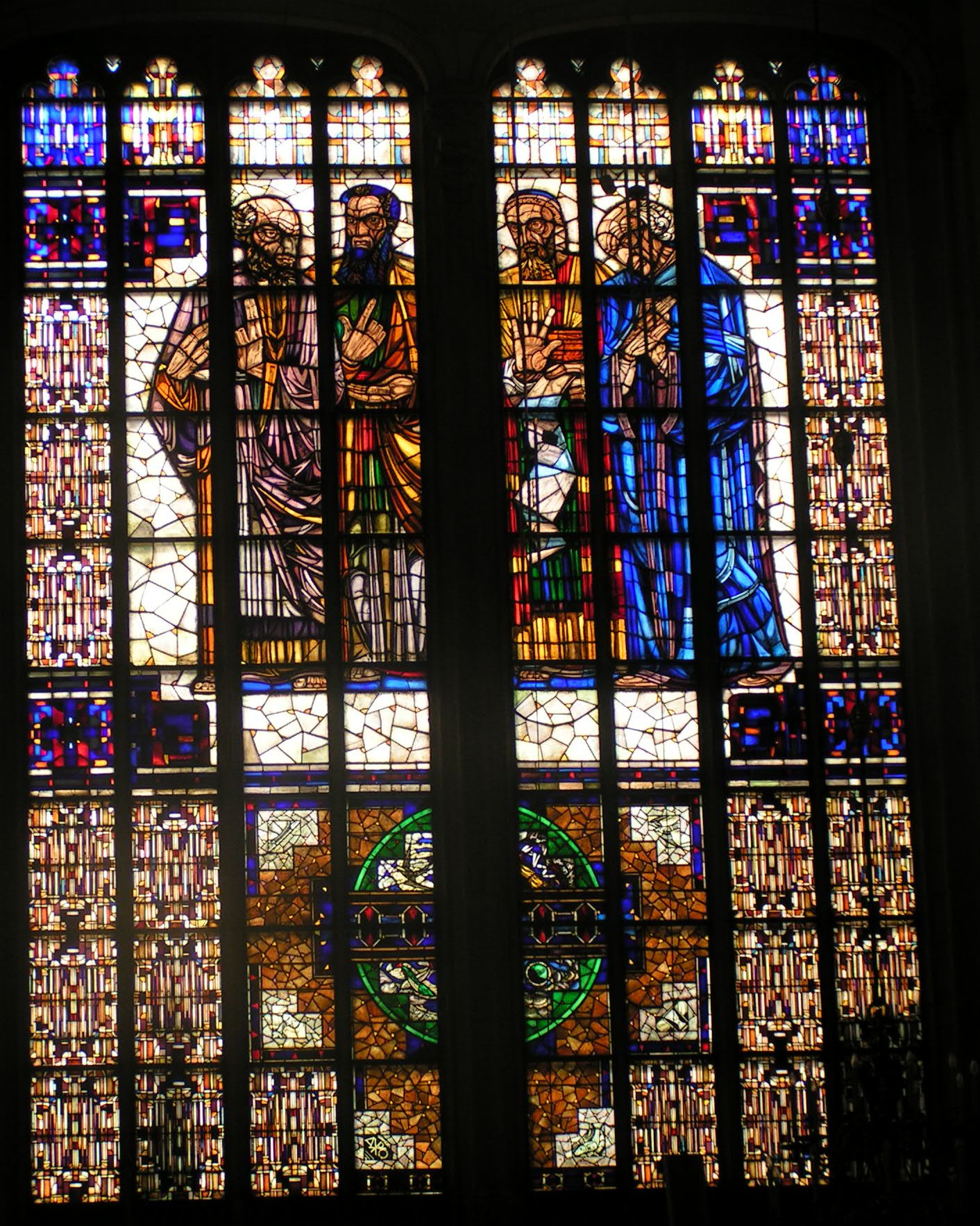
Het venster van Richard Roland Holst in het zuidertransept

## Verspreide inventaris

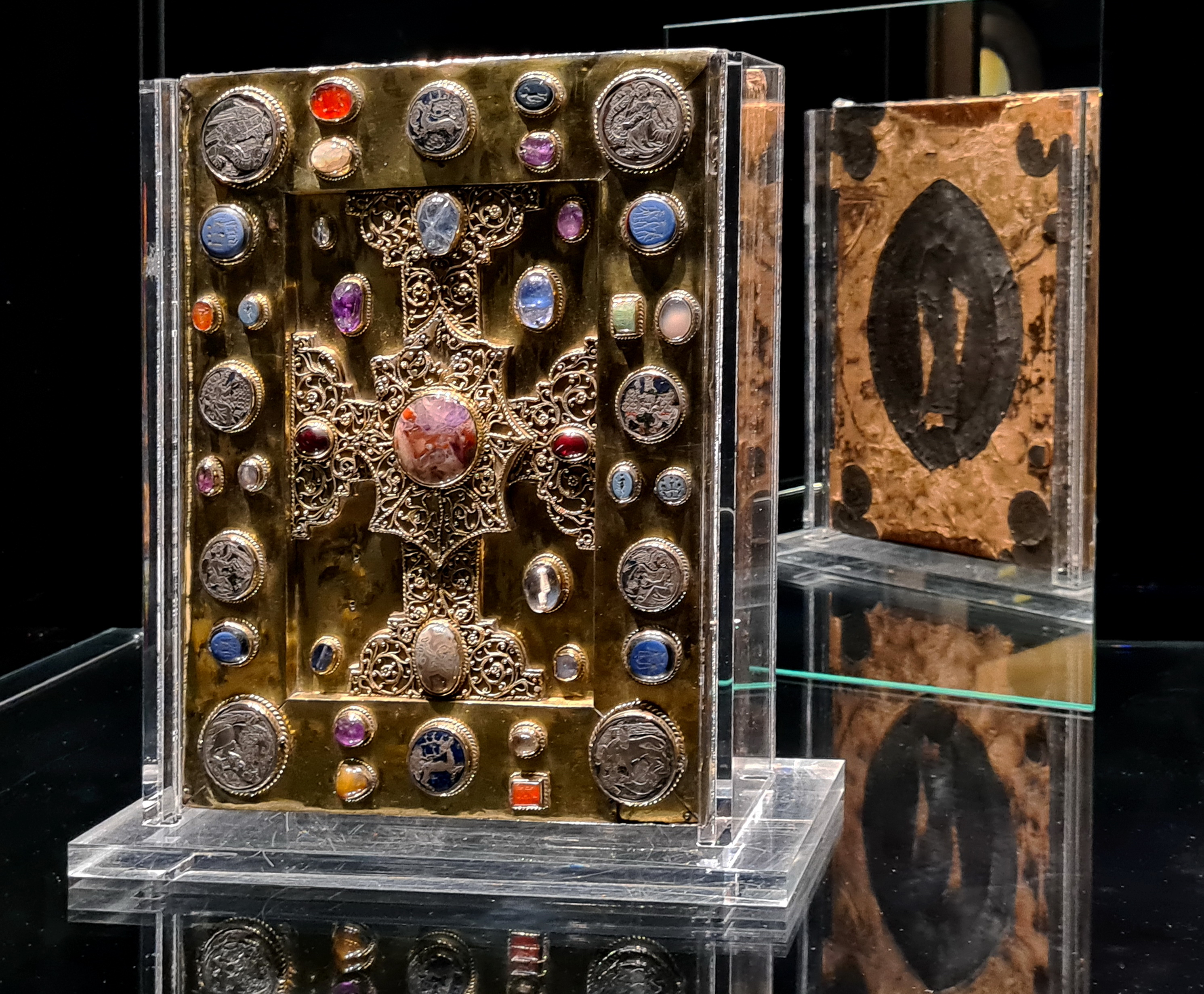
Voor- en achterkant van de codex die door bisschop Ansfried aan de Dom geschonken is (Museum Catharijneconvent, Utrecht).

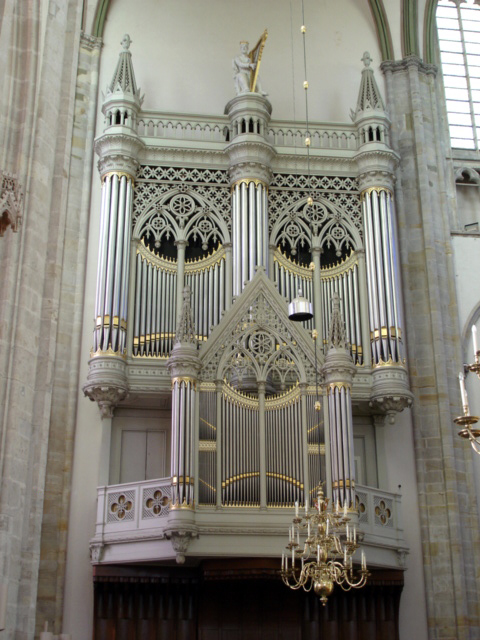
Het grote orgel van de Domkerk.

Zoals het een middeleeuwse kathedraal betaamde, bezat de Utrechtse Dom een kostbare kerkschat. Enkele voorwerpen daaruit zijn na de Hervorming bewaard gebleven, maar zij zijn niet meer in de Dom aanwezig. Ook enkele onderdelen van het meubilair raakten verspreid. Hier volgt een selectie:
- In het Museum Catharijneconvent wordt de Hamer van Sint Maarten bewaard, waarmee de heilige heidense tempels en afgodsbeelden te lijf zou zijn gegaan. De hamer bestaat uit een prehistorische stenen strijdbijl in een dertiende-eeuwse vatting.
- Ook twee boeken in kostbare banden uit de elfde eeuw, naar hun schenkers de Ansfried- en Bernold-codices, zijn uit de kerkschat afkomstig en worden in het Catharijneconvent bewaard.
- Vijf gepolychromeerde beelden van Sint-Maarten te paard en de Heilige Agnes, Maria Magdalena, de Heilige Pontianus en Paulus, mogelijk in 1450 door beeldhouwer Jan van Nude voor het sacramentshuis gemaakt, bevinden zich in het Centraal Museum.
- Enkele fragmenten van het vroegere Renaissance-orgel en van het voormalige koorgestoelte zijn ook in het Centraal Museum terechtgekomen.
- Het Lochorst-triptiek met de Intocht in Jeruzalem van Jan van Scorel uit 1527 in het Centraal Museum is eveneens afkomstig uit de Domkerk.

## Orgels
De eerste vermelding van een orgel in de Dom dateert uit 1342. Het hing aan de noordwand van het romaanse schip en werd, toen dit plaats moest maken voor het gotische schip, in 1481 naar de oostwand van het noorder dwarspand verplaatst. Het instrument werd in 1569-1571 vervangen door een nieuw orgel, dat op dezelfde plaats kwam te hangen.
De geschiedenis van het tegenwoordige orgel van de Utrechtse Dom begint in 1568, toen het domkapittel besloot zich te laten voorlichten over de vervanging van het middeleeuwse orgel. 
In 1569 werd de opdracht gegeven tot de bouw van een nieuw instrument aan Mr. Pieter Jansz. de Swart (1536-1597), de grootste orgelmaker die de stad Utrecht ooit gekend heeft. Dit orgel van de Swart was een orgel met drie klavieren en pedaal met ongeveer 1450 pijpen, verdeeld over een blokwerk, bovenwerk, rugpositief en pedaal. 
In 1825 werd besloten voor de Dom een nieuw instrument te bouwen. De gebroeders Jonathan en Johan Bätz kregen de opdracht het nieuwe orgel te vervaardigen.
De Dom-organist Frederik Nieuwenhuysen werd in overleg betrokken en stelde voor, een aantal registers uit het oude orgelwerk in het nieuwe over te brengen. Wie zou beter de schoonheid van het oude pijpwerk kennen, dan de organist?
Aan zijn verzoek werd gevolg gegeven, hetgeen betekende dat de geluidskwaliteit van het door de gebroeders Bätz gebouwde orgel voor een groot deel bepaald werd door dit bijzondere 16e-eeuwse pijpwerk. Maar ook het vakmanschap van Bätz is in het instrument verwerkt.
Het orgel werd gebouwd in de jaren 1828-1831. Het telde vijftig registers en 3698 pijpen, verdeeld over hoofdwerk, bovenwerk, rugpositief en pedaal. De orgelkas werd ontworpen door de Brusselse architect Tieleman Franciscus Suys (1783-1861). Hoewel zijn oorspronkelijke ontwerp fraaier en evenwichtiger genoemd kan worden, is bij de laatste restauratie in 1975 gebleken dat ook het aandeel van Suys genoemd dient te worden. 
Na 1831 is er onder invloed van veranderingen in de muzikale smaak nogal wat gewijzigd aan het orgel van de Dom, waarbij o.a. 160 pijpen uit 1571 verloren gingen. Op 7 juni 1975 was de restauratie door Gebroeders van Vulpen uit Utrecht voltooid. Adviseurs hierbij waren Dr. J. van Biezen en Dr. Maarten Albert Vente. Men had zich ten doel gesteld de situatie van 1831 te herstellen. 1013 pijpen zijn afkomstig uit het voormalige orgel van Pieter Jansz de Swart uit 1571 (veel daarvan op het rugwerk). Daarnaast werd het pijpwerk van de Gebroeders Bätz bewaard.
Daar waar het 16e-eeuwse pijpwerk gereconstrueerd diende te worden, zijn de maten gevolgd van het orgel in de Hooglandse kerk te Leiden dat eveneens door de Swart gebouwd werd. Voor het verdwenen Bätz-pijpwerk werden de maten gekopieerd van overeenkomstige registers in de orgels in de Ronde Lutherse Kerk in Amsterdam en de Nieuwe Kerk in Delft, ook scheppingen van de familie Bätz. Op deze wijze zijn vijfhonderd nieuwe pijpen vervaardigd naar de mensuren en materialen der vroegere factuur. Bij de weergegeven dispositie is aangegeven hoe de verschillende soorten pijpwerk over het instrument verdeeld zijn. Wel bleef een in 1911 om het bovenwerk aangebrachte zwelkast gehandhaafd.
De orgelkast werd in 1975 opnieuw in de kleuren van 1831 geschilderd. Een aquarel van J.A. Bouwmeester uit 1836 wees uit dat wit de oorspronkelijke kleur is geweest, hetgeen bevestigd werd bij het kleurenonderzoek van de verflagen. 
De Domkerk bezit ook twee kabinetorgels. Het ene, uit 1796, is gebouwd door Gideon Thomas Bätz en afkomstig uit kasteel Middachten. Het andere bestaat uit pijpwerk uit circa 1670, toegeschreven aan Apollonius Bosch, in 1989 geplaatst in een nieuwe kast van de gebroeders Van Vulpen. Ten slotte zijn er twee kistorgels, het ene in 1969 gebouwd door de firma Vierdag, het andere in 2008 door de firma Klop.

### Organisten van de Dom vanaf 1571
N.B. Van 1681 tot 1869 waren de functies van organist en beiaardier van de Dom gecombineerd
- Peter Wijborch (1571-1604)
- Antony Wijborch (1604-1621)
- Jacob Perreus (1621-1624)
- Gerbrand Valck (1624-1626)
- Alewijn de Vois (1626-1635)
- Andries Michiels (1635-1655)
- Hendrik van Marle (1655-1661)
- Dirk Nieuwenhuyzen (1661-1673)
- Johan Valbeek (1673-1706)
- Jacobus Han (1706-1721)
- Johan Han (1721-1733)
- Rutger ten Hengel (1733-1737)
- Johan Fischer (1737-1778)
- Frederik Nieuwenhuysen (1778-1840)
- Willem Johan Frederik Nieuwenhuysen (1840-1869)
- Richard Hol (1869-1888)
- Johan Wagenaar (1888-1919)
- Hendrik Bos (1919-1937)
- Stoffel van Viegen (1937-1986)
- Jan Jansen (1987-2011)
- Jan Hage (2011-heden)

### Dispositie van het orgel
| I Rugpositief C–f3 |        |           |
| Prestant           | 8′     | 1831      |
| Holpijp            | 8′     | 1831      |
| Quintadena         | 8′     | 1571/1831 |
| Octaaf             | 4′     | 1571/1831 |
| Roerfluit          | 4′     | ca.1700   |
| Quint              | 3′     | 1571/1831 |
| Octaaf             | 2′     | 1571      |
| Fluit              | 2′     | 1975/1831 |
| Cornet disc.       | 5st.   | 1831      |
| Mixtuur            | 3-6st. | 1571      |
| Scherp             | 3-4st. | 1571      |
| Trompet            | 8′     | 1831/1895 |
| Touzijn bas/disc.  | 8′     | 1975      |
|                    |        |           |
| Tremulant          |        | 1975      |

| II Hoofdwerk C–f3 |        |      |
| Prestant          | 16′    | 1831 |
| Bourdon           | 16′    | 1831 |
| Octaaf            | 8′     | 1831 |
| Roerfluit         | 8′     | 1831 |
| Octaaf            | 4′     | 1831 |
| Gemshoorn         | 4′     | 1975 |
| Quint             | 3′     | 1831 |
| Octaaf            | 2′     | 1831 |
| Woudfluit         | 2′     | 1975 |
| Sesquialter disc. | 4st.   | 1975 |
| Mixtuur bas/disc. | 4-8st. | 1831 |
| Fagot             | 16′    | 1831 |
| Trompet           | 8′     | 1975 |

| III Bovenwerk C–f3  |      |               |
| Prestant            | 8′   | 1831          |
| Holpijp             | 8′   | 1831          |
| Baarpijp            | 8′   | 1831          |
| Fluittravers        | 8′   | 1831          |
| Viola de Gamba      | 8′   | 1831/1895     |
| Octaaf              | 4′   | 1571/ca.1700  |
| Open fluit          | 4′   | 1571/ca. 1700 |
| Roerquint           | 3′   | 1975          |
| Woudfluit           | 2′   | 1571/ca. 1700 |
| Flageolet           | 1′   | 1571/ca. 1700 |
| Carillon            | 3st. | 1831          |
| Echotrompet         | 8′   | 1831/1895     |
| Voxhumana bas/disc. | 8′   | 1975          |
|                     |      |               |
| Tremulant           |      | 1935          |

| Pedaal C–f1 |      |      |
| Prestant    | 16′  | 1831 |
| Subbas      | 16′  | 1831 |
| Octaafbas   | 8′   | 1831 |
| Fluitbas    | 8′   | 1831 |
| Roerquint   | 6′   |      |
| Octaaf      | 4′   | 1571 |
| Mixtuur     | 4st. |      |
| Bazuin      | 16′  |      |
| Trombone    | 8′   | 1831 |
| Trompet     | 4′   | 1831 |
| Cinq        | 2′   | 1831 |

* Koppels: Twee manuaalkoppels, twee pedaalkoppels.

## Kruisgang

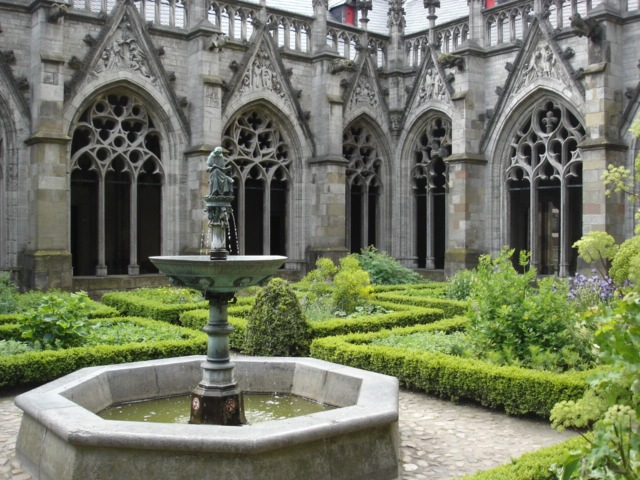
Pandhof van de Dom.

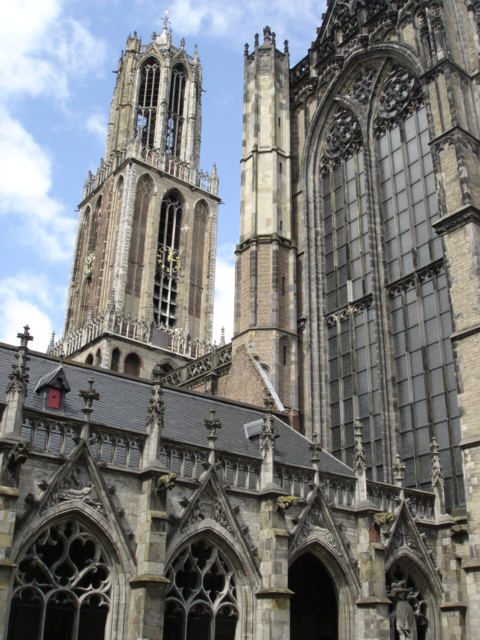
Dom vanuit de pandhof.

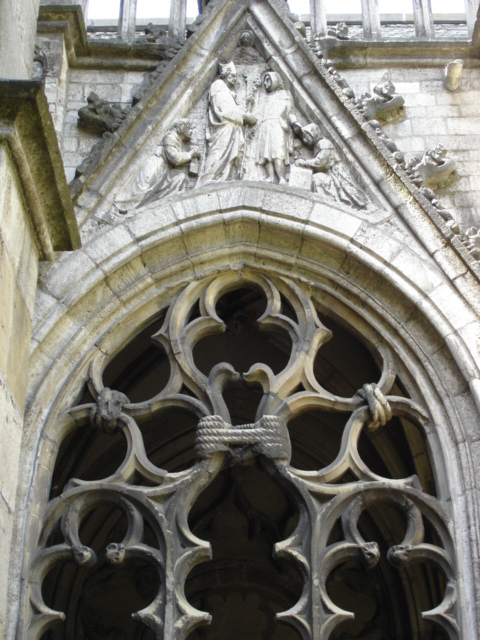
Het zogenaamde touwvenster in de pandhof.

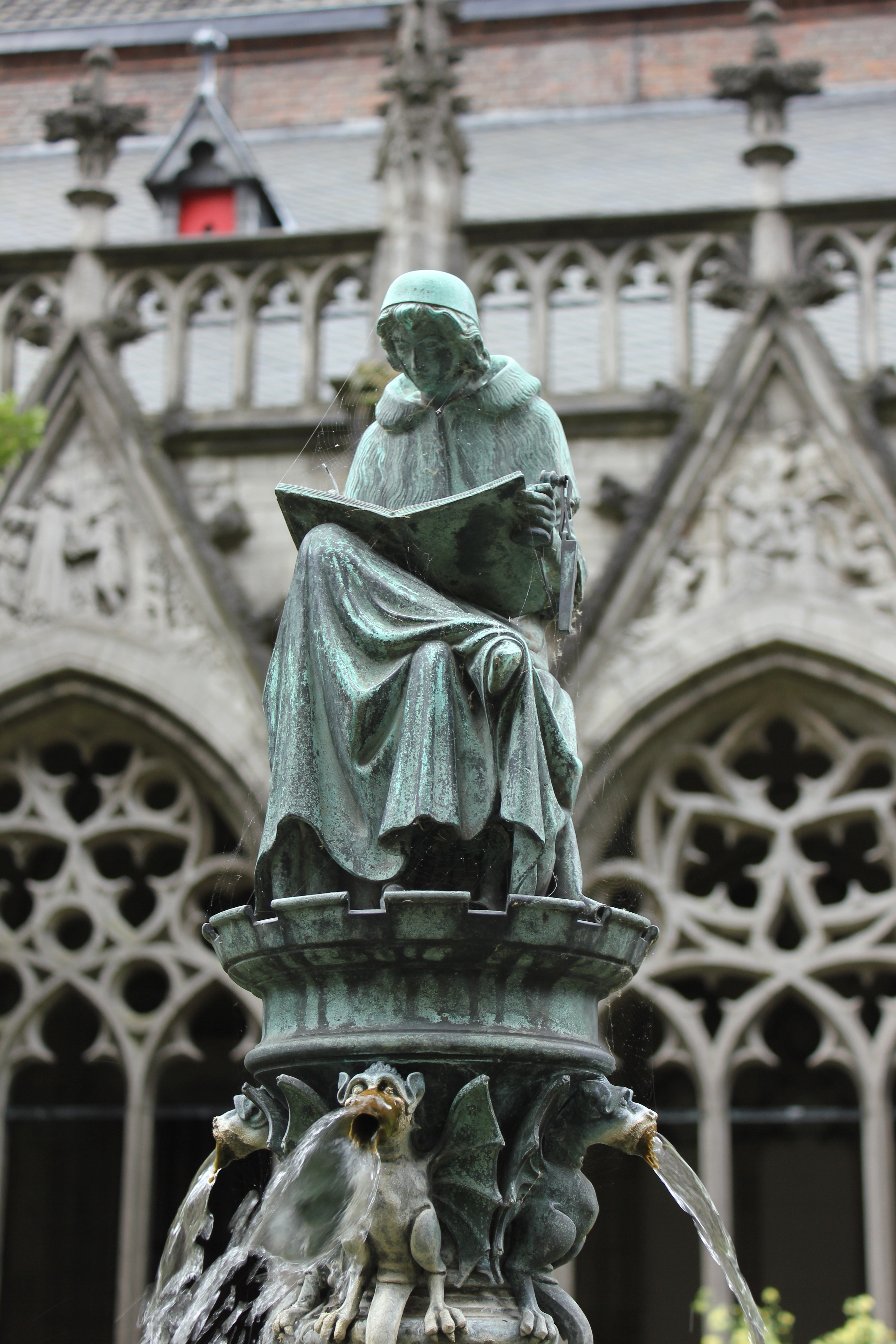
Bronzen beeldje (1913) van de veertiende-eeuwse domkanunnik Hugo Wstinc.

De schilderachtige kruisgang met pandhof is gelegen ten zuiden van het koor. Het neogotische toegangspoortje aan de kant van het Domplein is in 1894 ontworpen door Joseph Cuypers en versierd met een afbeelding van Sint-Maarten. Het poortje zou tot stand zijn gekomen als wraakactie van de minister van Binnenlandse Zaken Tak van Poortvliet, die zich sterk had gemaakt voor een nieuw neogotisch Academiegebouw op het Domplein, maar die met lede ogen had moeten toezien dat een neorenaissance-ontwerp de eindstreep haalde. Het poortje aan de zijde van de straat Achter de Dom is in 1857 aangebracht en wordt bekroond door het wapen van de universiteit.
Duidelijk is te zien dat de kruisgang in twee fases gebouwd is: de oostelijke en zuidelijke arm hebben andere venstertraceringen dan de westelijke arm, en ook de gewelven zijn verschillend: kruisribgewelven in de oudste delen, netgewelven in het jongste deel. Merkwaardig is de venstertracering met de in steen gehouwen touwen, een grapje van de middeleeuwse steenhouwer (zie foto). De fontein met het bronzen beeldje van de veertiende-eeuwse domkanunnik Hugo Wstinc dateert uit 1913 en is van de hand van Jan Hendrik Brom en zijn zonen Jan Eloy en Leo. Het beeld in de hoek stelt bouwmeester Jan uit Henegouwen voor en is van de hand van Paul Grégoire uit 1989. Het moderne theehuis dat uitkijkt op de kloostertuin is gebouwd tijdens de laatste restauratie (1988).
In de wimbergen boven de vensters zijn scènes uit het leven van Sint-Maarten uitgebeeld. Bij de restauratie van de kruisgang in 1876-1896 werden onder leiding van architect P.J.H. Cuypers de zwaar gehavende middeleeuwse beeldhouwwerken vervangen door kopieën. Daarbij werd een te zachte steensoort gebruikt, zodat alle scènes in 1958-1962 opnieuw moesten worden vervangen. Een aantal exemplaren van Cuypers zijn ingemetseld in Flora's Hof achter de Domtoren, bereikbaar door de poort van het voormalige bisschopspaleis aan de Servetstraat. Boven het vierde venster en in de hele westelijke arm van de pandhof (nrs. 14-19) waren de wimbergen niet meer aanwezig en heeft Cuypers de afbeeldingen aangevuld. Met de klok mee zijn de volgende scènes te zien:
| 1  | Sint-Maarten drijft met zijn wapenschild satan terug                        |
| 2  | Sint-Maarten deelt zijn mantel met een bedelaar                             |
| 3  | Sint-Maarten als priester in het klooster bij Poitiers                      |
| 4  | Sint-Maarten wordt door het volk tot bisschop van Tours uitgeroepen         |
| 5  | Sint-Maarten overleeft het omhakken van een door heidenen vereerde pijnboom |
| 6  | Sint-Maarten laat een afgodsbeeld vernietigen                               |
| 7  | Sint-Maarten wekt een overleden kind tot leven                              |
| 8  | Sint-Maarten drijft de duivel uit een bezetene                              |
| 9  | Sint-Maarten geneest een melaatse voor de poorten van Parijs                |
| 10 | Engelen vermanen Sint-Maarten standvastig te blijven in zijn geloof         |
| 11 | Sint-Maarten geeft absolutie aan een boer die door de duivel is gedood      |
| 12 | Sint-Maarten ontmaskert een als Christus geklede satan                      |
| 13 | Sint-Maarten bij de Romeinse keizer Maximus in Trier                        |
| 14 | Sint-Maarten sticht het klooster van Marmoutier                             |
| 15 | Sint-Maarten ontdekt de relieken van het Thebaanse Legioen                  |
| 16 | Sint-Maarten op zijn sterfbed                                               |
| 17 | De relieken van Sint-Maarten beschermen Tours tegen de Noormannen           |
| 18 | Sint-Maarten geneest bisschop Hilderik van Luik                             |
| 19 | Bisschop Hilderik sticht een Sint-Maartenskerk te Luik                      |

## Groot kapittelhuis

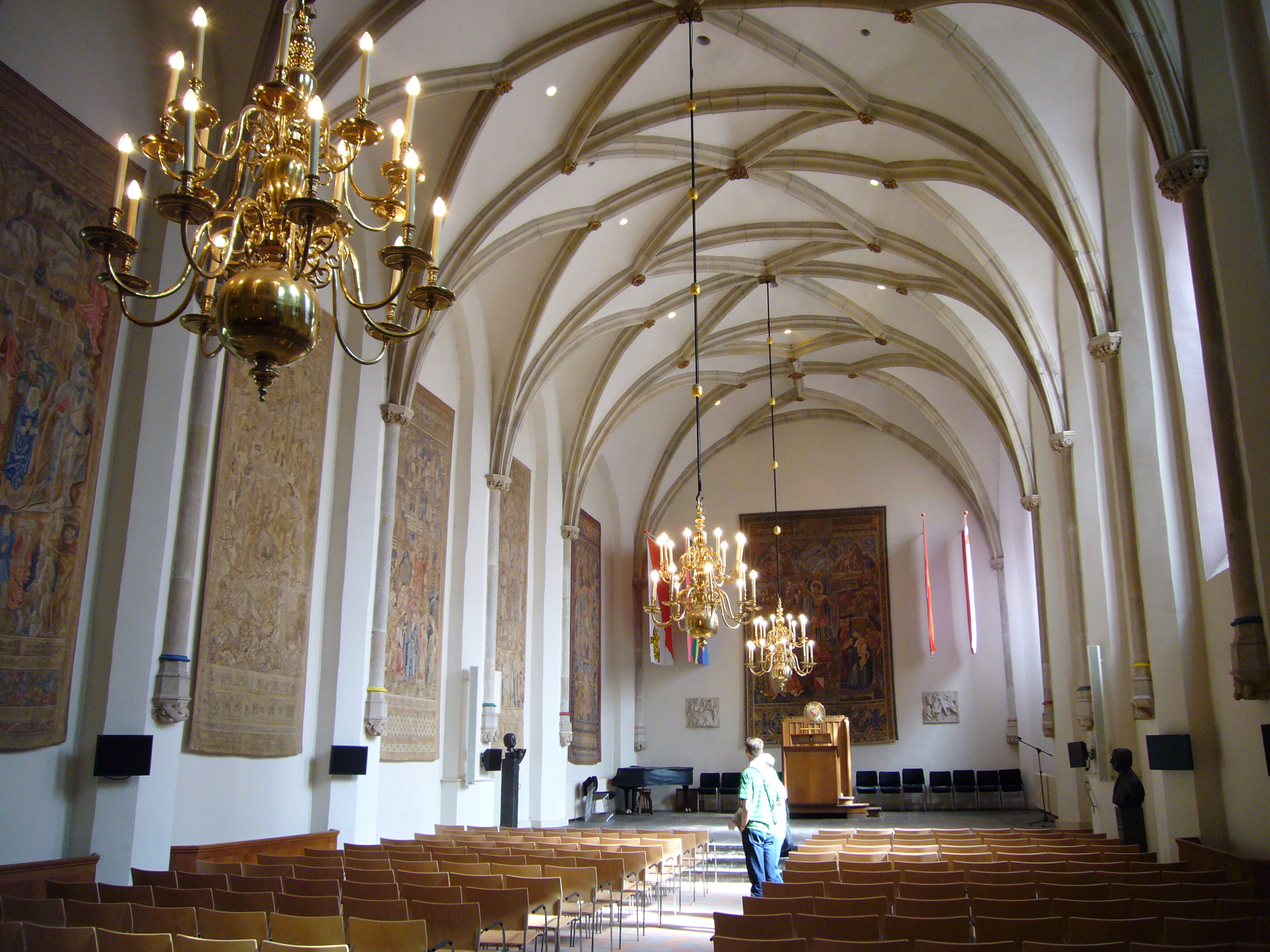
Interieur van het Groot Kapittelhuis.

Zuidelijk van de kruisgang staat het voormalige grote kapittelhuis, gebouwd omstreeks 1400. Het werd oorspronkelijk gebruikt voor vergaderingen van de vijf Utrechtse kapittels gezamenlijk (verbonden aan de Dom, de Sint-Salvatorkerk, de Pieterskerk, de Janskerk en de Mariakerk) en voor de bijeenkomsten van de Staten van Utrecht. Hier werden ook de nieuwe bisschoppen gekozen. Het Domkapittel vergaderde zelf in het thans verdwenen kleine kapittelhuis, dat tegen de westelijke arm van de kruisgang gebouwd was. Oorspronkelijk bestond het grote kapittelhuis uit twee boven elkaar gelegen ruimten. Bij een verbouwing in 1495 onder Dombouwmeester Cornelis de Wael is de tussenvloer weggebroken en is het gewelf 10 voet hoger aangebracht.
Op 21 oktober 1528 vond in het groot kapittelhuis de officiële overdracht plaats van het wereldlijk gezag van de bisschop aan keizer Karel V in de persoon van stadhouder Antoine de Lalaing. Hiermee kwam er een einde aan de zelfstandigheid van het Sticht.
Op dinsdag 23 januari 1579 werd in het groot kapittelhuis de Unie van Utrecht ondertekend, die de grondslag legde voor de Republiek der Zeven Verenigde Nederlanden en daarmee voor Nederland als zelfstandige staat. Om die reden staat de zaal ook wel bekend als Uniezaal.
In 1634 kwam het gebouw in gebruik bij de Illustere school (twee jaar later verheven tot universiteit) en werd het in twee collegezalen opgedeeld. Bij een verbouwing door architect Tieleman Franciscus Suys in 1824 werd de tussenmuur weer verwijderd; sindsdien doet de ruimte dienst als aula van de Universiteit Utrecht.
In 1876-1879 werd de eerste restauratie uitgevoerd onder leiding van P.J.H. Cuypers, waarbij de middeleeuwse situatie grotendeels werd hersteld. Bij een nieuwe restauratie van de zaal in 1935 kwam een deel van de huidige inrichting tot stand. De wandtapijten uit 1935-1941 zijn ontworpen door Willem van Konijnenburg. Zij stellen de zeven faculteiten van de universiteit en - op de oostelijke wand - de Unie van Utrecht voor. De gebrandschilderde ramen zijn ontworpen door Joep Nicolas.
De laatste restauratie volgde in 1960-1961. Daarbij werd onder meer een orgel geplaatst op een daarvoor gebouwde tribune tegen de westwand. Het instrument was in 1738 voor de Doopsgezinde Kerk in Deventer gebouwd door Albertus Antoni Hinsz uit Groningen. Het telt tweeëntwintig registers. Op de voorzijde van de tribune zijn de wapens van de leenmannen van het Sticht aangebracht.

## Domtoren

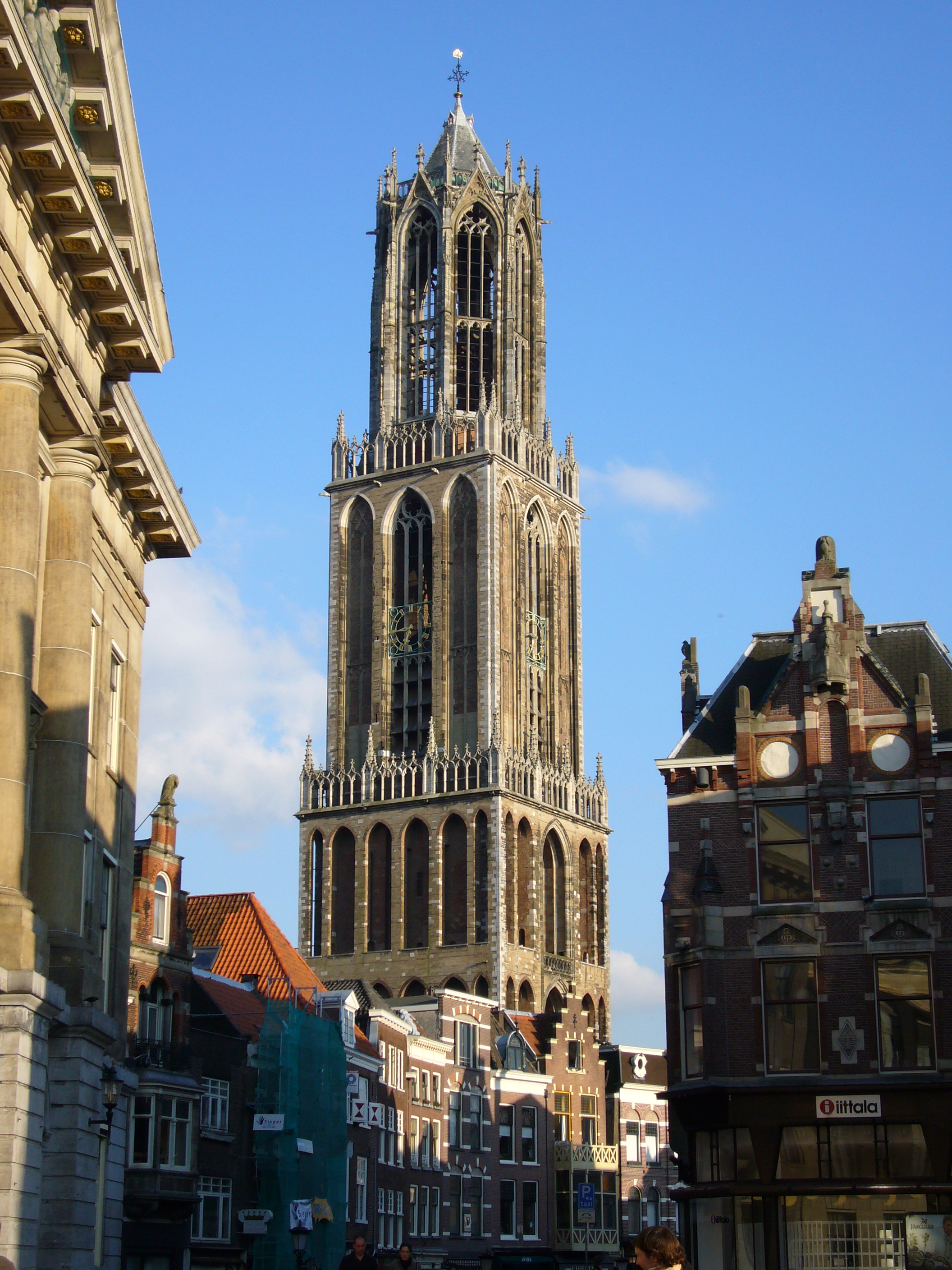
De Domtoren uit het noordwesten, gezien vanaf de Stadhuisbrug.

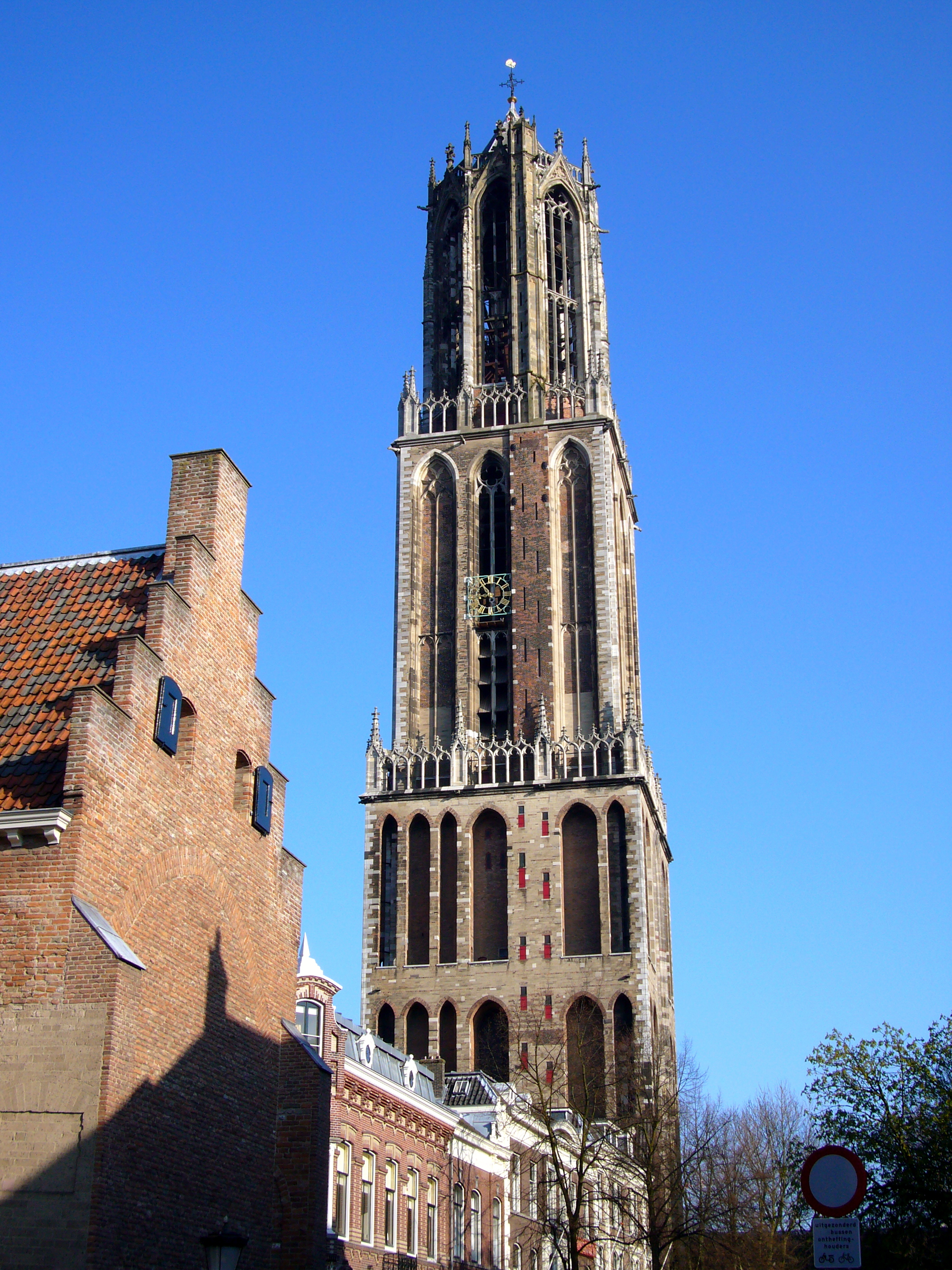
De Domtoren uit het zuiden, gezien vanuit de Korte Nieuwstraat. Rechts van het midden is het trappenhuis over de hele hoogte van de toren zichtbaar.

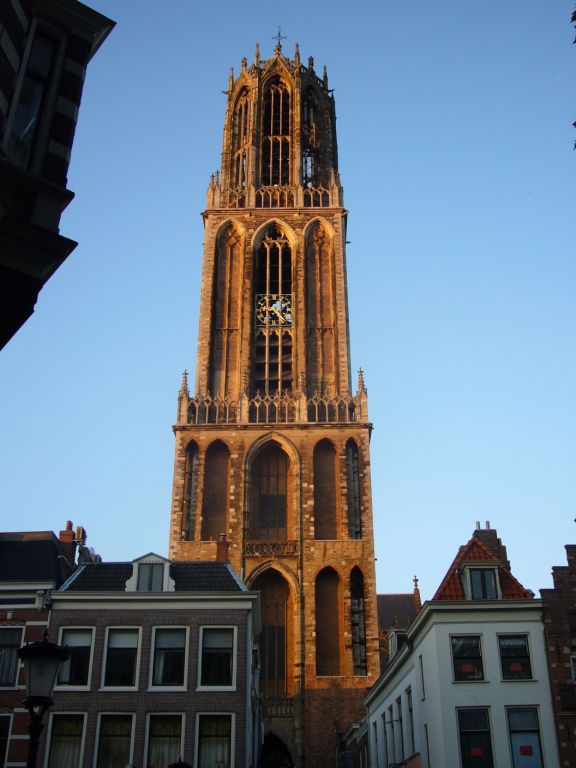
Domtoren in avondlicht, gezien vanuit het westen.

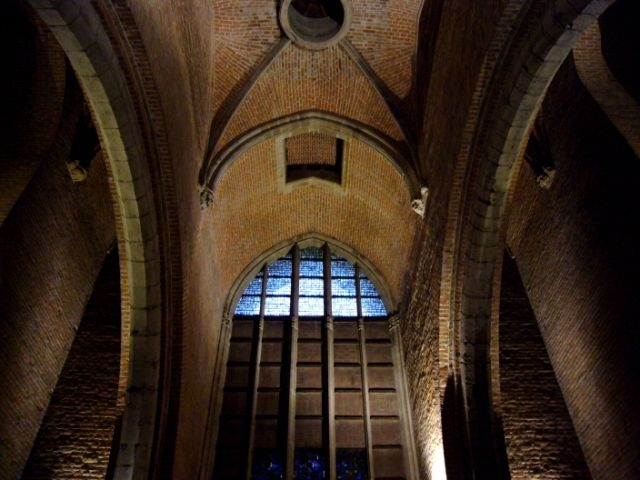
De Michaëlskapel in de Domtoren.

### Hoogte en grootte
In opzet was de Domtoren mogelijk de grootste kerktoren die tot dan toe in Europa gebouwd was; torens die bij de voltooiing in 1382 hoger waren hadden hun hoogte aan hun ranke naaldspits te danken. Van die torens bestaan alleen de volgende nog: de Marienkirche in Lübeck (twee torens van 125 m, 60 m tot aan de spits, grondvlak circa 280 m² per toren), de kathedraal van Salisbury (vieringtoren van 123 m, 67 m tot aan de spits, grondvlak ca. 170 m²) en het Munster in Freiburg (westtoren van 116 m, 70 m tot aan de spits, grondvlak circa 240 m²). Ter vergelijking: de Domtoren is 95 m tot aan de spits en heeft een grondvlak van ca. 380 m².
De oorspronkelijke hoogte van de Domtoren was 109 meter. In 1910 is tijdens de restauratie van de Domtoren de oorspronkelijke spits vernieuwd, waarbij men het nieuwe dakje een helling gegeven heeft van 64° in plaats van de oorspronkelijke 59 tot 60°. Hierdoor is de huidige hoogte van ruim 112 meter ontstaan.

### Architectuur

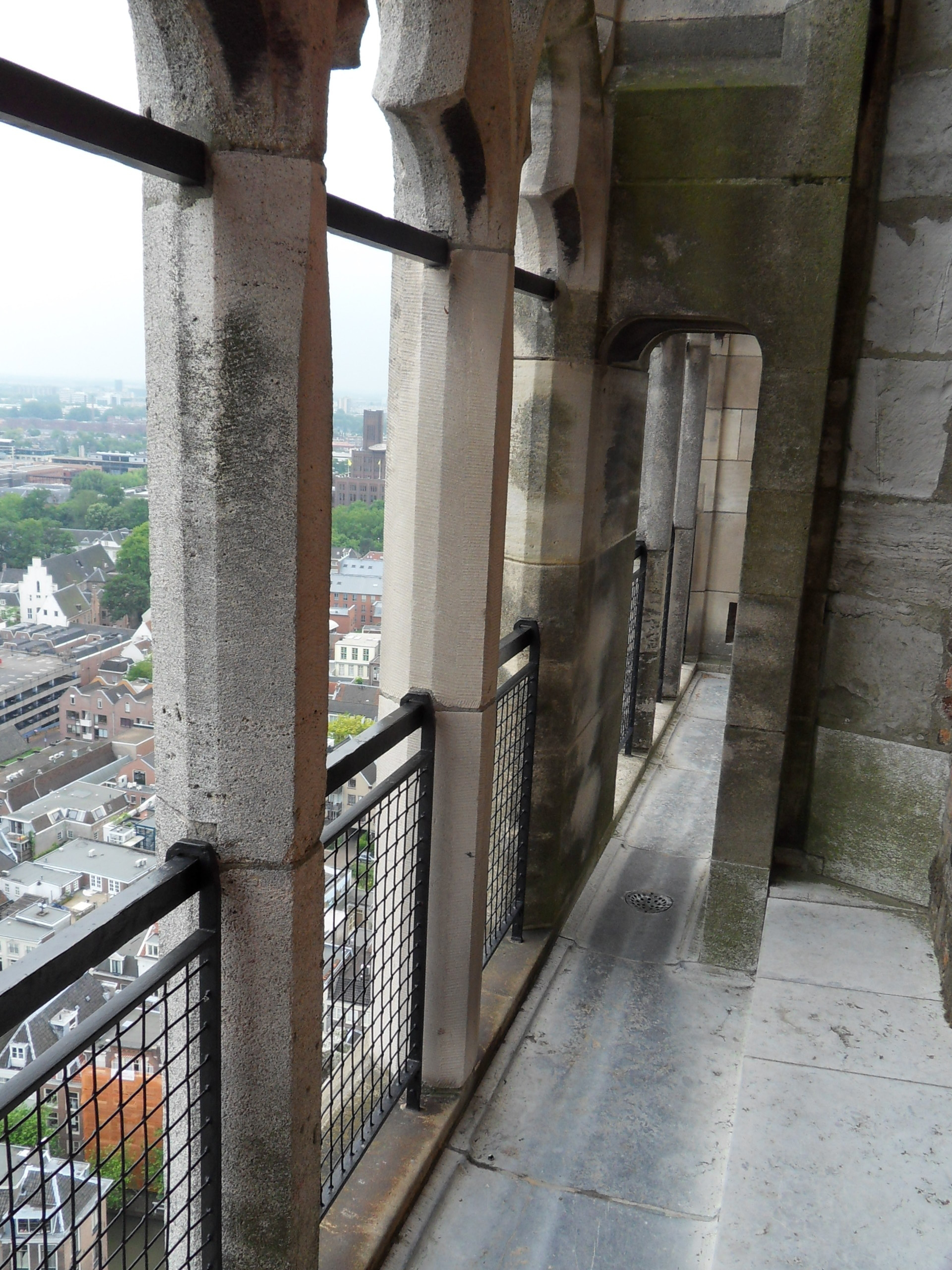
Een trans van de Domtoren.

Ook architectonisch is de Domtoren om verschillende redenen een bijzonder bouwwerk. De opbouw van drie stapsgewijs versmallende delen is hoogst origineel en van geen eerder gebouwde toren bekend: het burchtachtige onderste vierkant van 38,60 meter hoog wordt gevolgd door een eleganter tweede vierkant van 29,48 meter hoog, dat op zijn beurt bekroond wordt door een luchtige, achthoekige lantaarn van 26 meter hoog. Er is wel geopperd dat de toren de Goddelijke Drie-eenheid zou symboliseren.
Bijzonder voor een gotische toren is ook dat steunberen geheel lijken te ontbreken; ze zijn als het ware verborgen tussen de nissen van het eerste vierkant. Merkwaardig is het lage dakje in plaats van een hoge spits. Het is niet uitgesloten dat zo'n spits oorspronkelijk voorzien was. Dat er bij de bouw slechts voor één toren is gekozen in plaats van de gebruikelijke twee voor een kathedraal, en dat de toren vrij van de kerk is ontworpen, heeft waarschijnlijk te maken met praktische overwegingen die al genoemd zijn onder het kopje bouwgeschiedenis.

### Bouwmateriaal
De kern van de Domtoren is vrijwel geheel van baksteen. Voor een rijker effect werd deze kern grotendeels bekleed met natuursteen, die geïmporteerd moest worden uit België en Duitsland. Oorspronkelijk bestond de bekleding vooral uit tufsteen uit de Eifel, met grote hoekstenen van Namense steen. Hier en daar was ook rode zandsteen in de toren verwerkt, afkomstig van de romaanse voorganger van de huidige Dom.
Bij de eerste grote herstelbeurt van 1517-1520 werd vooral Bentheimer zandsteen, Namense steen, Baumberger steen en kalksteen uit Avesnes toegepast. Namense en Baumberger steen werden ook veel bij latere restauraties gebruikt. De oorspronkelijke bakstenen plint van de Domtoren werd in 1866 grotendeels vervangen door Portland kalksteen.
Overigens is uit archivalia en sporen ter plaatse af te leiden dat de Domtoren oorspronkelijk geschilderd was: de twee vierkanten waren grotendeels steenrood en de lantaarn was stralend wit.

### Invloed
De Domtoren heeft eeuwenlang als inspiratiebron gediend voor andere torens in het Nedersticht. Het duidelijkst is dat te zien bij de Onze-Lieve-Vrouwetoren in Amersfoort (ca. 1445-ca. 1470) en de toren van de Cunerakerk in Rhenen (1492-1531), die een vergelijkbare opbouw hebben van twee vierkanten met een achthoekige lantaarn. Ook de kerk van Wijk bij Duurstede had een toren van dit type moeten krijgen, maar de bouw, begonnen in 1486, werd na de voltooiing van het eerste vierkant gestaakt.
Bij een groep kleinere kerktorens uit de eerste helft van de zestiende eeuw in Amerongen, Eemnes-Buiten, Houten, Loenen, Nieuw-Loosdrecht, Soest, Kamerik en Westbroek is invloed merkbaar, al ontbreekt de achthoekige lantaarn. Men spreekt in dit verband wel van Stichtse gotiek. Ook buiten het Nedersticht drong de invloed door: de Martinitoren in Groningen (1469-1482) en de bovenbouw van de toren van de Sint-Janskerk in Maastricht zijn enigszins verwant aan de Domtoren.

### Functie
De toren had verschillende functies. In de eerste plaats diende hij natuurlijk als klokkentoren, en daarnaast bezat de toren van meet af aan een uurwerk. Verder bezat de bisschop er een privékapel en was er de woning en uitkijkpost van de torenwachter gevestigd. Bovenal zal prestige bij de bouw een rol hebben gespeeld: de Domtoren was de uitdrukking in steen van de macht van de Utrechtse kerk, een monument dat vanuit het hele Nedersticht te zien was.
Vaak is gesuggereerd dat de toren bedoeld was om de bisschop een veilige uitwijkplaats te bieden: de Utrechtse kerkvorst was niet altijd veilig in zijn eigen residentie. Het weerbare karakter van het onderste vierkant lijkt op die functie te wijzen. Toch wordt deze hypothese over het algemeen bestreden.
Onder de toren is een kelder aanwezig die mogelijk als gevangenis dienstdeed. In het onderste vierkant is de grote poortachtige doorgang aangebracht, die oorspronkelijk naar de hoofdingang van de kerk leidde. Boven de poort bevindt zich de Michaëlskapel, de privékapel van de bisschop. Deze kon de ruimte rechtstreeks vanuit zijn bisschoppelijke paleis bereiken, en via een luchtbrug, de zogenaamde bisschopsloge, had hij vanuit deze kapel toegang tot de kerk. Een verdieping hoger bevindt zich de Egmondskapel, die in ieder geval vanaf de vijftiende eeuw als woning van de torenwachter en later ook als gelagkamer in gebruik was. Tegenwoordig is hier een klein museum ingericht. Het tweede vierkant dient in zijn geheel als klokkenzolder; hier is ook het torenuurwerk ondergebracht. De lantaarn had oorspronkelijk geen praktische functie maar biedt sinds de zeventiende eeuw onderdak aan de beiaard. Boven op de toren staat ten slotte een windvaan met een uitbeelding van Sint-Maarten die zijn mantel met een bedelaar deelt.
Tot de opkomst van satellietnavigatie had de toren ook een belangrijke rol in de landmeetkunde. Bij de Rijksdriehoeksmeting (1885-1928) zijn hoekmetingen van en naar andere eersteordepunten gedaan om zo RD-coördinaten van de torenspits te bepalen die landmeters in de wijde omgeving konden gebruiken om hun positie te bepalen.
Tegenwoordig heeft de Domtoren vooral een symbolische en toeristische functie als icoon van Utrecht. In 2016 beklommen ruim 80.000 bezoekers de toren.

### Inscripties

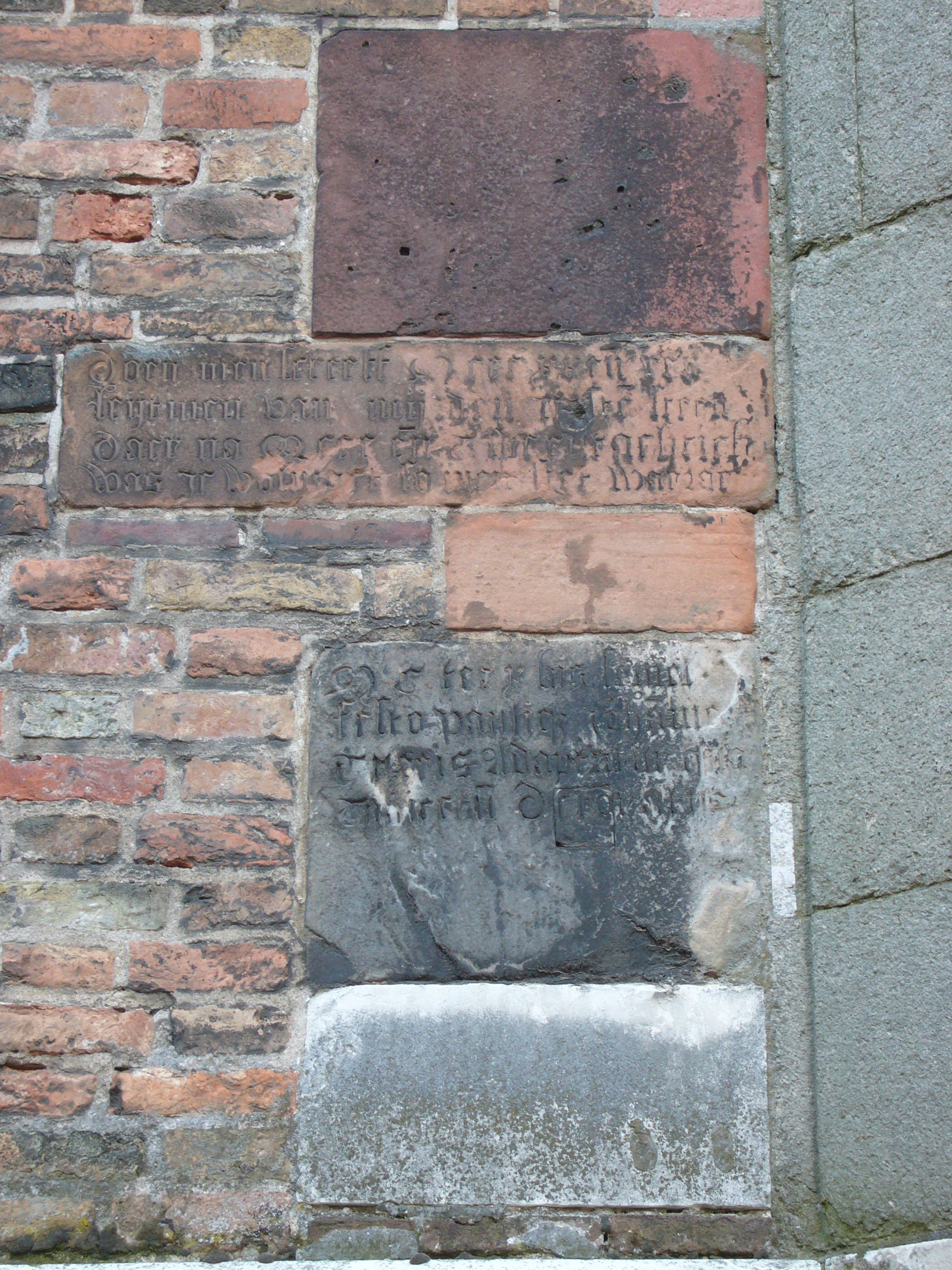
Inscripties in de westmuur van de Domtoren.

In de Domtoren, links naast de onderdoorgang aan de zijde van de Servetstraat, zijn twee stenen met inscripties aangebracht die aan de bouw van de toren herinneren. De bovenste luidt:
doen men screef MCCCXX en een

leijt men van mij den eersten steen

daer na MCCC en twe en tachtich

was ic wolmact so men siet waerachtich
De onderste luidt:
M C ter X bis semel I

festo paulique Johannis

Turris Adaptatur qua

Traiectum decoratur
Vertaling: "In 1321, op de feestdag van Johannes en Paulus [= 26 juni], is begonnen aan deze toren die Utrecht siert." De eerste steen van de Domtoren werd gelegd door Jacob van Oudshoorn, deken van het Domkapittel en later bisschop, en door Gijsbert van Everdingen, de oudste domkanunnik.

### Luidklokken

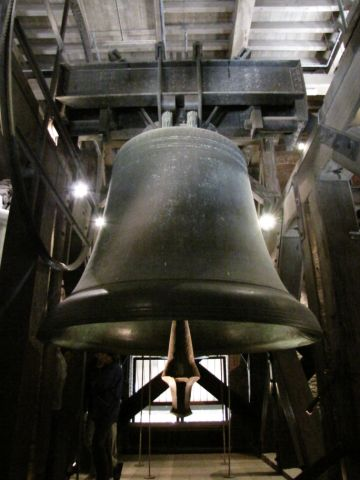
De grootste luidklok: de Salvator.

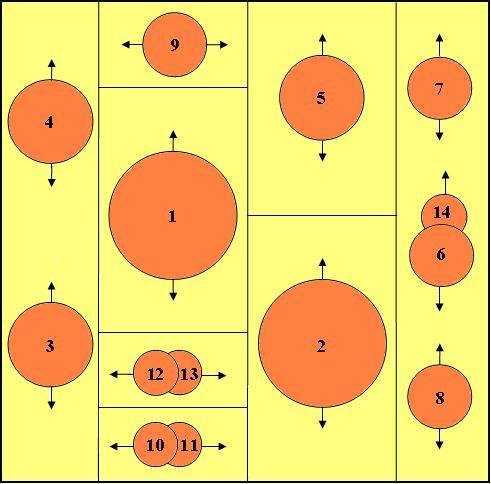
Schematische dispositie en luidrichting van de luidklokken op de klokkenzolder van de Domtoren. De cijfers verwijzen naar de klokken in de tabel.

De Domtoren herbergt een unieke collectie luidklokken. Klokkengieter Geert van Wou vervaardigde in 1505 een diatonische reeks van dertien klokken, een van de machtigste geluien in Europa. Daartoe werd een aantal van de toen aanwezige klokken, inclusief de grote Kostverloren, omgesmolten. Om onopgehelderde reden was het Domkapittel niet tevreden met de nieuwe klokken, en de gieter heeft zijn volledige honorarium nooit uitbetaald gekregen.
In de zeventiende eeuw werden de kleinste zeven klokken van Van Wou verkocht en omgesmolten ten behoeve van een nieuwe beiaard. In 1982 is het Domgelui weer tot de oorspronkelijke sterkte aangevuld door de Klokkengieterij Koninklijke Eijsbouts in Asten. Een veertiende klok, eveneens van Van Wou, hoort niet bij het oorspronkelijke gelui. Het is wellicht afkomstig uit de verdwenen dakruiter op de viering van de Dom. Tegenwoordig wordt het gelui van de Domtoren (ruim 31 000 kg) in Europa qua gewicht maar door weinig andere overtroffen, zoals door de acht klokken van de Dom van Keulen, die echter grotendeels van veel jonger datum zijn. De klokken hebben altijd aan rechte luidassen gehangen en worden met de hand geluid. Sinds 1979 wordt dit gedaan door het Utrechts Klokkenluiders Gilde.
Een overzicht van de klokken:
| Nr. | Naam                       | Slagtoon | Diameter (cm) | Gewicht (kg) | Gieter        | Gietjaar |
| --- | -------------------------- | -------- | ------------- | ------------ | ------------- | -------- |
| 1   | Salvator                   | fis0     | 227           | 8227         | Geert van Wou | 1505     |
| 2   | Maria                      | gis0     | 203           | 5915         | Geert van Wou | 1505     |
| 3   | Martinus                   | ais0     | 182           | 4273         | Geert van Wou | 1505     |
| 4   | Michaël                    | b0       | 170           | 3343         | Geert van Wou | 1505     |
| 5   | Joannes Baptist            | cis1     | 153           | 2398         | Geert van Wou | 1505     |
| 6   | Maria Magdalena            | dis1     | 136           | 1655         | Geert van Wou | 1505     |
| 7   | Agnes Maior                | e1       | 127           | 1305         | Eijsbouts     | 1982     |
| 8   | Agnes Minor                | eis1     | 122           | 1146         | Eijsbouts     | 1982     |
| 9   | Pontianus                  | fis1     | 114           | 942          | Eijsbouts     | 1982     |
| 10  | Kruisklok (Campana Crucis) | gis1     | 102           | 662          | Eijsbouts     | 1982     |
| 11  | Benignus                   | ais1     | 91            | 467          | Eijsbouts     | 1982     |
| 12  | Thomas                     | b1       | 85            | 396          | Eijsbouts     | 1982     |
| 13  | Adrianus                   | cis2     | 76            | 281          | Eijsbouts     | 1982     |
| 14  | Jezus Maria Johannes       | b1       | 82            | 392          | Geert van Wou | 1506     |

### Beiaard

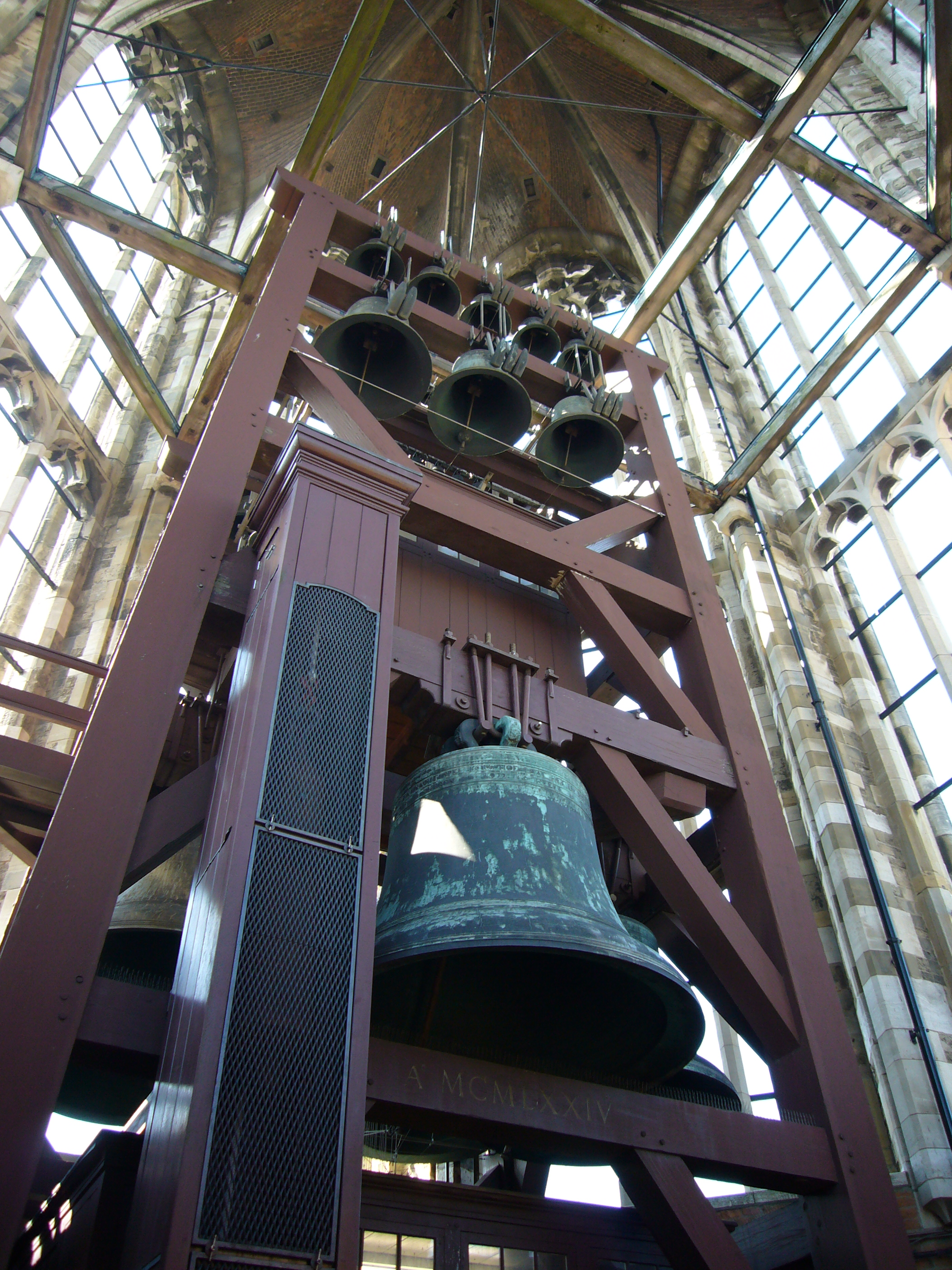
De beiaard in de lantaarn van de Domtoren.

In de Domtoren hangt een vermaarde beiaard van vijftig klokken. In 1479 werd de eerste voorslag van zes klokken in de toren opgehangen. Dit spel was tot eenentwintig klokken uitgegroeid, toen het stadsbestuur van Utrecht in 1663 een nieuwe beiaard van vijfendertig klokken bestelde bij de klokkengieters Pieter en François Hemony. Voor de nieuwe beiaard werden de oude carillonklokken en een aantal van de kleinere luidklokken van Van Wou omgesmolten. Nog altijd zijn vierendertig klokken oorspronkelijk van de gebroeders Hemony, de overige zestien zijn in 1972 bij een algehele restauratie door de Klokkengieterij Koninklijke Eijsbouts in Asten gegoten. Toen is ook een nieuwe klokkenstoel gebouwd. De beiaard heeft een omvang van vier octaven; de grootste klok heeft een gewicht van ruim 7000 kg. De klokkenreeks is als volgt samengesteld: g0 (werkelijke toonhoogte fis0)–bes0–c1–d1–es1–(...)–c5.
Als beiaardier werd in 1625 de blinde Jacob van Eyck aangesteld. Hij vervolmaakte samen met de gebroeders Hemony de beiaardgietkunst maar hij maakte de aanschaf van een volwaardig Hemony-carillon voor de Domtoren niet meer mee.
De beiaard wordt elke zaterdag van 11.00 tot 12.00 uur bespeeld en van april tot en met november ook op vrijdag van 12.30 tot 13.30 uur. Daarnaast zijn er in juli en augustus zomeravondconcerten op maandagavond van 20.00 tot 21.00 uur. Deze concerten worden georganiseerd door de Utrechtse Klokkenspel Vereniging.

### Speeltrommel

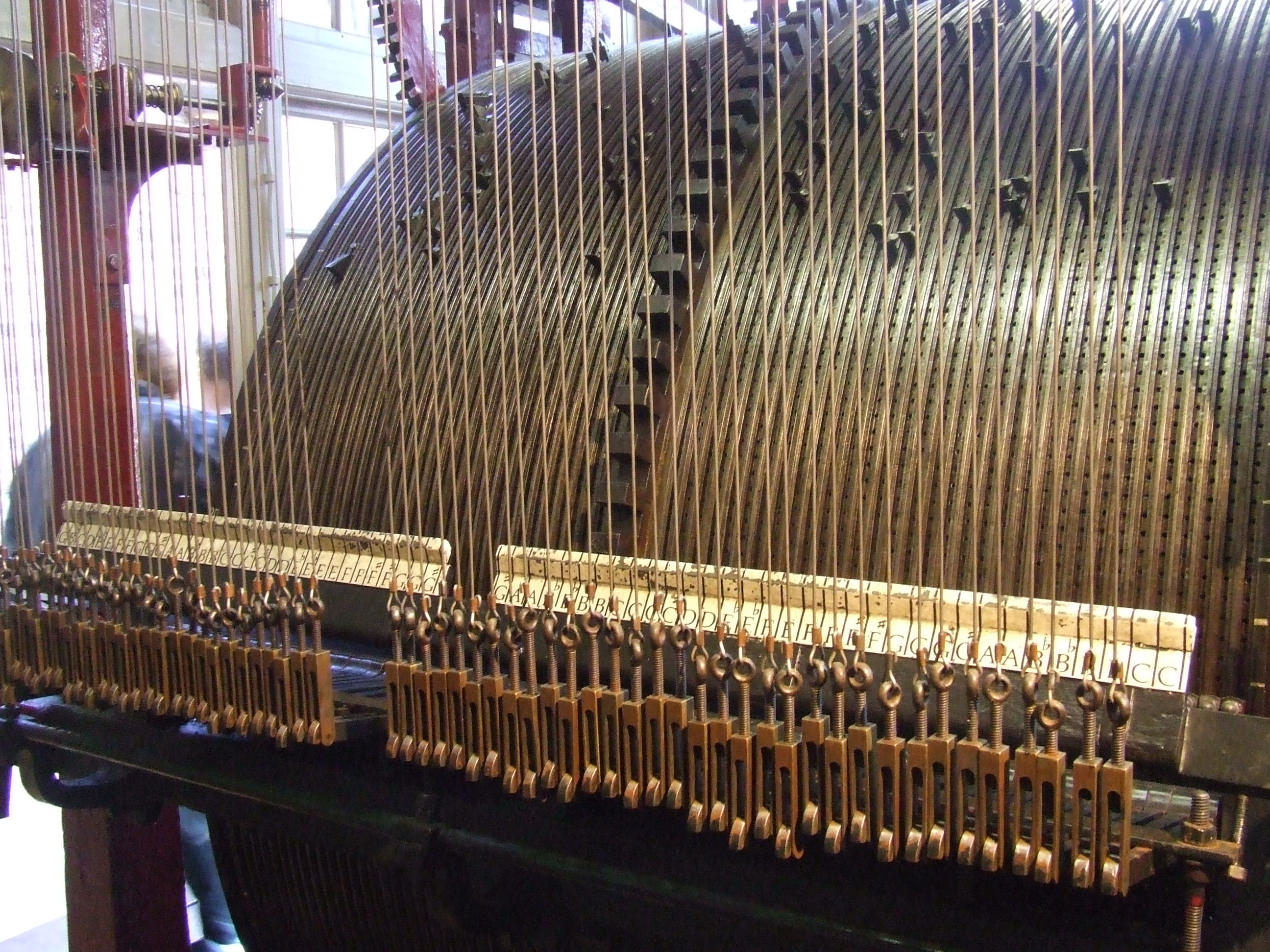
De speeltrommel onder de beiaard van de Domtoren.

De oorspronkelijke speeltrommel van Jurriaen Spraeckel uit 1666 is nog steeds in gebruik. Het loopwerk wordt in beweging gebracht door het gewicht van een oud zeventiende-eeuws kanon, dat elk uur elektrisch wordt opgetakeld. Het startsein voor de speeltrommel wordt mechanisch gegeven door het uurwerk van de Domtoren dat zo'n dertig meter lager in de toren staat opgesteld. De speeltrommel heeft een diameter van ruim anderhalve meter en kan vier verschillende melodieën spelen. De speeltrommel speelt 24 uur per dag, vier keer per uur, ieder kwartier een andere melodie.
Bij oplevering omvatte de speeltrommel zesenzestig rijen voor hetzelfde aantal hamers die op de buitenkant van de klok slaan, en 125 maten. De achtendertig grootste klokken van de beiaard zijn via de speeltrommel te bespelen. Om de versteekmogelijkheden uit te breiden is de speeltrommel in de twintigste eeuw voorzien van extra gaten. Ook is het systeem van 'vaste noten' toen vervangen door een systeem van 'schuifnoten'. De noten kunnen nu op elke gewenste plek van de trommel worden 'gestoken'. De trommel heeft 24 750 gaten. Het wijzigen van de muziek duurt enkele uren.

### Beiaardiers van de Dom vanaf 1565

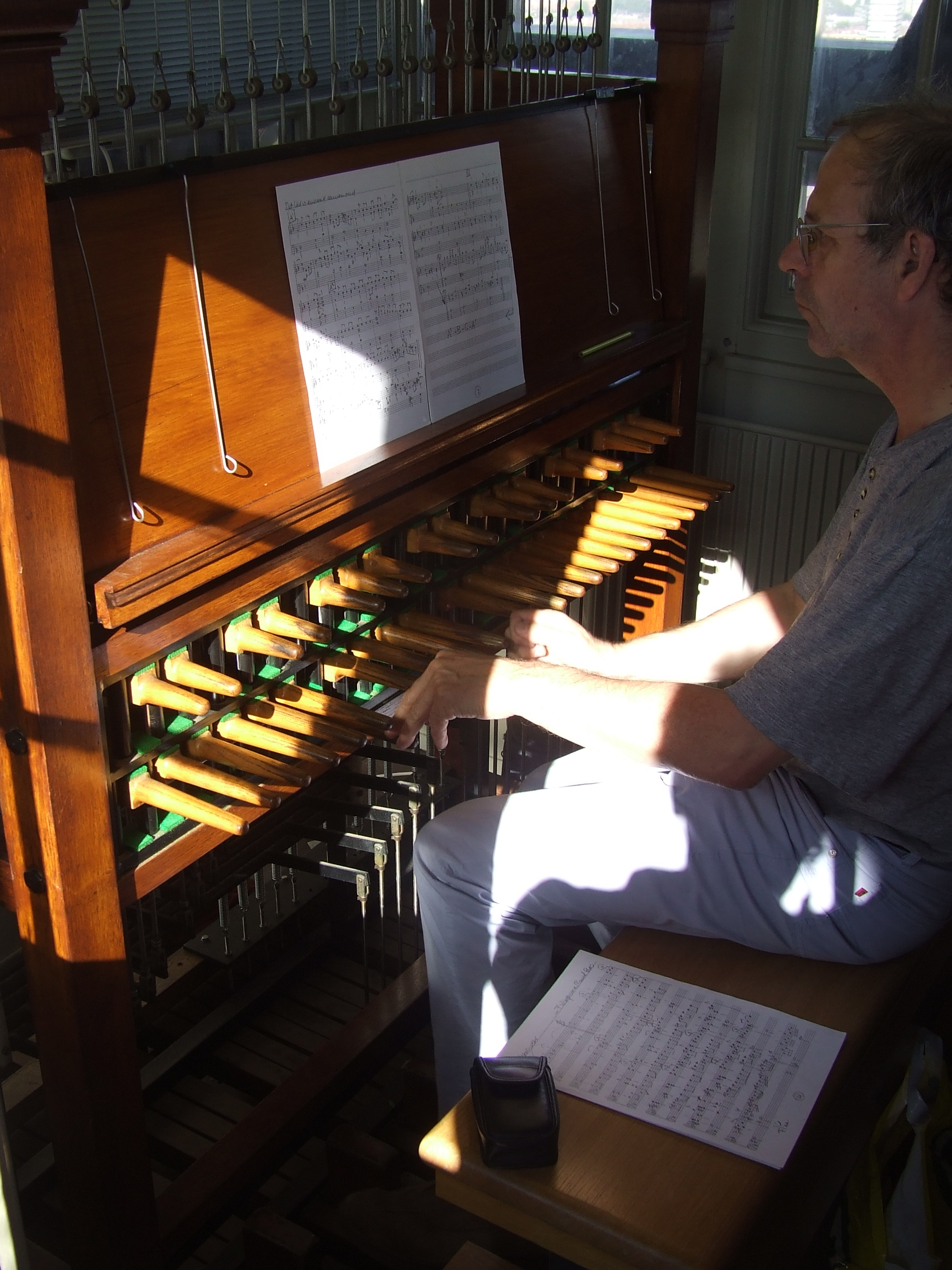
Arie Abbenes, voormalig beiaardier van de Domtoren.

N.B. Van 1681 tot 1869 waren de functies van organist en beiaardier van de Dom gecombineerd
| Daniël Gijsbertz. van Berlicum      | 1565/66-1604/05 |
| Gijsbert Daniëlsz van Berlicum      | 1604-1623       |
| Herman van Riemsdijk                | 1623-1625       |
| Jacob van Eyck                      | 1625-1657       |
| Johan Dix                           | 1657-1666       |
| David van Sligtenhorst              | 1666-1677       |
| Johan Carel Valbeek                 | 1681-1706       |
| Jacobus Han                         | 1706-1721       |
| Johan Han                           | 1721-1733       |
| Rutger ten Hengel                   | 1733-1737       |
| Johan Philip Albrecht Fischer       | 1737-1778       |
| Frederik Nieuwenhuysen              | 1778-1840       |
| Willem Johan Frederik Nieuwenhuysen | 1840-1869       |
| J.A.H. Wagenaar I                   | 1869-1894       |
| J.A.H. Wagenaar II                  | 1894-1937       |
| J.A.H. Wagenaar III                 | 1937-1953       |
| Chris Bos                           | 1954-1985       |
| Arie Abbenes                        | 1985-2011       |
| Małgosia Fiebig                     | sinds 2011      |

### Uurwerk
Het eerste uurwerk in de Domtoren wordt vermeld in 1369, nog tijdens de bouw. In 1658 werd de Domtoren als tweede toren in Nederland (na de Oude Kerk van Scheveningen) uitgerust met een modern slingeruurwerk, gebouwd door de Haagse klokkenmaker Salomon Coster. De aanschaf van het uurwerk was misschien te danken aan Jacob van Eyck, die geparenteerd was aan de uitvinder van het slingeruurwerk, Christiaan Huygens.
Bijzonder is ook het huidige uurwerk van de Domtoren. Het werd in 1859 in Parijs vervaardigd door Amédée-Philippe Borrel (1818-1887) en behoort tot de modernste en nauwkeurigste uurwerken uit die tijd. In 1974 werd door Izaak de Caluwé een elektrische aandrijving aangebracht die de oorspronkelijke mechanische functies overbodig maakte. Na decennialange verwaarlozing is het uurwerk in 2004 gerestaureerd en de mechanische aandrijving met enige moeite in ere hersteld.
De huidige bescheiden wijzerplaten dateren uit 1920 en vervangen indrukwekkende voorgangers uit 1618, die bovenaan de tweede geleding waren aangebracht.
In april 2019 is de klok verwijderd. Tot 2023 zal hij ontbreken op de Dom, gedurende de renovatie van de toren en het uurwerk.

### Oudste afbeeldingen van de Dom

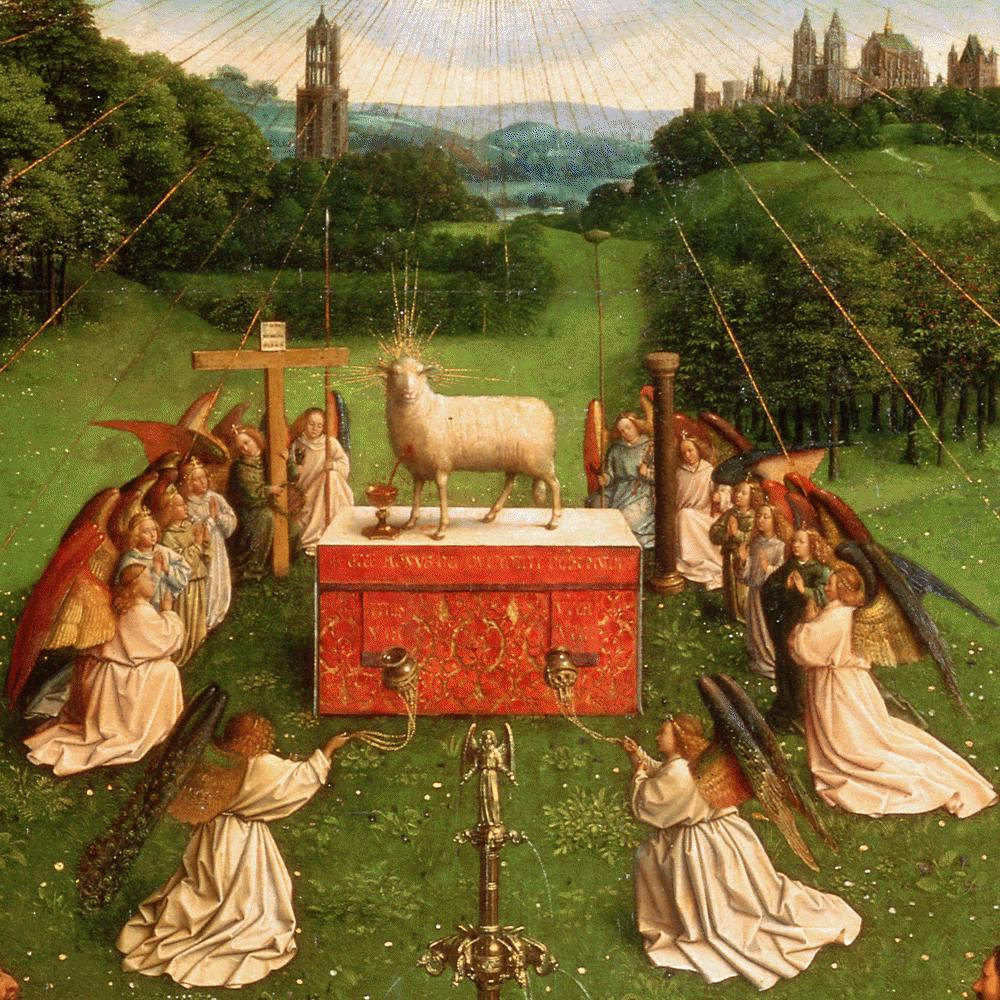
De Domtoren links boven op het centrale paneel van Het Lam Gods van de gebroeders Van Eyck.
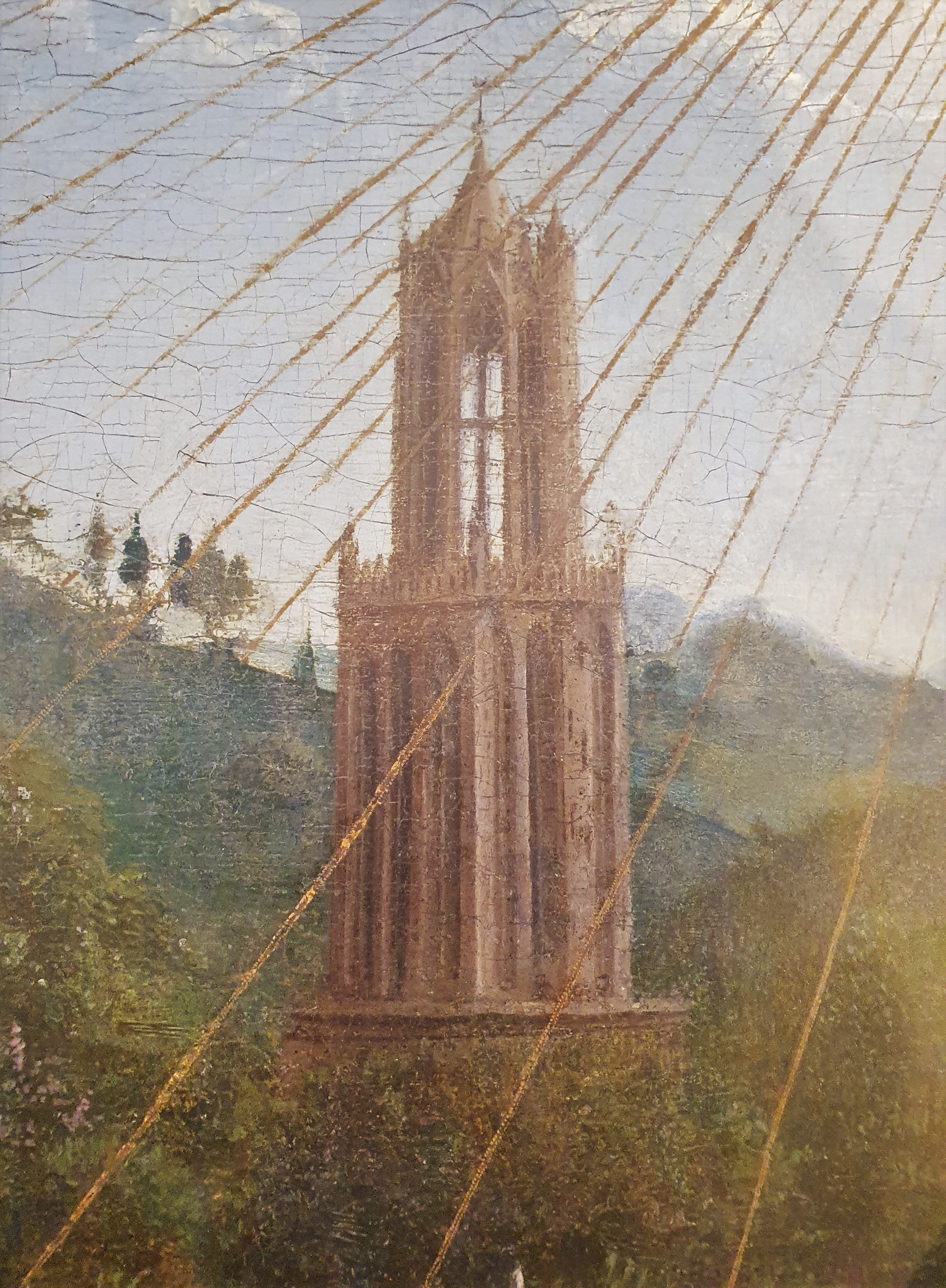
Domtoren gezien vanuit het zuidwesten op het Lam Gods van Van Eyck na restauratie
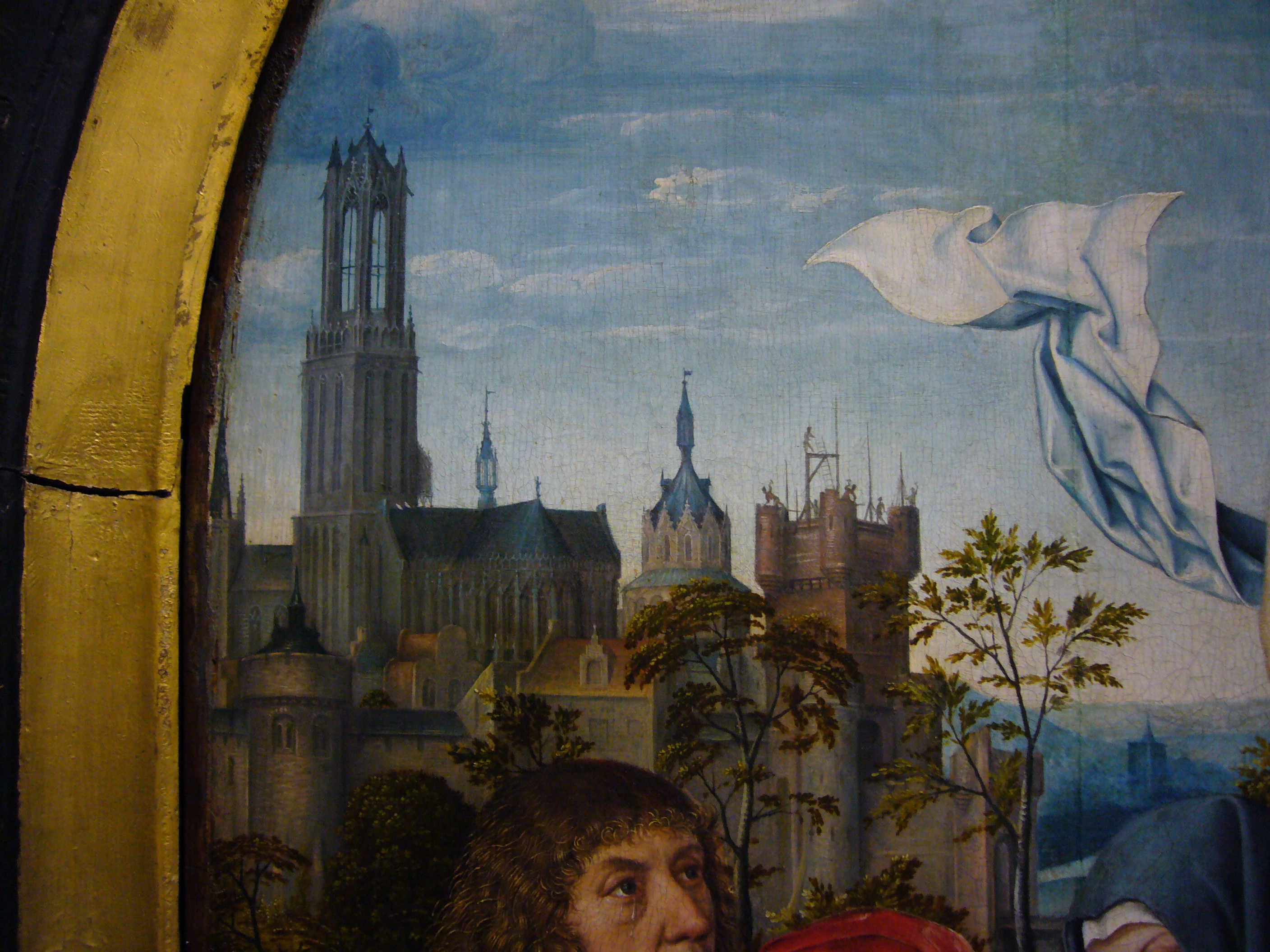
De Dom op een drieluik van de Meester van Frankfurt, ca. 1520.

Op veel laatmiddeleeuwse schilderijen van religieuze voorstellingen is op de achtergrond een gefantaseerde stad afgebeeld als symbool van het hemelse Jeruzalem. In een aantal gevallen is daarbij een afbeelding van de Domtoren opgenomen, die herkenbaar is door zijn karakteristieke vorm. Het gaat om de volgende kunstwerken:
- De Domtoren staat afgebeeld op een van de beroemdste kunstwerken ter wereld, het Lam Gods van de gebroeders Van Eyck in de Sint-Baafskathedraal in Gent. Lange tijd was het de vraag of de toren er in 1432 door Van Eyck zelf op is aangebracht, of dat dat is gebeurd bij een restauratie in 1550 waarbij de Utrechtse schilder Jan van Scorel betrokken was. Bij de laatste, in 2019 voltooide restauratie is vast komen te staan dat de toren oorspronkelijk is maar in de zestiende eeuw geheel overgeschilderd was. Nu de latere verflagen verwijderd zijn blijkt de toren zelfs heel exact weergegeven te zijn. Het is de oudste bewaarde afbeelding van de toen precies vijftigjarige Domtoren.
- Ook op De Maagd van kanselier Rolin van Jan van Eyck (ca. 1435, Louvre, Parijs) staat de Domtoren afgebeeld. De toren heeft hier echter twee nissen per zijde in het tweede vierkant in plaats van drie.
- Op een miniatuur met Koning David in gebed in een getijdenboek uit ca. 1450-1460, toegeschreven aan Willem Vrelant (Österreichische Nationalbibliothek, Wenen), verrijst links op de achtergrond de Domtoren.
- Een drieluik met de Kruisiging door een anoniem Utrechts meester (ca. 1460, Centraal Museum, Utrecht) met rechts op de achtergrond van het middenpaneel de Dom uit het noordwesten; het schip is nog romaans. Ook de Utrechtse Buurkerk is afgebeeld. Zie de afbeelding onder het kopje Dom van Adelbold.
- De marteling van de H. Erasmus door een anoniem Nederlands meester uit 1474 (Society of Antiquaries, Londen). Rechts op de achtergrond een schematische weergave van de Domtoren.
- De H. Hiëronymus met opdrachtgever door een anoniem Utrechts meester (ca. 1475, Muzeum Narodowe, Wrocław). Rechts op de achtergrond een vrij schematische weergave van de Domtoren.
- Een verdwenen muurschildering in de Utrechtse Jacobikerk uit ca. 1480, die bekend is uit kopieën en waarvan de contouren weer op de oude plaats zijn aangebracht. Hierop staat de stad Utrecht vanuit het noordwesten afgebeeld.
- Portret van een onbekende man door de Bartholomeus-meester (ca. 1480, Wallraf-Richartz-Museum, Keulen). Links geeft een venster uitzicht op de Domtoren.
- Altaarstuk met de Kruisiging van de Meester van de Kruisafneming van Figdor (ca. 1475-1525, Rijksmuseum, Amsterdam). Links op de achtergrond een primitieve afbeelding van de Domtoren.
- Drieluik met de Kruisafneming van Jacob van Utrecht (1513, Gemäldegalerie, Berlijn). Links op de achtergrond van het middenpaneel staan de Dom en de Buurkerk vanuit het zuidoosten afgebeeld.
- Drieluik met Aanbidding der koningen, toegeschreven aan Jacob van Utrecht (ca. 1520, Wallraf-Richartz-Museum, Keulen). Rechts op de achtergrond van het middenpaneel is de Dom vanuit het zuidoosten te zien. Ook de toren van de Buurkerk staat op het paneel afgebeeld.
- Drieluik met de Kruisiging van de Meester van Frankfurt (ca. 1520, Städel Museum, Frankfurt am Main). Links op de achtergrond van het middenpaneel staat de Dom vanuit het zuidoosten heel gedetailleerd afgebeeld.
- Rechtervleugel van het altaarstuk van de familie Snoy door een anoniem Utrechts meester (ca. 1530, Centraal Museum, Utrecht). De Dom en Buurkerk vanuit het noordwesten.
- Paneeltje met de Kruisiging door een anoniem Nederlands meester (eerste helft zestiende eeuw, LVR-LandesMuseum Bonn). Primitieve afbeelding van de Dom vanuit het noordoosten.

### Modellen

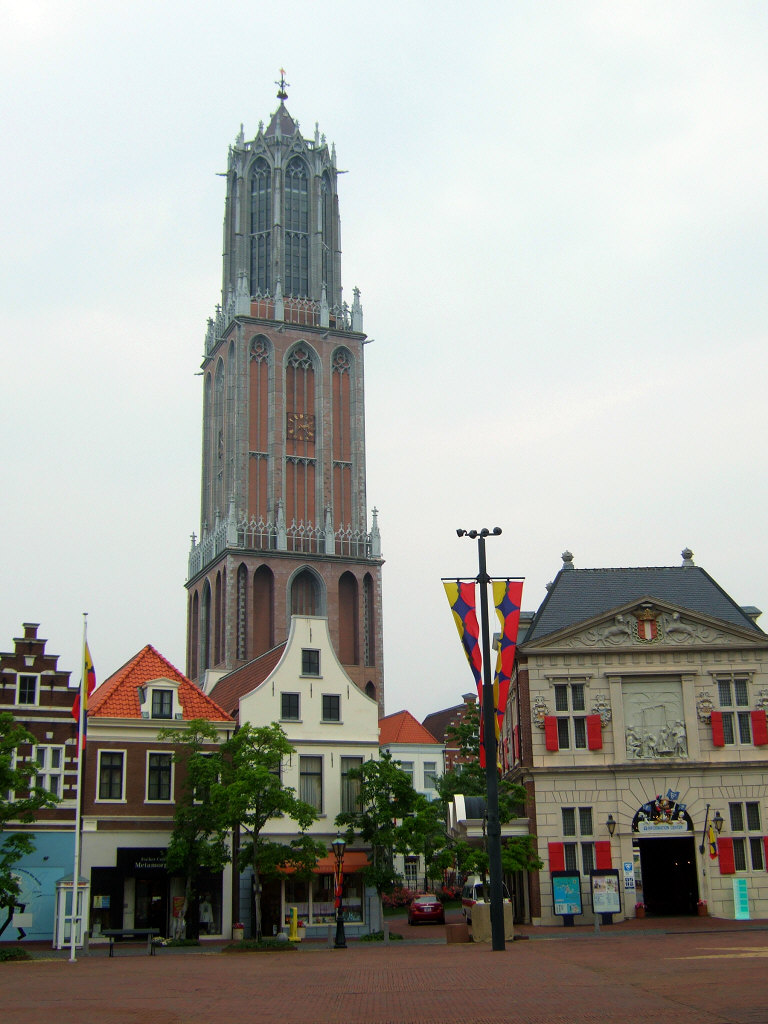
Replica van de Domtoren in het Japanse themapark Huis ten Bosch.
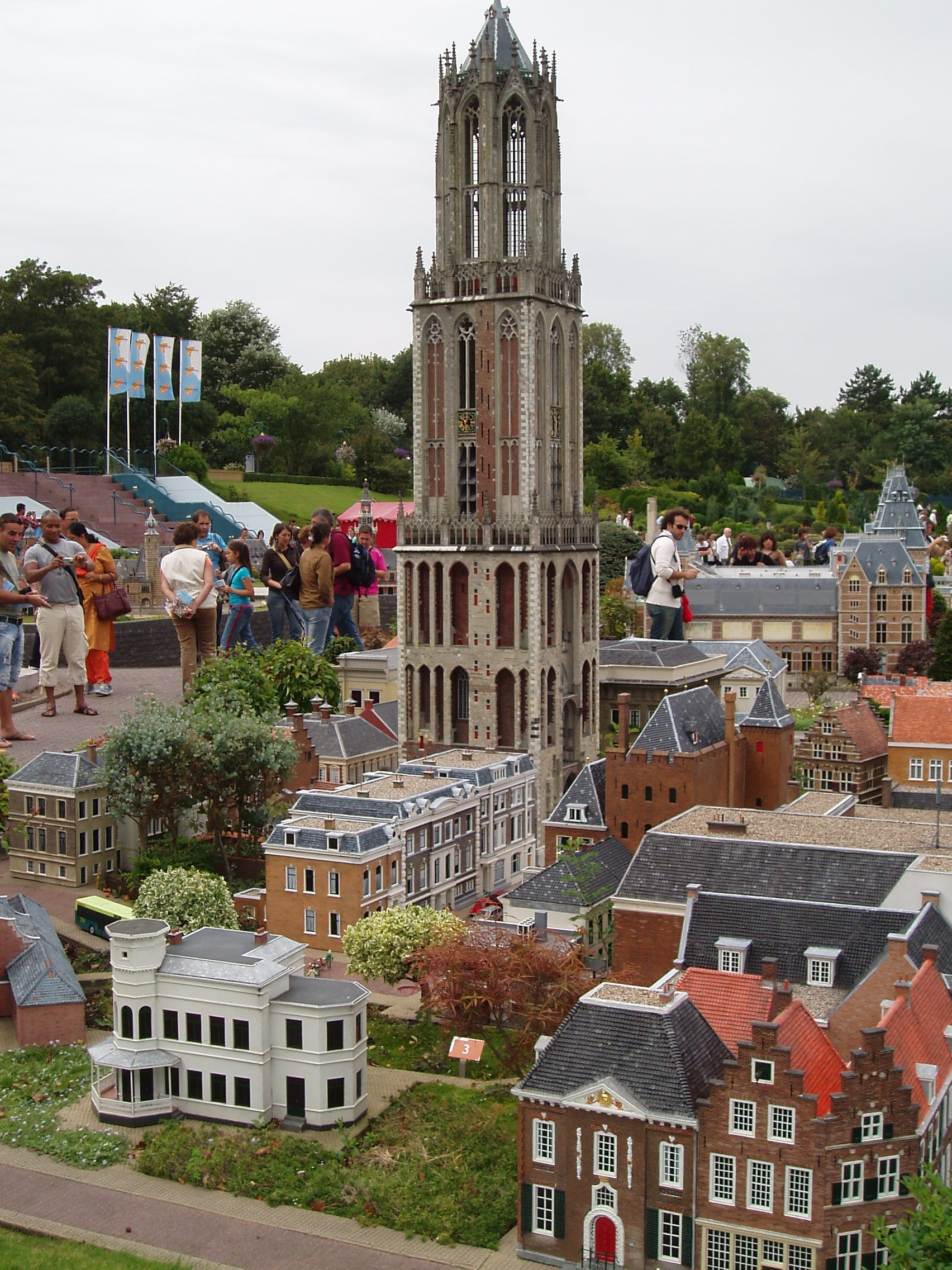
Model van de Domtoren in Madurodam.

In het Japanse themapark Huis ten Bosch staat een 105 meter hoge replica uit 1992 van de Domtoren. Het grootste verschil met het origineel is dat bezoekers in de Japanse versie met de lift naar de top worden gebracht. Een kleiner model van de Domtoren (4,5 meter hoog) werd in 1983 ter gelegenheid van het 600-jarig bestaan van de toren onthuld in de miniatuurstad Madurodam.

## Plattegrond
Onderstaand de plattegrond van de dom met de belangrijkste bezienswaardigheden.

Verklaring van de nummers:
1. Domtoren
2. Plaats van het verdwenen schip
3. Viering
4. Dwarsschip
5. Koor
6. Koorsluiting
7. Noorder koorzijbeuk
8. Zuider koorzijbeuk
9. Kooromgang
10. Kapel van Dionysius en Bartholomeus
11. Kapel van Andreas en Pontianus
12. Heilig Kruiskapel
13. Kapel van Petrus en Paulus
14. Kapel van Simon en Judas
15. Kapel van Veen
16. Kapel van Montfoort
17. Domproostenkapel
18. Kapel van Diepholt
19. Kapel van Avesnes
20. Kapel van Arkel
21. Zuidoostportaal
22. Kapel van Uterlo
23. Blasiuskapel
24. Kapel van Sierck
25. Sacristie en librije
26. Kapel van de Elfduizend Maagden
27. Pandhof
28. Groot kapittelhuis

## Enkele afmetingen
- De totale lengte van de kerk vóór het instorten van het schip (buitenwerks) bedroeg 119 meter, inclusief de toren.
- De lengte van het dwarsschip bedraagt 49 meter (buitenwerks).
- De middenbeuk van het koor is 12,14 meter breed.
- De gewelfhoogte in het koor bedraagt 31,50 meter.
- De daknok van de kerk ligt 41,60 meter boven de grond.
- Het torengrondvlak meet 19,50 bij 19,50 meter.
- De toren is 112,32 meter hoog.
- De Domtoren heeft 463 treden, exclusief de twee treden bij de voordeur van het ontvangstgebouw naast de toren, dus 465 treden in totaal.

## Trivia

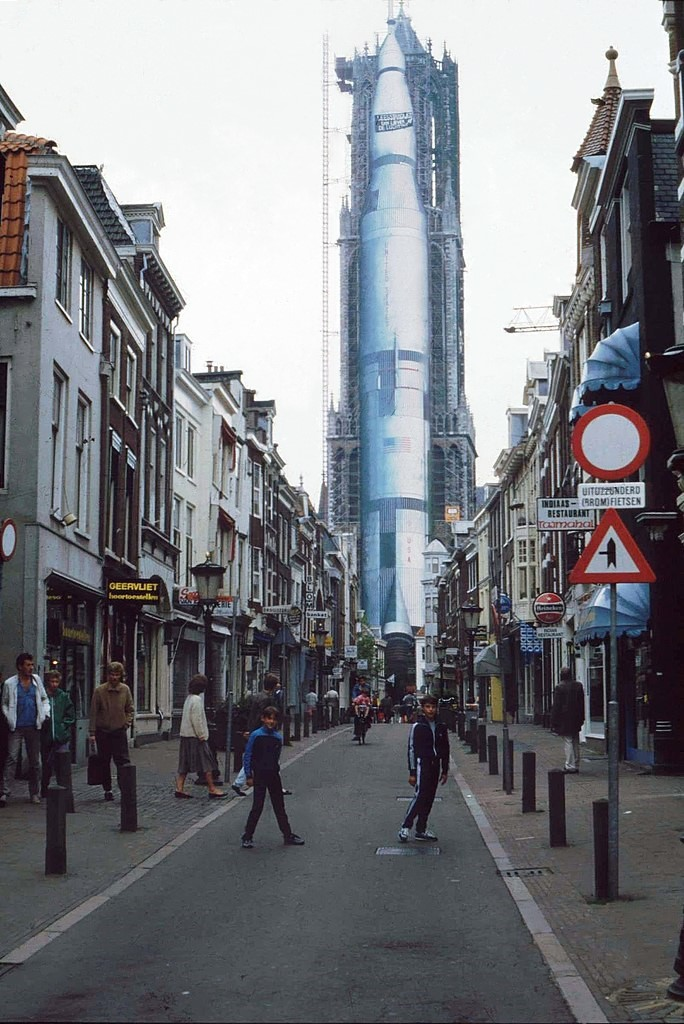
De Dom tijdens Space '86.

- Kroonprins Filips, de zoon van keizer Karel V en later koning Filips II, beklom de Domtoren in 1549 tijdens een bezoek aan Utrecht.
- In 1654 werd het oorlogsschip Dom van Utrecht gebouwd, dat tot 1688 in gebruik gebleven is door de Republiek der Zeven Provinciën.
- Tsaar Peter de Grote beklom de Domtoren op 10 maart 1717.
- In de tweede helft van de negentiende eeuw, de "domineestijd" in Nederland, hebben beroemde predikanten als Nicolaas Beets (vanaf 1854) en Abraham Kuyper (1867-1870) in de Domkerk gepreekt.
- In april 1863 heeft Charles Spurgeon een bezoek gebracht aan Nederland en onder meer gepreekt in de Domkerk.[60]
- Bij de aanleg van het elektrische Utrechtse stadstramnet werd gebruikgemaakt van de doorgang in de vrijstaande Domtoren: in plaats van een lastige slinger om de toren heen te moeten maken, reden de trams van lijn 2 van 1893 tot 1938 onder de toren door. Vervolgens reden de GVU-stadsbussen van lijn 2 door de Domtoren. Hieraan kwam in 2003 een eind toen van lijn 2 een ringlijn is gemaakt.
- De Belgische orgelvirtuoos Flor Peeters, organist van de Basilique Sainte-Clotilde in Parijs, verzorgde op 13 augustus 1941 in de Domkerk de wereldpremière van de Sinfonia per Organo van Hendrik Andriessen, organist van de Sint-Catharinakathedraal in Utrecht.
- In 1938 was de Domkerk het 'spirituele centrum' bij de oprichtingsvergaderingen in het aanpalende Academiegebouw met zijn ruime Domkapittelzaal, van de Wereldraad van Kerken. Door oorlogsdreigingen werd toen besloten om slechts een voorlopig comité in te stellen van deze raad, de 'Wereldraad van Kerken-in-oprichting'. De initiatiefrijke Nederlandse predikant Dr. Willem Visser 't Hooft, die kon bogen op ruime contacten in zowel protestantse, rooms-katholieke als oosters-orthodoxe kringen, werd er de algemeen secretaris van. Pas in 1948, dus drie jaar na de Tweede Wereldoorlog, hield de Wereldraad van Kerken zijn officiële eerste algemene vergadering. Dit gebeurde in Amsterdam en de raad werd officieel in de Nieuwe Kerk aldaar opgericht.
- Verschillende leden van het Huis Oranje-Nassau zijn gedoopt in de Domkerk: prinses Christina op 9 oktober 1947, prins Johan Friso op 28 december 1968, prins Constantijn en prins Bernhard jr. beide op 21 februari 1970.
- Prinses Christina trouwde op 28 juni 1975 in de Domkerk met Jorge Guillermo. Prins Bernhard jr. en Annette Sekrève traden er op 8 juli 2000 in het huwelijk.
- Tijdens de ruimtevaartmanifestatie Space '86 in 1986 liet Chriet Titulaer tijdelijk een geschilderde Saturnusraket op ware grootte tegen de Domtoren aanbrengen. Het gevaarte was bijna zo hoog als de toren zelf.
- Op 24 september 2005 vond in de Domkerk de Nederlandse première plaats van de eerder in dat jaar in Weimar ontdekte ritornel-da capo aria 'Alles mit Gott und nicht ohn' Ihn' uit 1713 (BWV 1127) van Johann Sebastian Bach. Uitvoerenden waren musici van de Domcantorij o.l.v. Domcantor Remco de Graas.
- Tot in de wijde omtrek zijn grenzen, wegen en zichtassen op de Domtoren georiënteerd. Voorbeelden hiervan zijn een deel van de door leeuwenpalen gemarkeerde provinciegrens tussen Utrecht en Noord-Holland, het tuinontwerp van Slot Zuylen en het Oxfordpad op De Uithof.
- In juli 2015 passeerde de wielrenners in de Tour de france de Domtoren, door er onderdoor te fietsen.[61]
- Op 22 september 2016 is er een wedstrijd geweest om het officieuze record domtorenlopen uit 1984 te verbreken. Het werd verbeterd tot 2.21 minuten over de 463 treden. Met de start op straat en de finish op de hoogste trans.[62]
- Op 12 januari 2021 heeft er een bannerdrop plaatsgevonden vanaf de Domtoren. Dit is gedaan door Extinction Rebellion Utrecht om aandacht te vragen voor de klimaatcrisis.[63]
- Verschillende muziek refereert aan de Dom, zoals Als ik boven op de Dom kom van Rijk de Gooyer, vaak gezongen als Als ik boven op de Dom sta, Dors op de Dom[64] van Lastrum, en Welkom in Utrecht[65] van FLO.
- Op 9 november 2024 tijdens het feest van Sint Maarten, werd officieel gevierd dat de renovatie van de Dom toren voltooid was, daarbij was de burgemeester van Utrecht Sharon Dijksma en koningin Maxima aanwezig.[66]

## De Dom in de literatuur
- Adolf Visscher, 'De Domstoren te Utrecht', Utrechtsche volks-almanak voor 1842, 109-184 (Romantische novelle over Thomas uit Henegouwen, bouwmeester van de Domtoren)
- J.A. Alberdingk Thijm, De organist van den Dom, 1848 (Bekende romantische novelle over de blinde Domorganist Janes tijdens de Stichtse Oorlog van 1482-83)
- P.H. van Moerkerken, Jan van den Dom, Amsterdam 1929, ook latere drukken. Oorspronkelijk verschenen in De Gids, 1911 (Nieuwe 'legende' over de bouwmeester van de Domtoren)
- Willem Hoffman, Jan van de Dom van Utrecht, Amsterdam 1953 (Legende over de bouwmeester van de Domtoren)
- Rinke Doornekamp, Een Dom boekje, Utrecht 1975, 2e druk 1998 (Een verzameling hele en halve waarheden en een enkele leugen rondom de Dom)
- Thea Beckman, Stad in de storm, Rotterdam 1979, ook latere drukken (Jeugdroman over de Franse bezetting in 1672-73 en de storm van 1674, bekroond met de Zilveren Griffel)
- Diverse auteurs, Torenomgang. Verhalen, gedichten en tekeningen rondom de dom, Utrecht 1982 (Verzamelbundel uitgegeven ter gelegenheid van het 600-jarig bestaan van de Domtoren)
- Ed van Eeden (red.), Als ik die Dom niet had. Nieuwe verhalen & gedichten over de Dom, 2004 (Een vijftigtal Utrechtse schrijvers en dichters liet zich inspireren door het 750-jarig bestaan van de Domkerk)
- Ed van Eeden, Dossier Moord op de Dom, Thriller, Utrecht 2004
- Hieke van der Werff, Een nacht in de Domkerk, Utrecht 2010 (Jeugdliteratuur over drie kinderen die de nacht doorbrengen in de Domkerk. Al snel merken ze dat ze niet alleen zijn)
- Rom Molemaker, Moord in de Dom, literaire thriller, Utrecht 2011

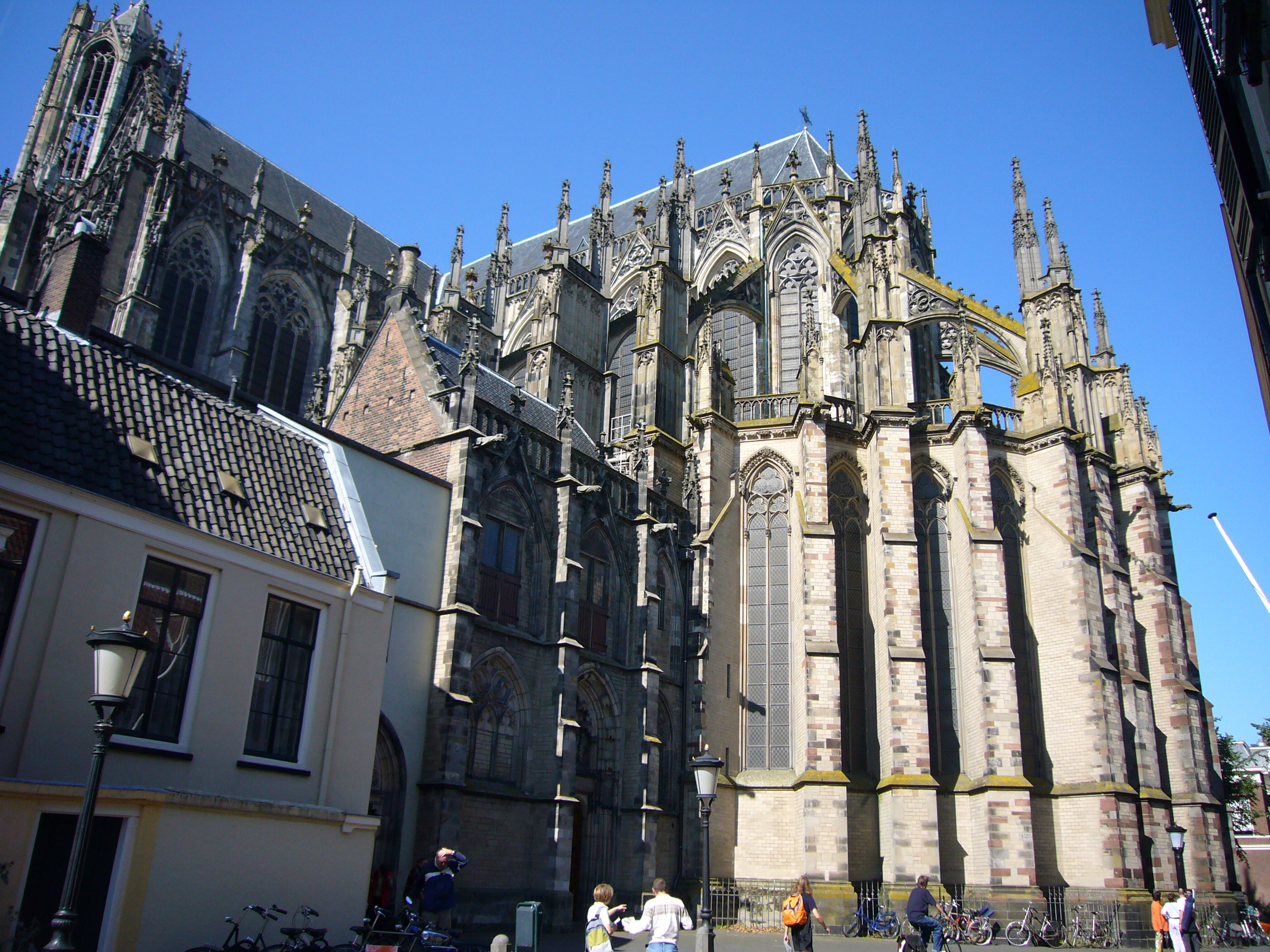
De Domtoren vanuit het zuidoosten
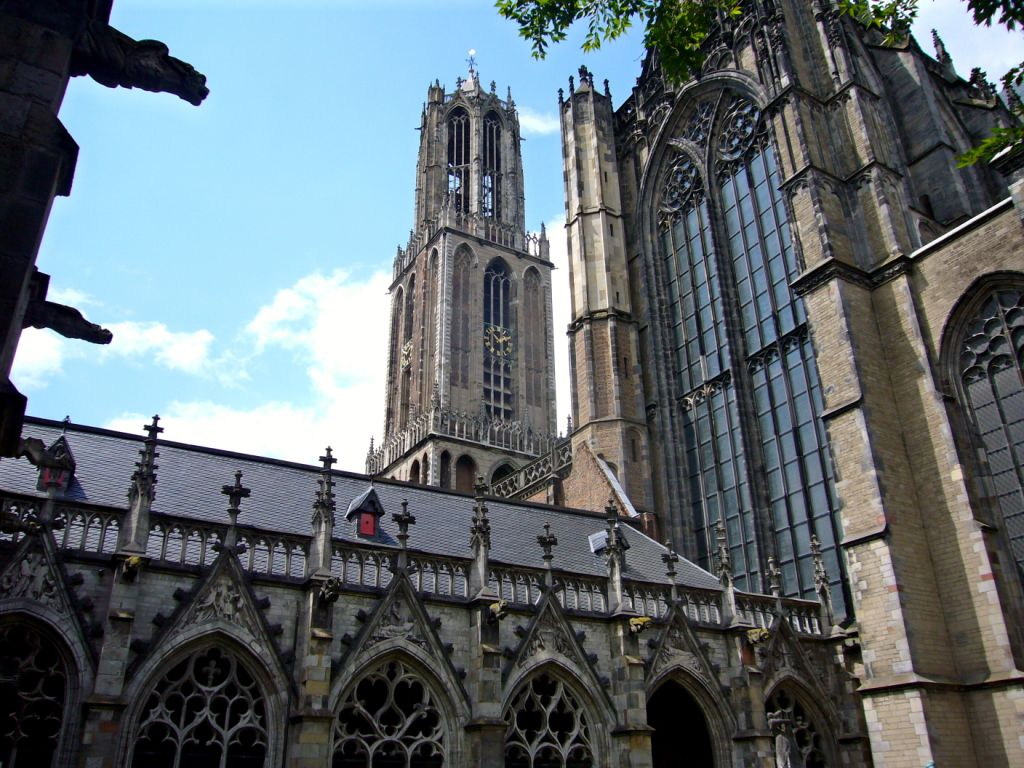
De Domtoren vanuit de kruisgang
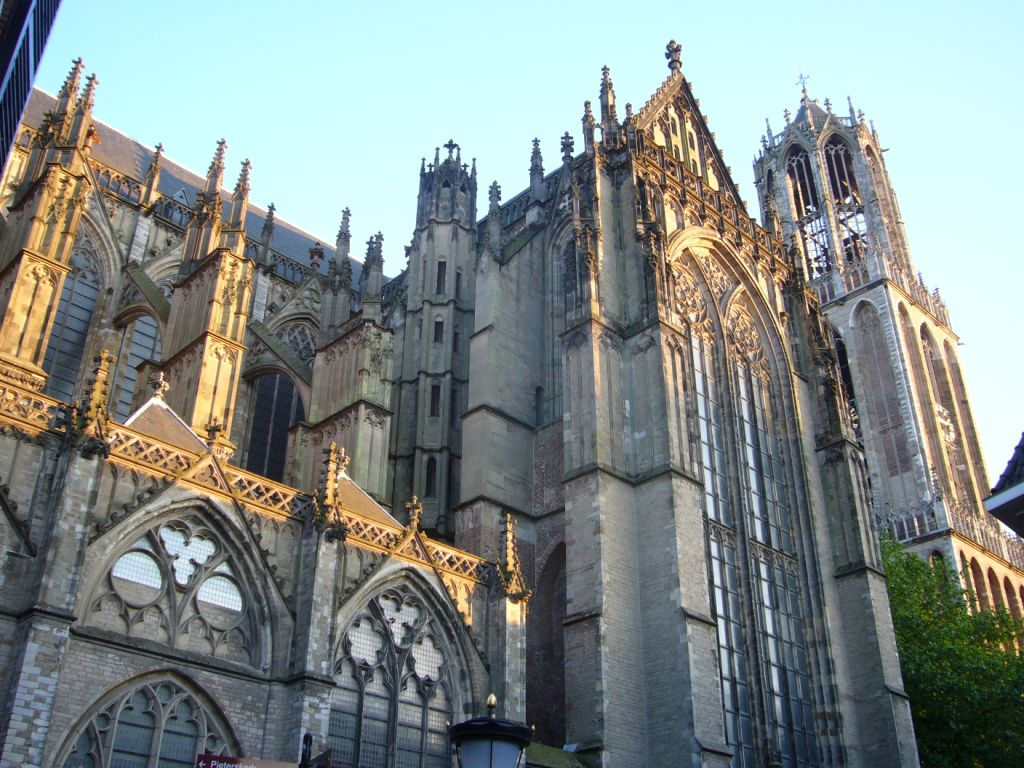
De Domtoren vanuit het noorden
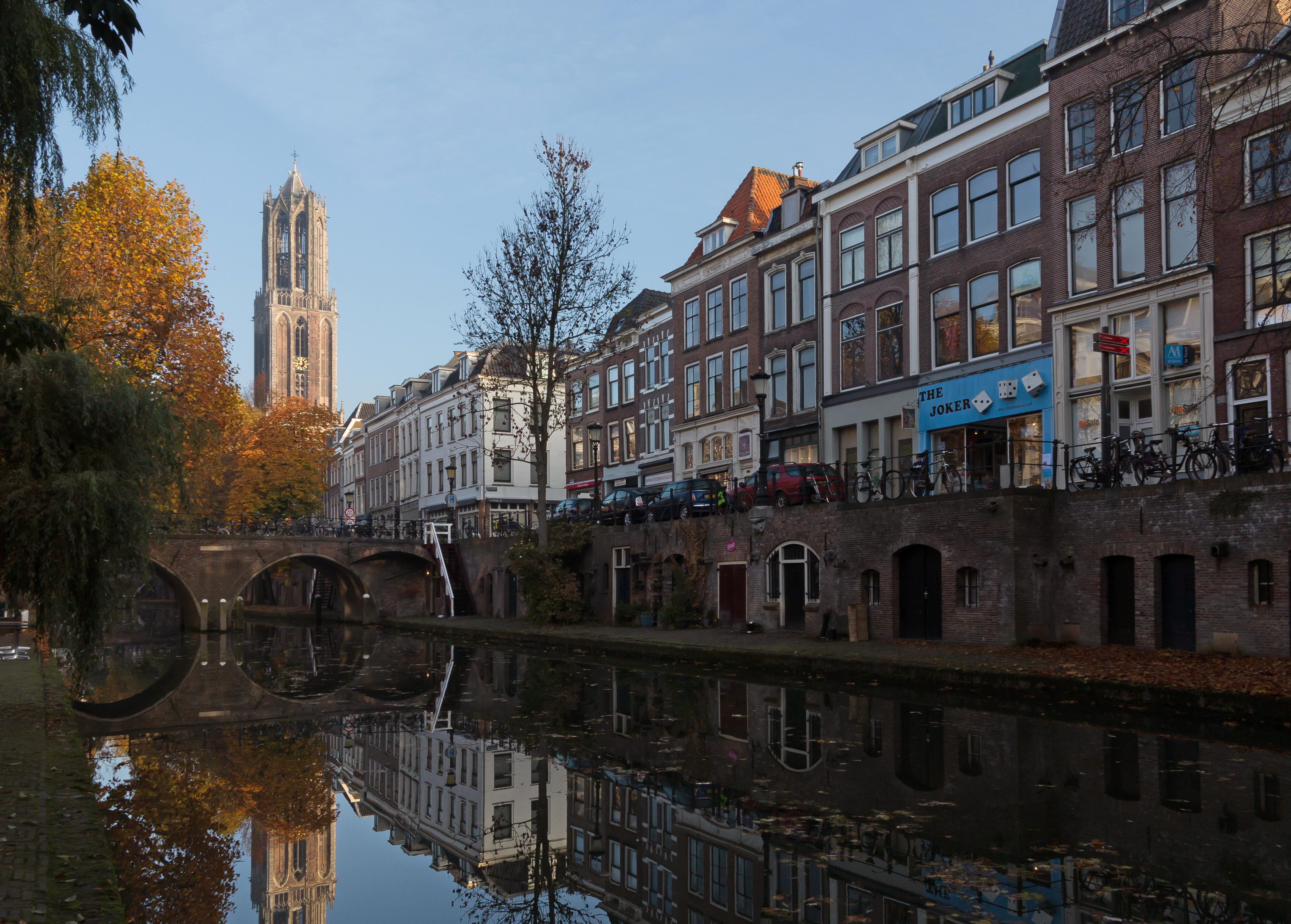
De Domtoren vanaf de Oudegracht
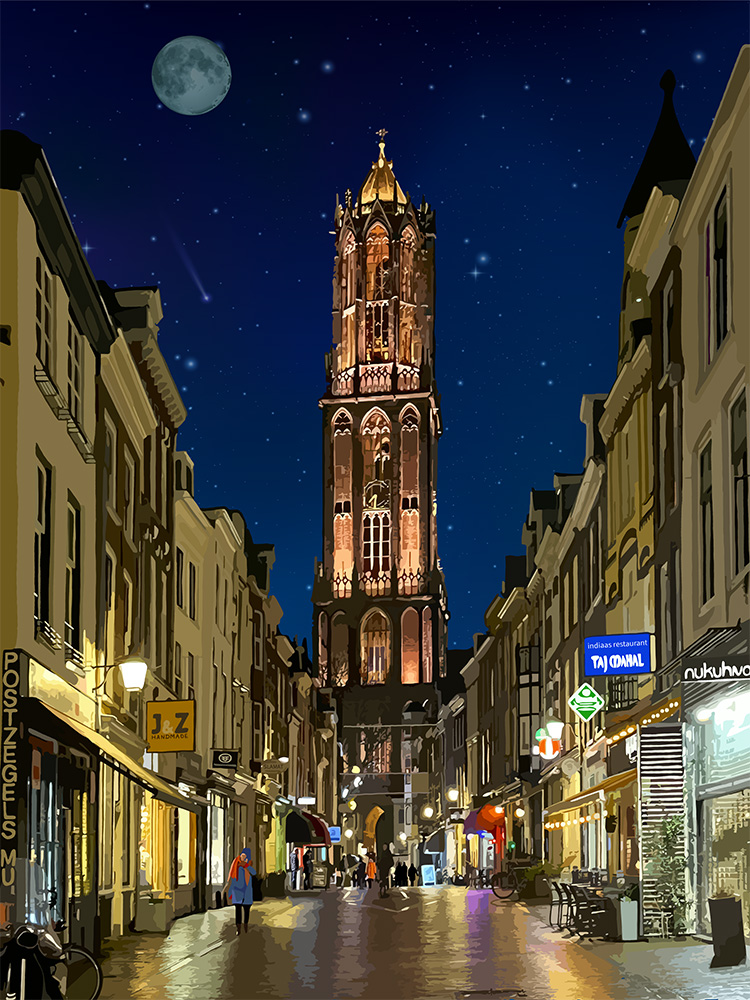
De Domtoren vanaf de Zadelstraat